# Умершие в сентябре 2024 года
Это список известных людей, соответствующих установленным критериям значимости (см. Википедия:Критерии значимости персоналий), умерших в сентябре 2024 года.
Причина смерти указывается лишь в исключительных случаях (убийство, самоубийство, гибель в результате военных действий, смертная казнь, ДТП или несчастные случаи). В остальных случаях — не указывается.

## 30 сентября

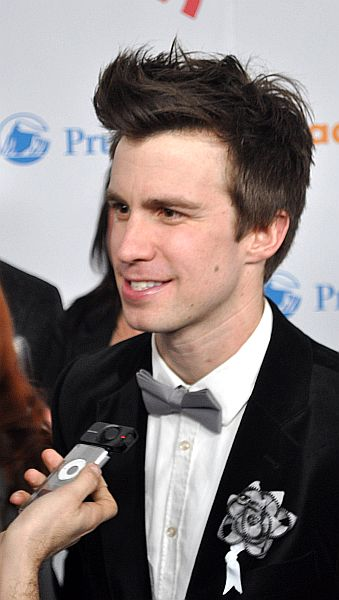
Гэвин Крил

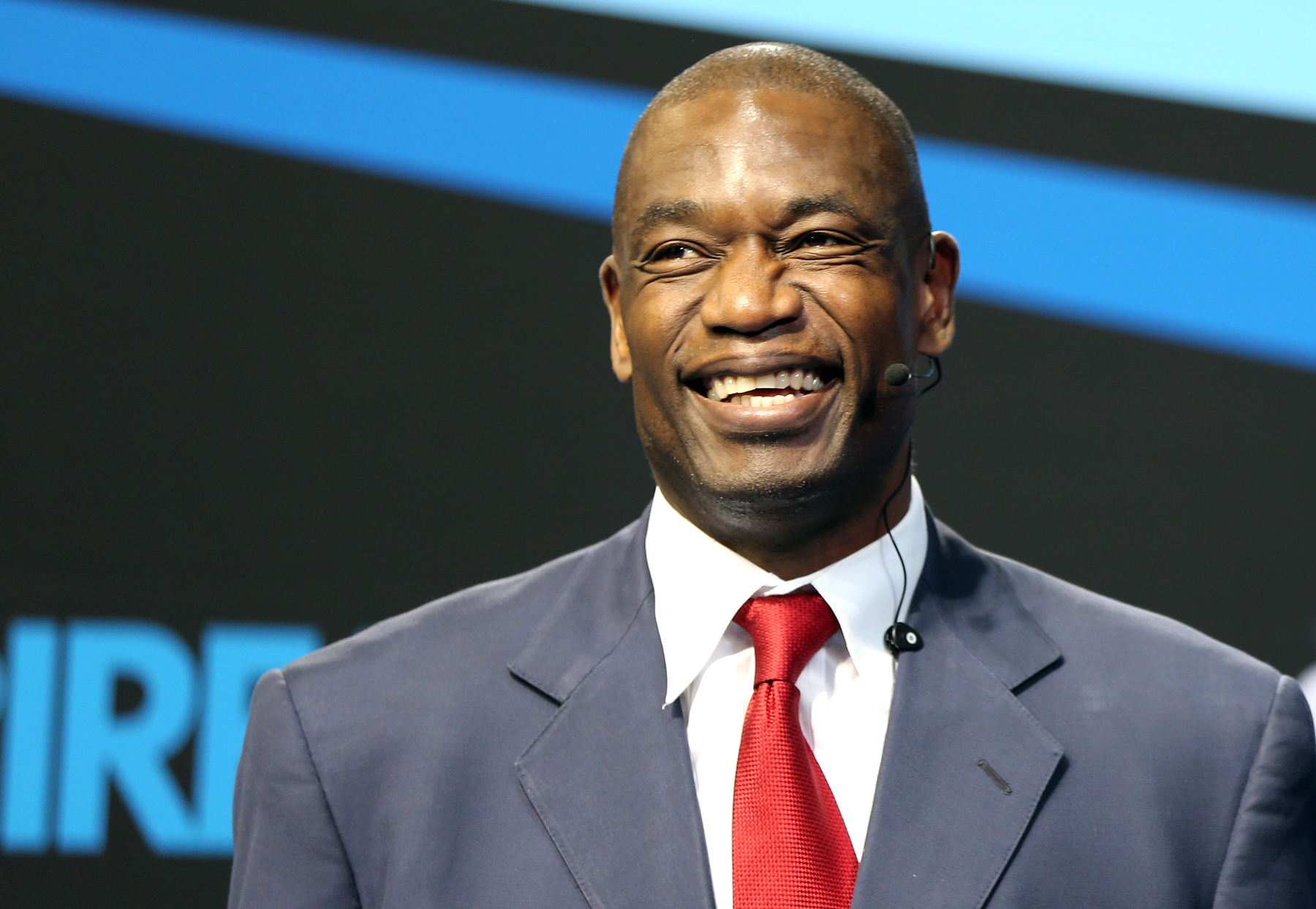
Дикембе Мутомбо

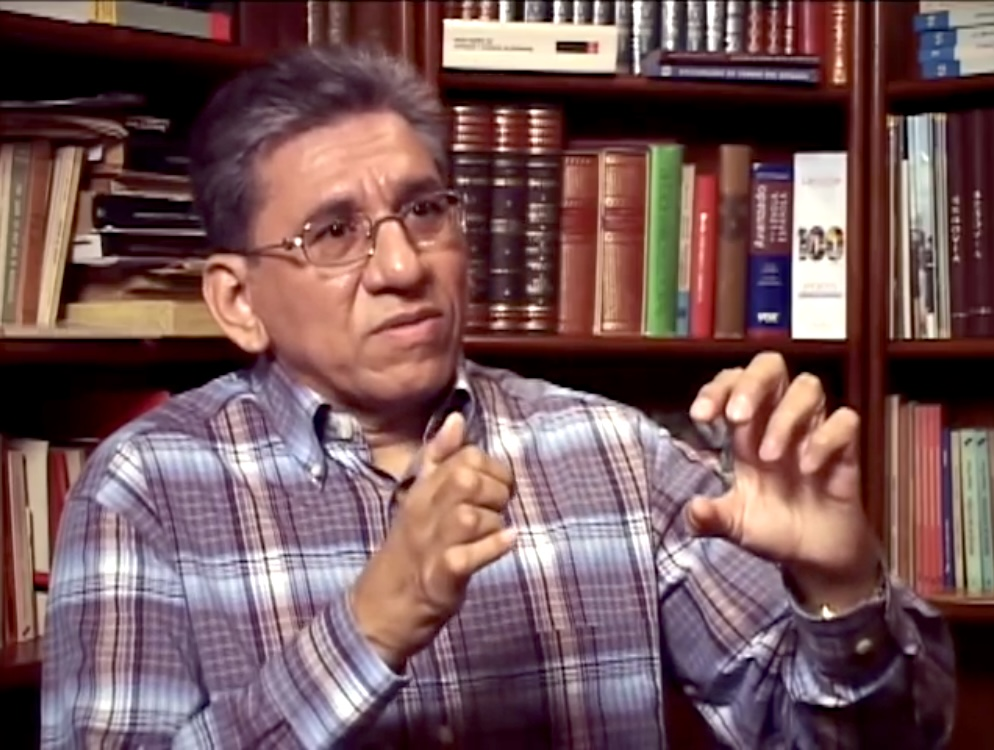
Умберто Ортега

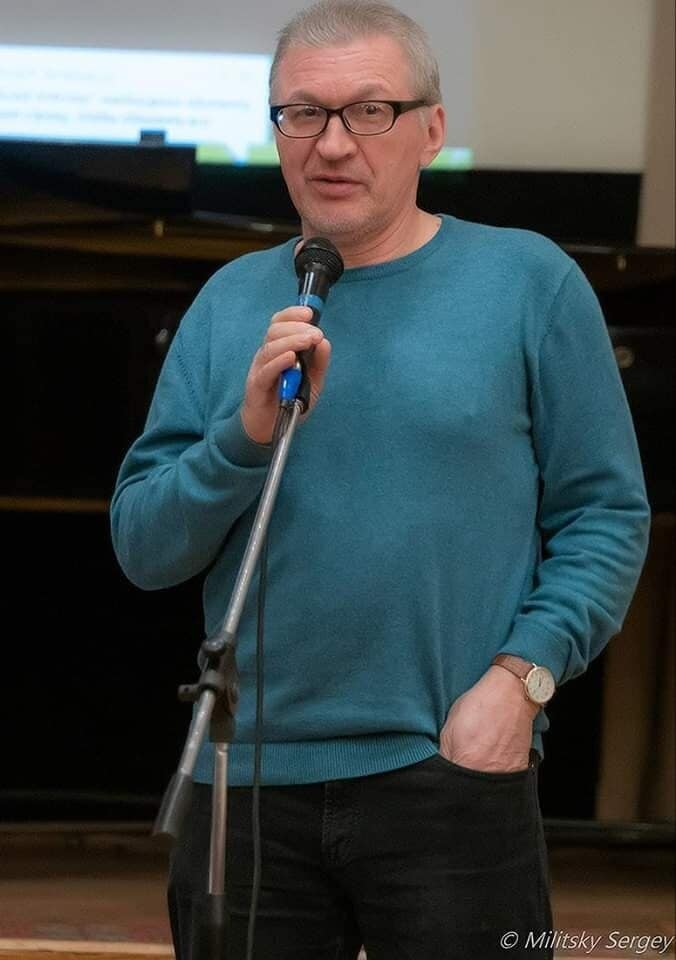
Александр Пахотин

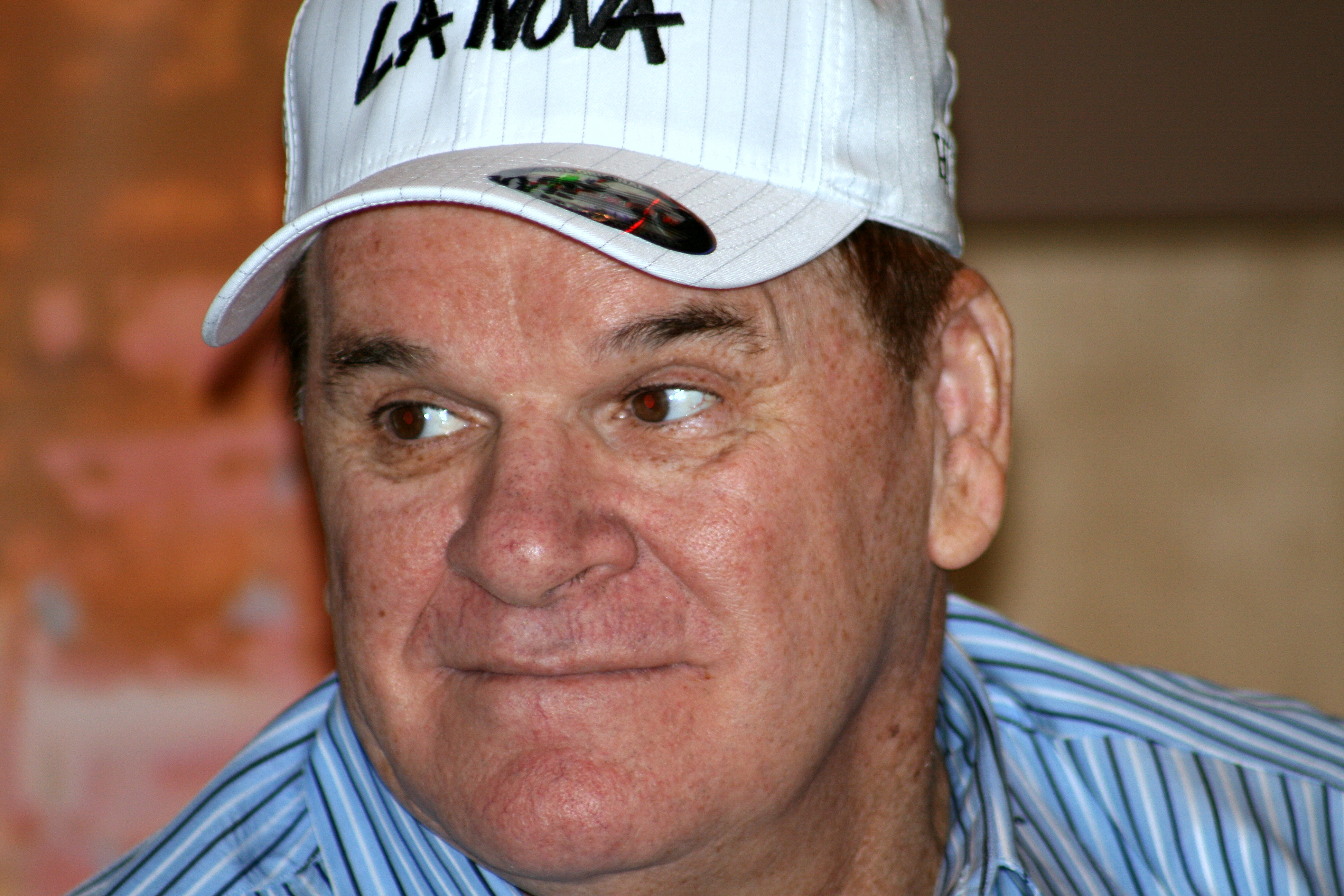
Пит Роуз

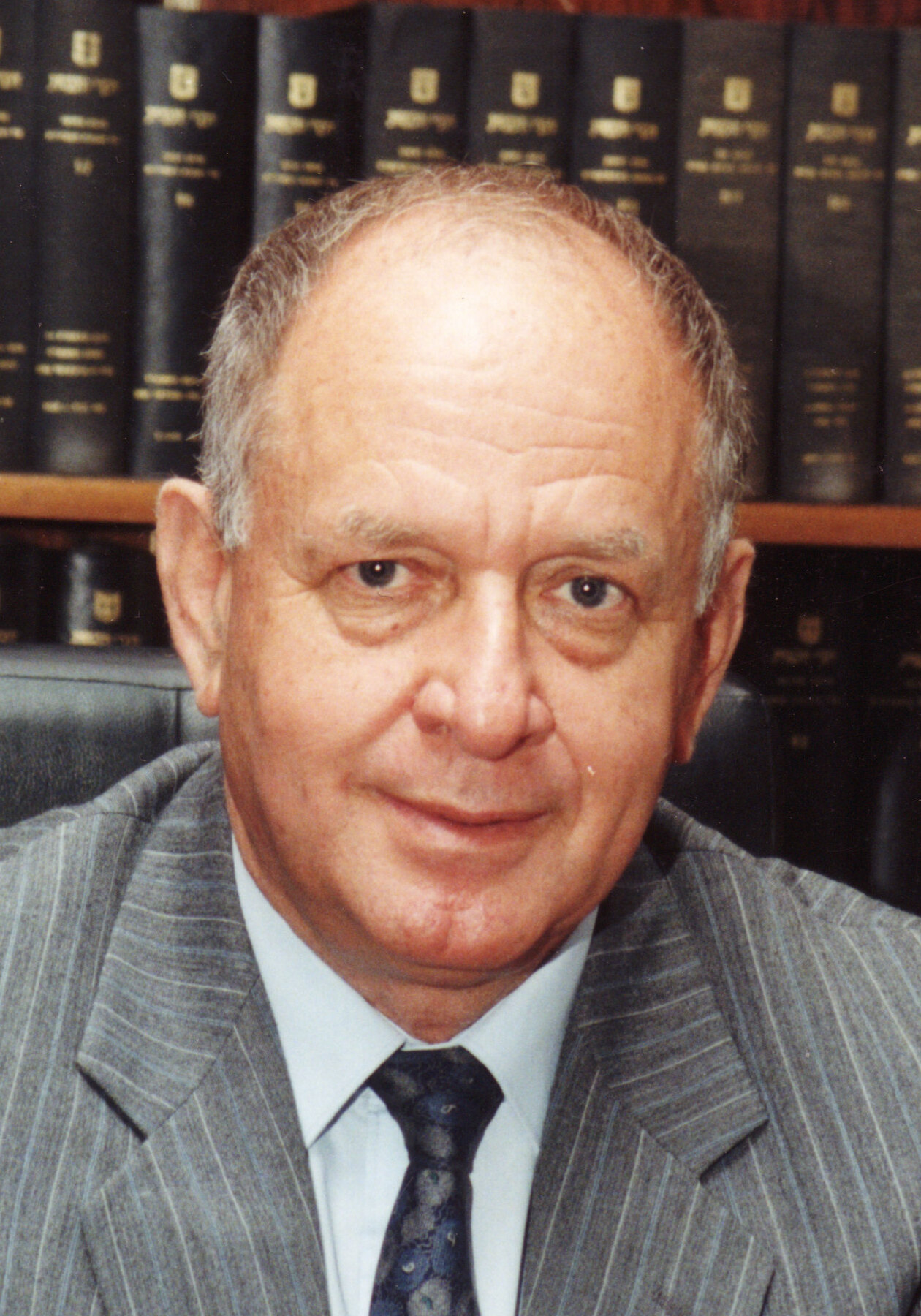
Дан Тихон

- Бельский, Борис Феликсович (64) — советский и российский художник, заслуженный художник Российской Федерации (2010), академик РАХ (2007)[1].
- Бумбун, Иероним Геркуланус (87) — индонезийский католический прелат, архиепископ Понтианака (1977—2014)[2].
- Валок, Марко (97) — югославский футболист и футбольный тренер, игрок национальной сборной[3].
- Крил, Гэвин (48) — американский актёр и певец[4].
- Мелихов, Анатолий Михайлович (81) — советский хоккеист и хоккейный тренер, заслуженный тренер Казахстана[5].
- Мутомбо, Дикембе (58) — конголезский баскетболист, восьмикратный участник Матча всех звёзд НБА[6].
- Ортега, Умберто (77) — никарагуанский революционер и военный деятель, главнокомандующий Сандинистской народной армией (1979—1995), брат Даниэля Ортеги[7].
- Пахотин, Александр Иосифович (69) — российский переводчик и языковед[8].
- Пейдж, Кен[англ.] (70) — американский актёр[9].
- Процевят, Тарас Иванович[укр.] (62) — советский и украинский историк и политический деятель, народный депутат Верховной рады (1994—1998)[10].
- Реда, Жак (95) — французский поэт и критик[11].
- Роуз, Пит (83) — американский бейсболист[12].
- Тихон, Дан (87) — израильский государственный деятель, председатель кнессета (1996—1999)[13].
- Томасин, Аделио[порт.] (94) — итальянский католический прелат, епископ Кишады (1988—2007)[14].
- Ханен, Гил[нидерл.] (90) — нидерландский футболист[15].

## 29 сентября

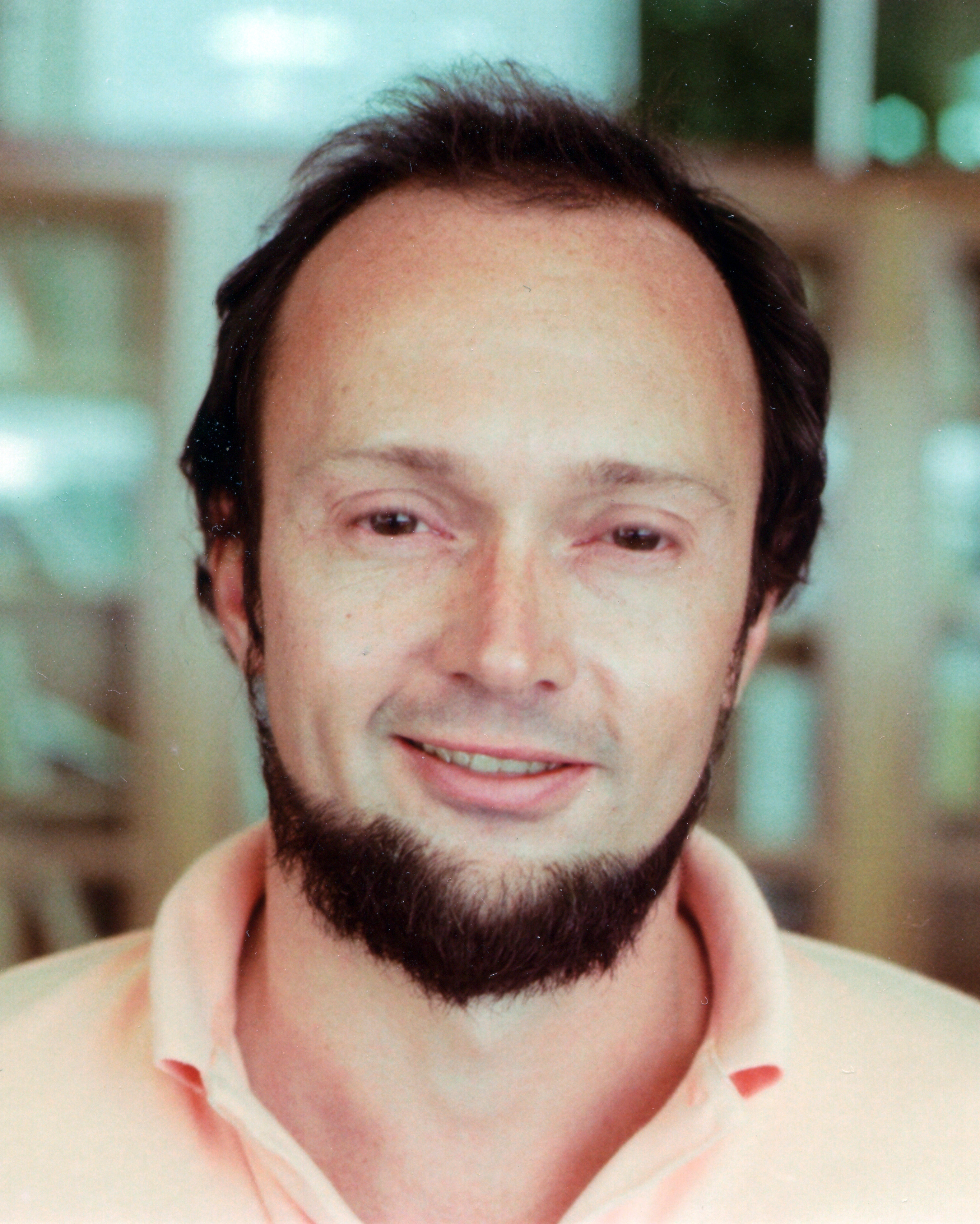
Ричард Гамильтон

- Ашкеловичюте, Леокадия Викторовна (85) — советская и литовская актриса и балерина, народная артистка Литовской ССР (1980)[16].
- Бернтсен, Юстейн[норв.] (81) — норвежский политический деятель, депутат Стортинга (1977—1989)[17].
- Бестыбаев, Адиль (65) — казахстанский композитор[18].
- Гамильтон, Ричард (81) — американский математик, член НАН США (1999)[19].
- Капоне, Андреа[итал.] (43) — итальянский футболист, несчастный случай[20].
- Мейринг, Элтон[англ.] (48) — южноафриканский футболист, игрок национальной сборной; убит[21].
- Миланова, Стойка (79) — болгарская скрипачка, народная артистка НРБ (1978)[22].
- Рахман, Мостафизур[англ.] (70) — бангладешский политик, депутат Национальной ассамблеи (1986—1987, с 1991), министр начального и массового образования (2014—2019)[23].
- Савинова, Евгения Исидоровна — советский и российский врач и политический деятель, народный депутат СССР (1989—1991)[24].
- Харин, Виталий Лазаревич (88) — советский государственный и партийный деятель, председатель Кисловодского горисполкома (1979—1988)[25].

## 28 сентября

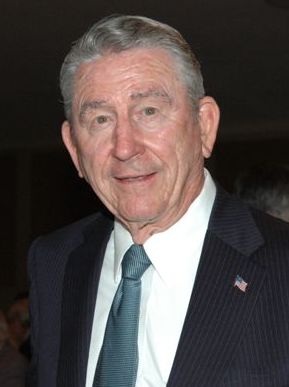
Уинфилд Данн

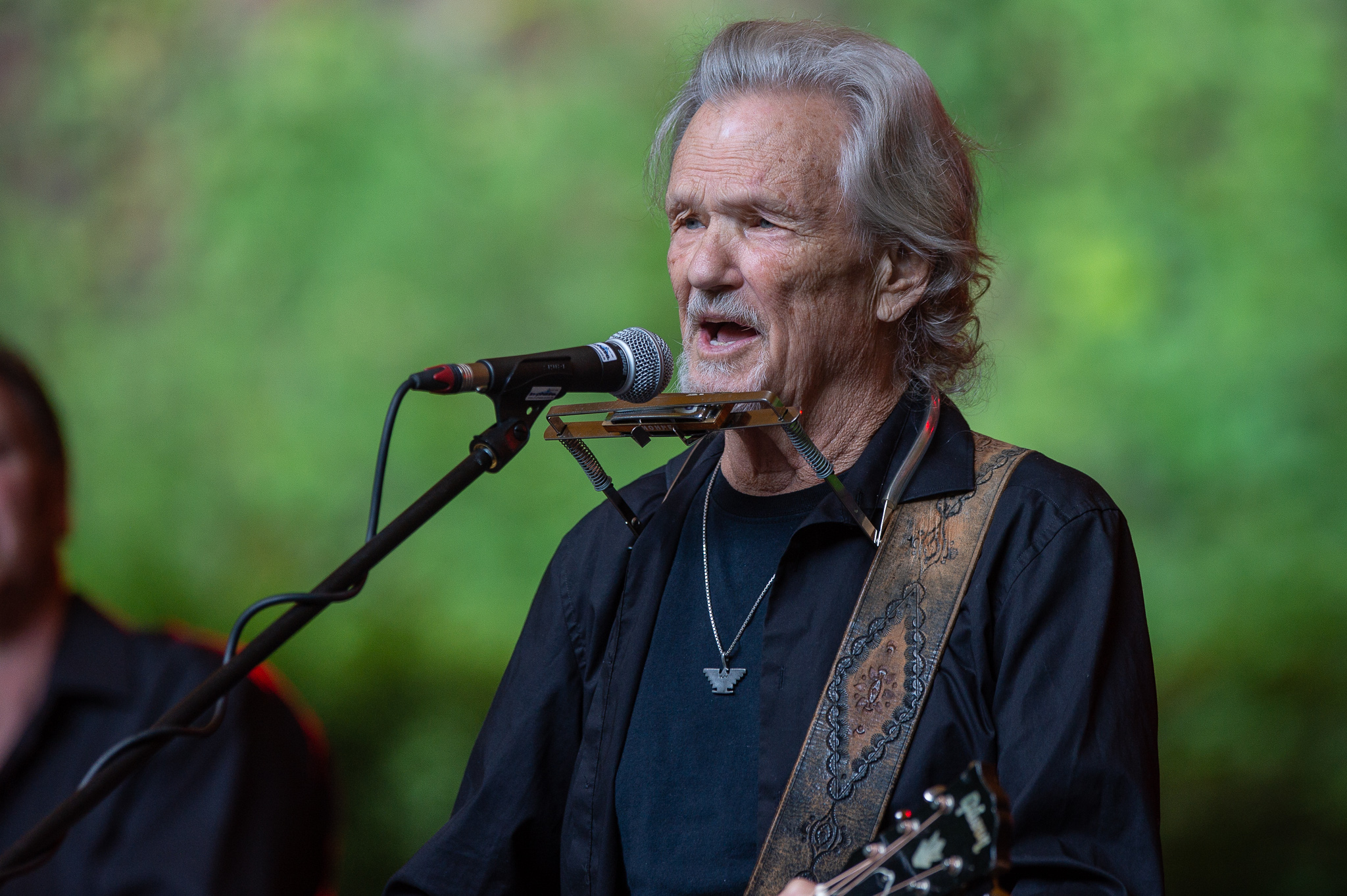
Крис Кристофферсон

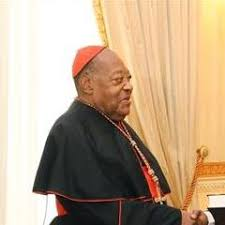
Алешандри ду Нашсименту

- Баррантес Уренья, Уго (88) — костариканский католический прелат, архиепископ Архиепархии Сан-Хосе (2002—2013)[26].
- Вельгама, Кумара[англ.] (74) — шри-ланкийский политический деятель, депутат Парламента (1994—2024), министр транспорта (2010—2015)[27].
- Данн, Уинфилд (97) — американский политик, губернатор Теннесси (1971—1975)[28].
- Жанкен, Серж (81) — французский политик, депутат Национального собрания (1993—2017)[29].
- Каук, Набиль (60) — ливанский священнослужитель и политик, заместитель главы Исполнительного совета Хезболлы[30].
- Кристофферсон, Крис (88) — американский кантри-певец и актёр[31].
- Ллойд, Барри[англ.] (75) — английский футболист и футбольный тренер (о смерти объявлено в этот день)[32].
- Маури, Глауко[итал.] (93) — итальянский актёр[33].
- Нашсименту, Алешандри ду (99) — ангольский кардинал, архиепископ Лубанго (1977—1986) и Луанды (1986—2001)[34].
- Тёгелс, Жак (78) — бельгийский футболист, игрок национальной сборной, бронзовый призёр чемпионата Европы (1972)[35].
- Хаджстен, Дрейк[англ.] (70) — американский актёр, трёхкратный лауреат премии Дайджест мыльных опер (1994, 1995, 2005)[36].

## 27 сентября

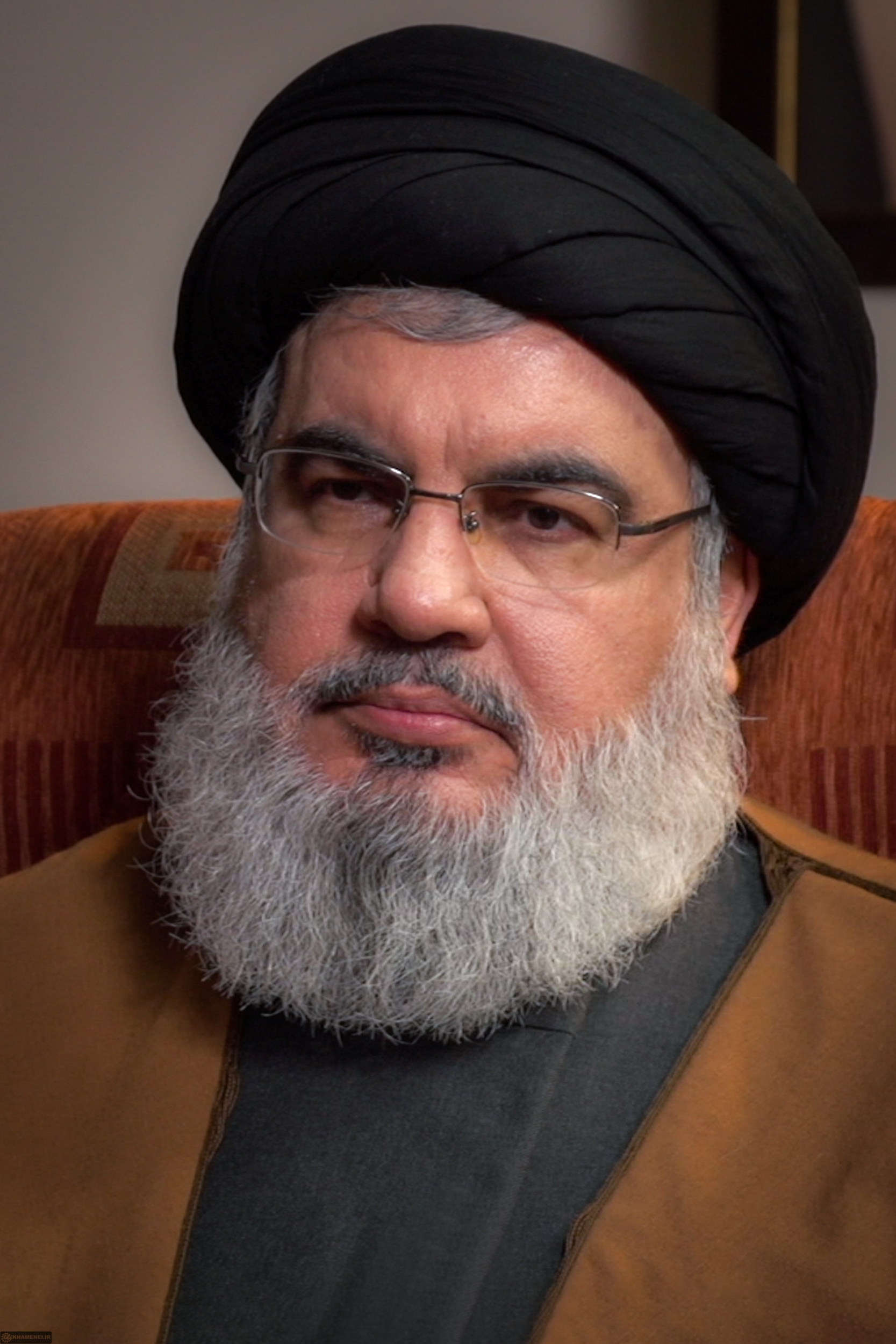
Хасан Насралла

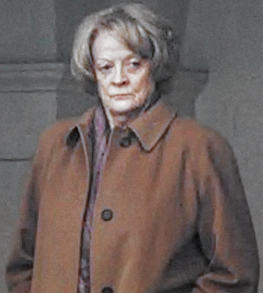
Мэгги Смит

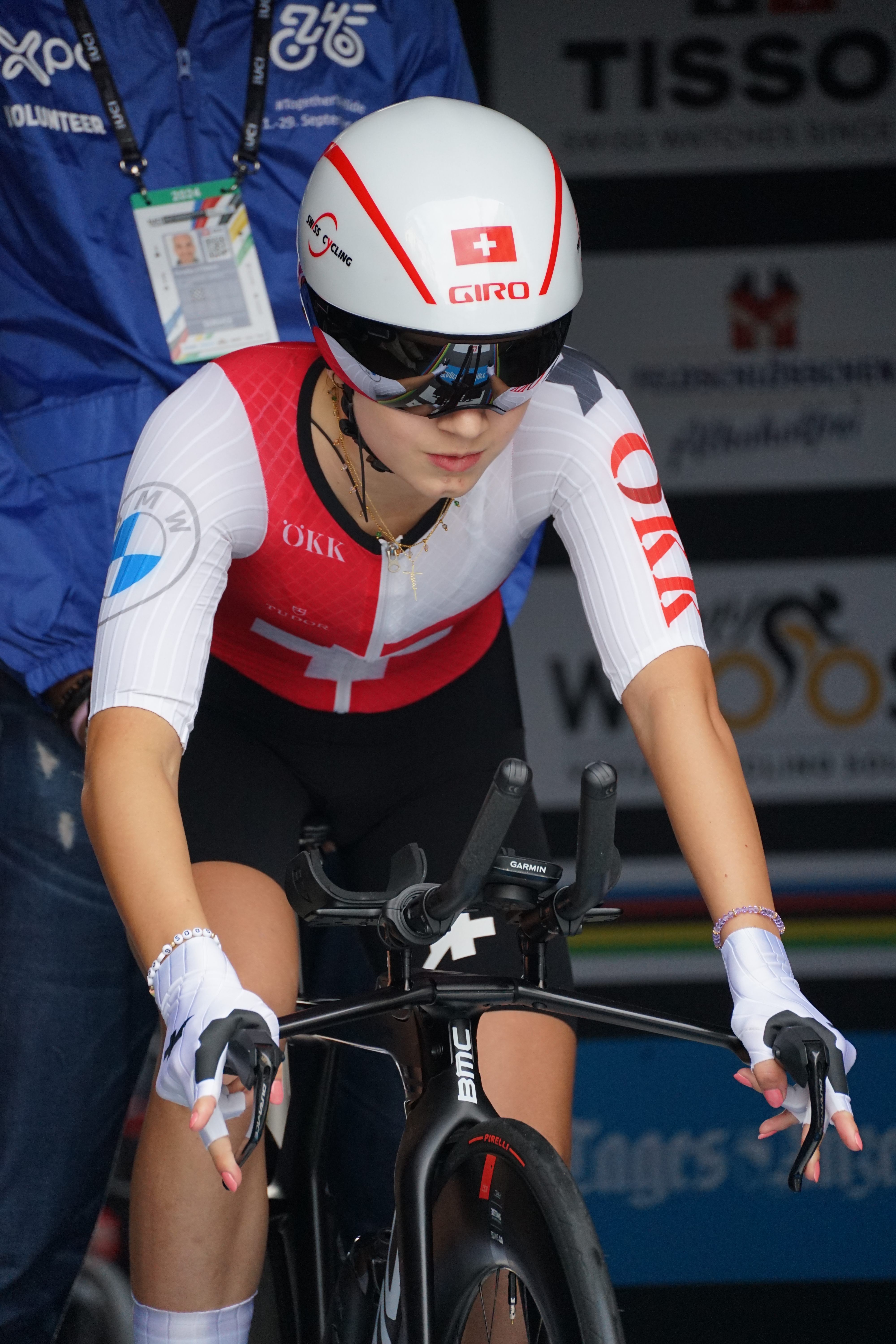
Мюриэль Фуррер

- Бхатти, Мунир[англ.] — пакистанский хоккеист на траве, чемпион мира (1978)[37].
- Варлаков, Владимир Ильич (77) — советский и российский юрист, председатель Арбитражного суда Курганской области (1992—2003), главный государственный арбитр Курганской области (1989—1992), прокурор Целиноградской области (1987—1989)[38].
- Кабальеро, Фабиан[исп.] (46) — аргентинский и парагвайский футболист и тренер[39].
- Климовицкий, Аркадий Иосифович (87) — советский и российский музыковед, профессор Санкт-Петербургской консерватории, заслуженный деятель искусств Российской Федерации (2008)[40]..
- Климчук, Элеонора Гавриловна (86) — советская и украинская актриса и певица (лирическое сопрано), заслуженная артистка УССР (1991)[41].
- Роквелл, Томас (91) — американский детский писатель[42].
- Смит, Мэгги (89) — британская актриса[43].
- Фуррер, Мюриэль (18) — швейцарская велогонщица, бронзовый призёр чемпионата Европы по маунтинбайку в смешанной эстафете (2024); падение[44].
- Щетинин, Михаил Викторович (55) — советский и российский хоккеист и тренер[45].
- Эвертон, Клайв (87) — английский профессиональный игрок в снукер и английский бильярд, журналист, писатель и снукерный комментатор[46].
- Ясинскас, Гинтарас (56) — литовский биатлонист, участник зимних Олимпийских игр (1992, 1994)[47].
- Погибшие во время операции израильской армии «Новый порядок»:
  - Караки, Али[англ.] (61/62) — командующий южным фронтом «Хезболлы»; убит[48].
  - Насралла, Хасан (64) — ливанский политический деятель, генеральный секретарь движения «Хезболла» (с 1992); убит[49].
  - Нилфорушан, Аббас (57/58) — иранский бригадный генерал; убит[50].

## 26 сентября

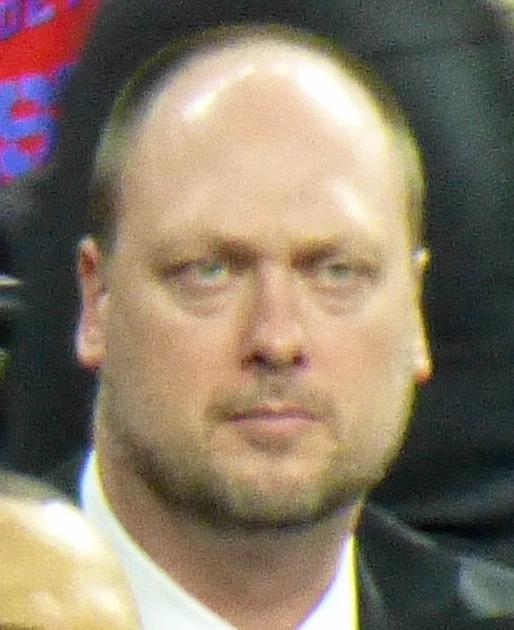
Джо Вулф

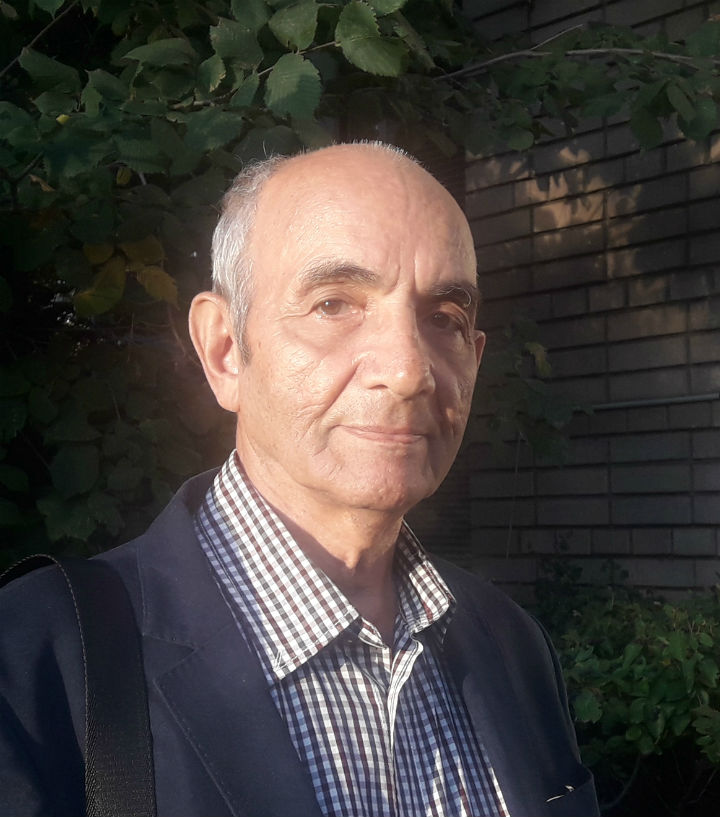
Абддулла Хаба

- Аматов, Бегиш Аматович (75) — советский и киргизский государственный деятель, депутат Верховного Совета Киргизской ССР (1990—1994)[51].
- Бёрьессон, Сёрен (68) — шведский футболист и футбольный тренер[52].
- Вулф, Джо (59) — американский баскетболист («Лос-Анджелес Клипперс», «Денвер Наггетс»)[53].
- Кузин, Виктор Фёдорович (98) — советский и российский живописец, заслуженный художник Российской Федерации (2008)[54].
- Ласуриа, Мушни Таевич (86) — советский и абхазский поэт, писатель и переводчик[55].
- Мейхью, Ричард[англ.] (100) — американский художник[56].
- Мещеряков, Алексей Николаевич (63) — русский писатель[57].
- Хаба, Абдулла (88) — арабский переводчик русской литературы[58].
- Хриплович, Иосиф Бенционович (87) — советский и российский физик-теоретик, член-корреспондент РАН (2000)[59].
- Чулков, Пётр Иванович (88) — советский и российский ювелир и религиозный деятель, заслуженный художник РСФСР (1974)[60].

## 25 сентября

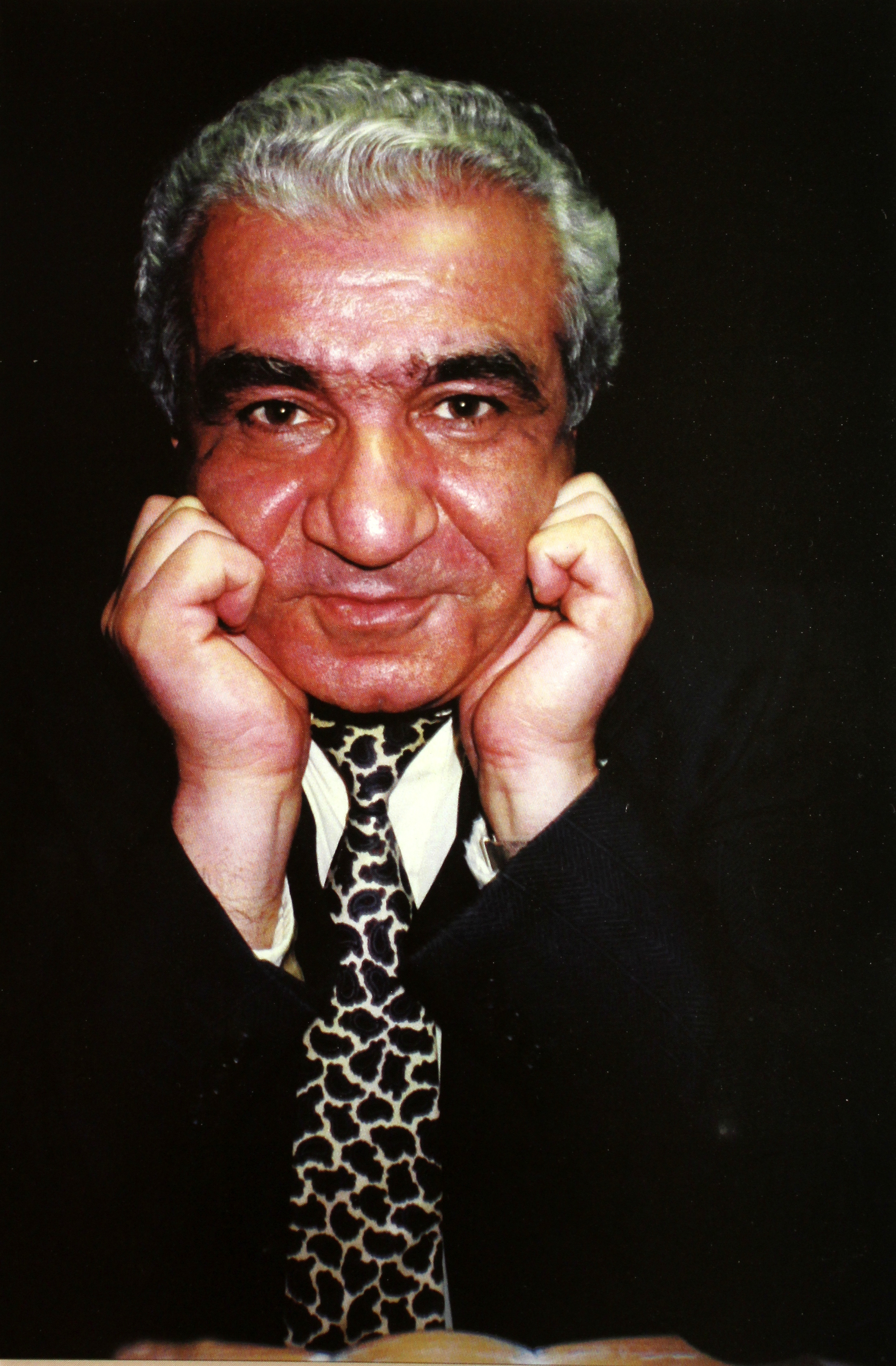
Юрий Саргсян

- Александрович, Исмаил Мустафович (95) — белорусский религиозный деятель, верховный муфтий Республики Беларусь (1994—2005)[61].
- Гордеев, Евгений Ильич (75) — российский вулканолог, сейсмолог и геодинамик, академик РАН (2008)[62].
- Гребцов, Игорь Григорьевич (101) — советский и российский журналист и поэт, последний живущий военный фронтовой корреспондент Великой Отечественной войны[63].
- Ислам, Хаджи Нурул[англ.] (60) — индийский политик, депутат Лок сабхи (2009—2014, с 2024)[64].
- Сыздыков, Есенбек Кабирович (74) — казахский футбольный тренер, заслуженный тренер Казахстана[65].
- Каминка, Дидье (81) — французский актёр[66].
- Кодзоев, Ибрагим Абибулатович (85) — советский и российский тренер по тяжёлой атлетике, заслуженный тренер СССР[67].
- Мадянов, Роман Сергеевич (62) — советский и российский актёр, заслуженный артист Российской Федерации (1995)[68].
- Мосина, Мария Ивановна (93) — советский передовик сельского хозяйства, Герой Социалистического Труда (1966)[69].
- Саргсян, Юрий Левонович (83) — советский и армянский учёный, академик НАН РА (1996)[70].
- Устинов, Виктор Михайлович (66) — российский физик, член-корреспондент РАН (2006)[71]

## 24 сентября

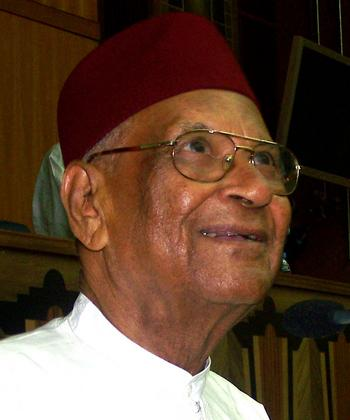
Амаду-Махтар Мбоу

- Герцык, Мирослав Степанович (88) — советский и украинский тренер по гребле[72].
- Гленн, Пьер-Вильям (80) — французский кинооператор и режиссёр[73].
- Мбоу, Амаду-Махтар (103) — сенегальский политик и общественный деятель, генеральный директор ЮНЕСКО (1974—1987)[74].
- Нойман, Уолтер (78) — британский и американский математик, специалист по топологии, профессор Колумбийского университета[75].
- Фокс, Фрэнсис (84) — канадский политический деятель, министр связи и коммуникаций (1980—1984)[76].

## 23 сентября

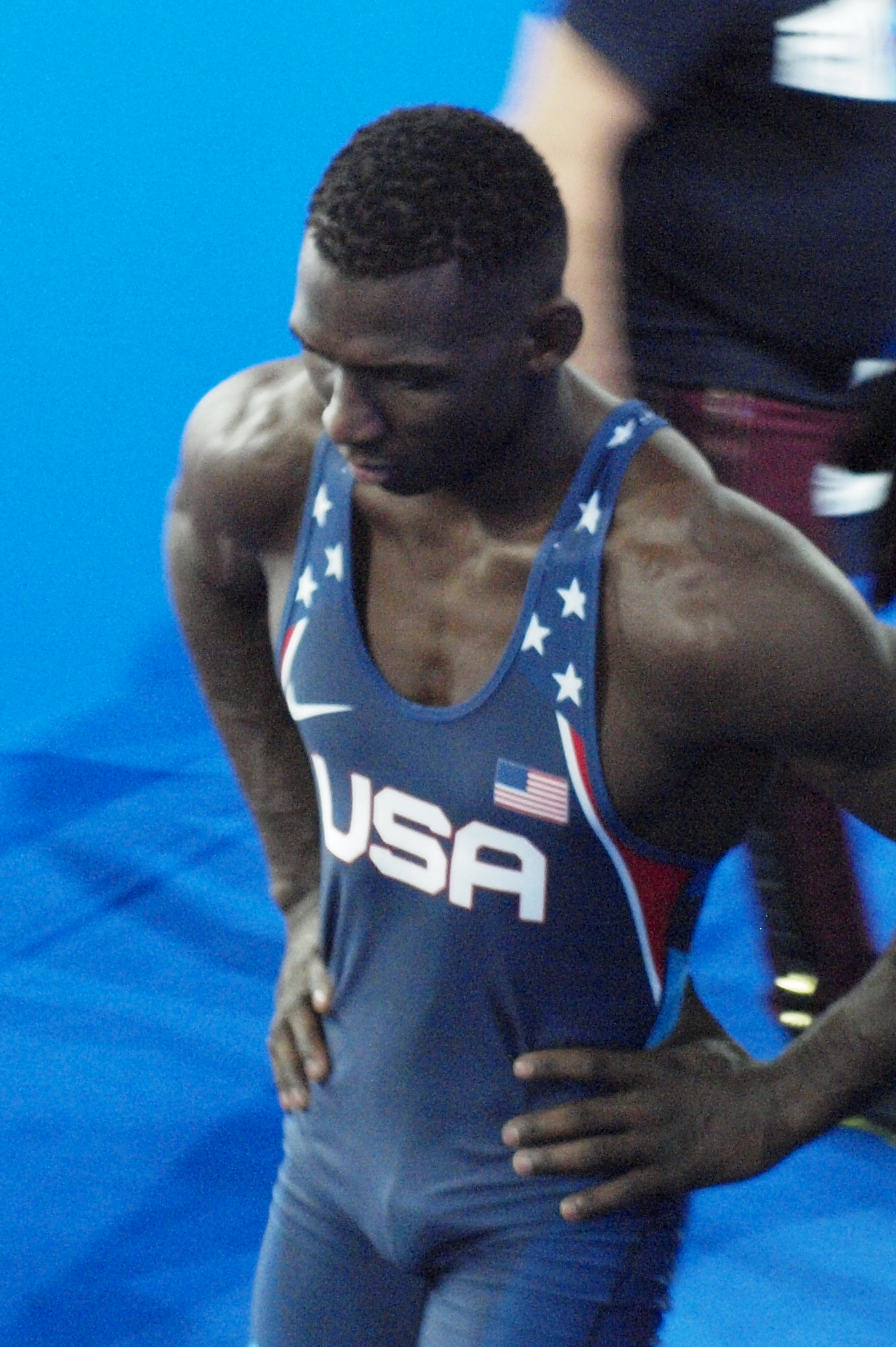
Алан Вера

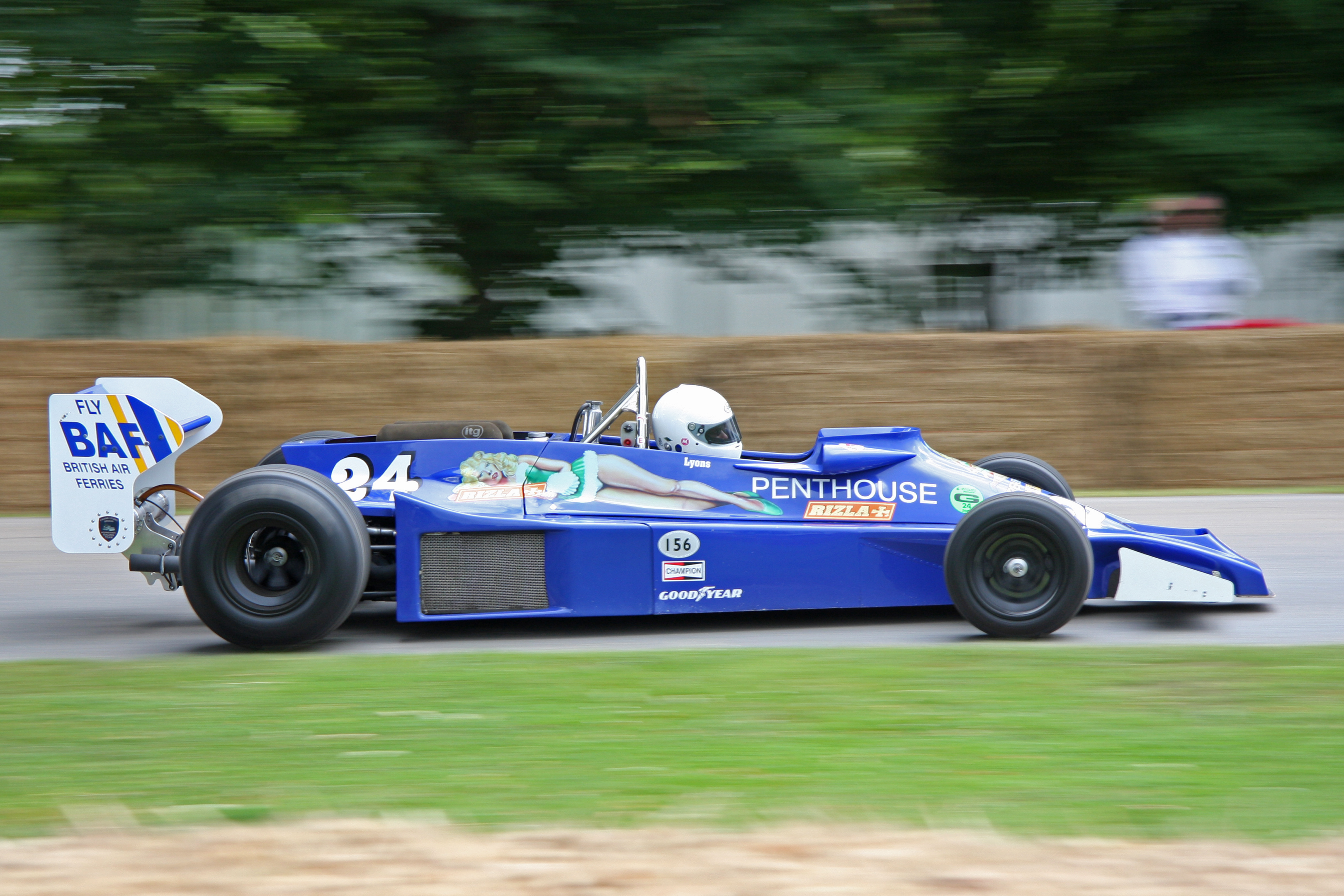
Руперт Киган

- Вера, Алан (33) — кубинский и американский борец греко-римского стиля[77].
- Гиритлиоглу, Томрис[тур.] (70) — турецкий кинорежиссёр и продюсер[78].
- Гринфилд, Мюррей[англ.] (98) — израильский писатель[79].
- Керсон, Дэвид[англ.] (75) — американский политик, член Палаты представителей (2012—2013)[80].
- Киган, Руперт (69) — британский автогонщик, победитель британского чемпионата Формулы-1 (1979)[81].
- Кроста, Джанкарло[итал.] (90) — итальянский гребец, серебряный призёр Олимпийских игр (1960), чемпион Европы (1961)[82].
- Парс, Асим (48) — турецкий баскетболист, серебряный призёр чемпионата Европы (2001)[83].
- Полак, Таде (92) — французский футболист[84].
- Райнеке, Гэри[англ.] (84) — американский актёр[85].
- Свара, Нерео[итал.] (88) — итальянский бегун с барьерами, участник Олимпийских игр (1960)[86].
- Сердюков, Леонтий Степанович (83) — советский футболист и футбольный судья[87].
- Субботин, Константин Константинович (93) — советский и российский военачальник, генерал-майор авиации (1972), заслуженный военный лётчик СССР (1972)[88].
- Эллиот, Майк[англ.] (82) — американский лыжник, участник зимних Олимпийских игр (1964, 1968, 1972)[89].
- Эмар, Робер (88) — французский физик, генеральный директор ЦЕРН (2004—2008), директор ITER (1994—2003)[90].

## 22 сентября

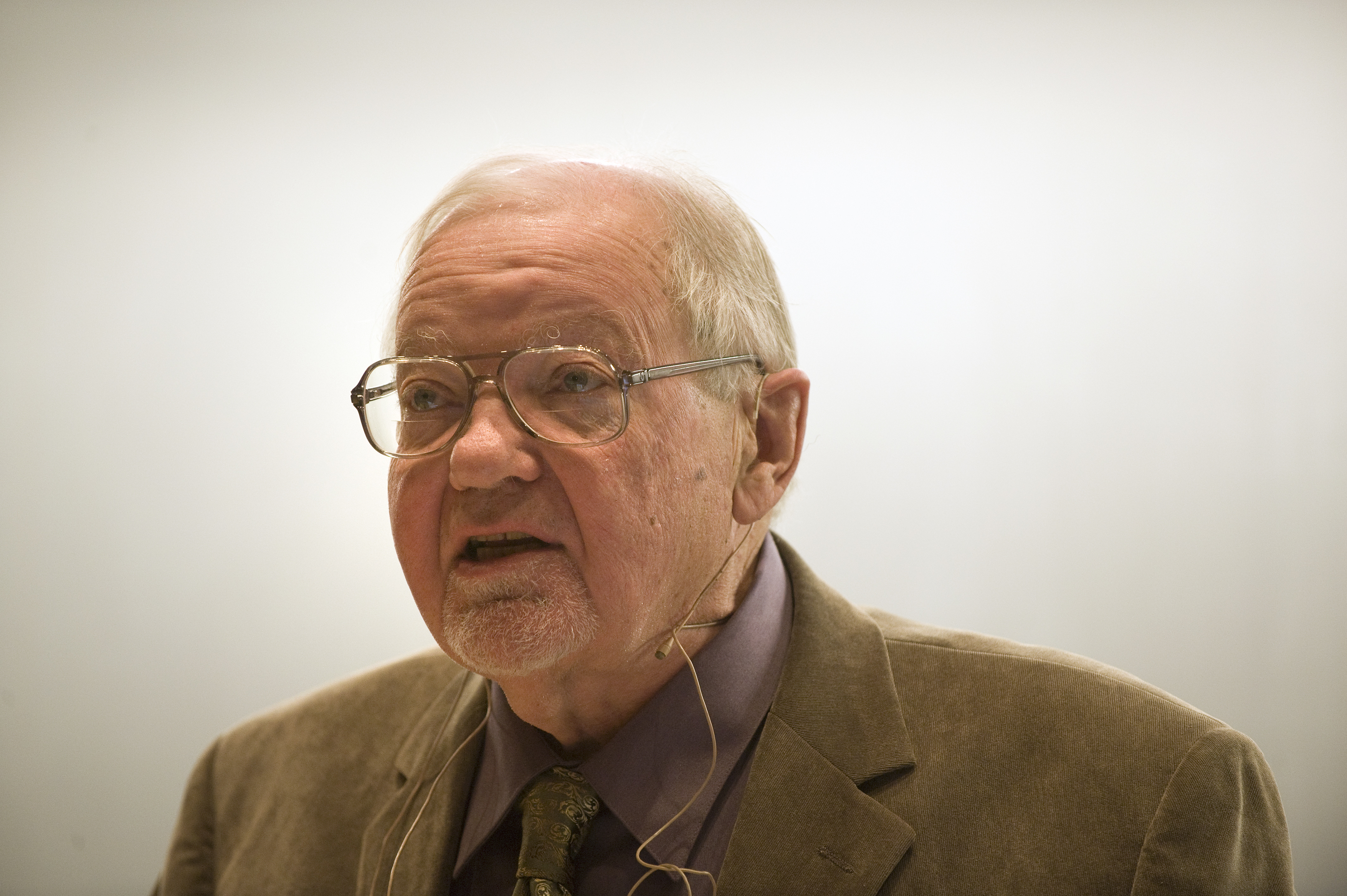
Фредрик Джеймисон

- Ван дер Мерве, Кос[англ.] (87) — южноафриканский политический деятель, депутат Парламента (1977—2014)[91].
- Гловня, Анджей[англ.] (72) — польский футболист[92]..
- Джей, Питер (87) — британский журналист и дипломат, посол в США (1977—1979)[93].
- Джеймисон, Фредрик (90) — американский философ[94].
- Макробби, Энид[англ.] (92) — британский биофизик, член Лондонского королевского общества (1991)[95].
- Маловри, Люсьен[фр.] (93) — французский политик, сенатор (2004—2011)[96].
- Михалко, Ян[чеш.] (76) — чехословацкий лыжник, участник зимних Олимпийских игр (1972, 1976)[97].
- Ноздрин, Виктор Александрович (72) — советский футболист, советский и российский футбольный тренер[98].
- Пак Хи-бу[кор.] (85) — южнокорейский политик, депутат Национального собрания Республики Корея (1992—1996)[99].
- Пакликова, Бела[чеш.] (96) — чешская волейболистка, чемпионка Европы (1955)[100].
- Петров, Александр Георгиев[болг.] (76) — болгарский физик, член Болгарской академии наук (2003)[101].
- Протопопов, Валентин Владимирович (84) — советский и российский моряк-подводник, Герой Советского Союза (1986), капитан первого ранга (1980)[102].
- Рахман, Махбубур[бенг.] (70) — бангладешский политический деятель, депутат Парламента (2001—2018), государственный министр по водным ресурсам (2008—2014)[103].
- Хотылёва, Любовь Владимировна (96) — советский и белорусский генетик растений, академик НАН Беларуси (1980)[104].

## 21 сентября

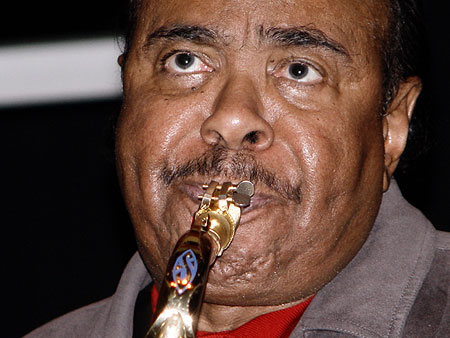
Бенни Голсон

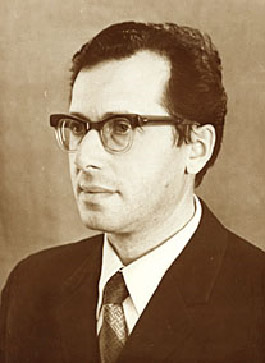
Евгений Сапиро

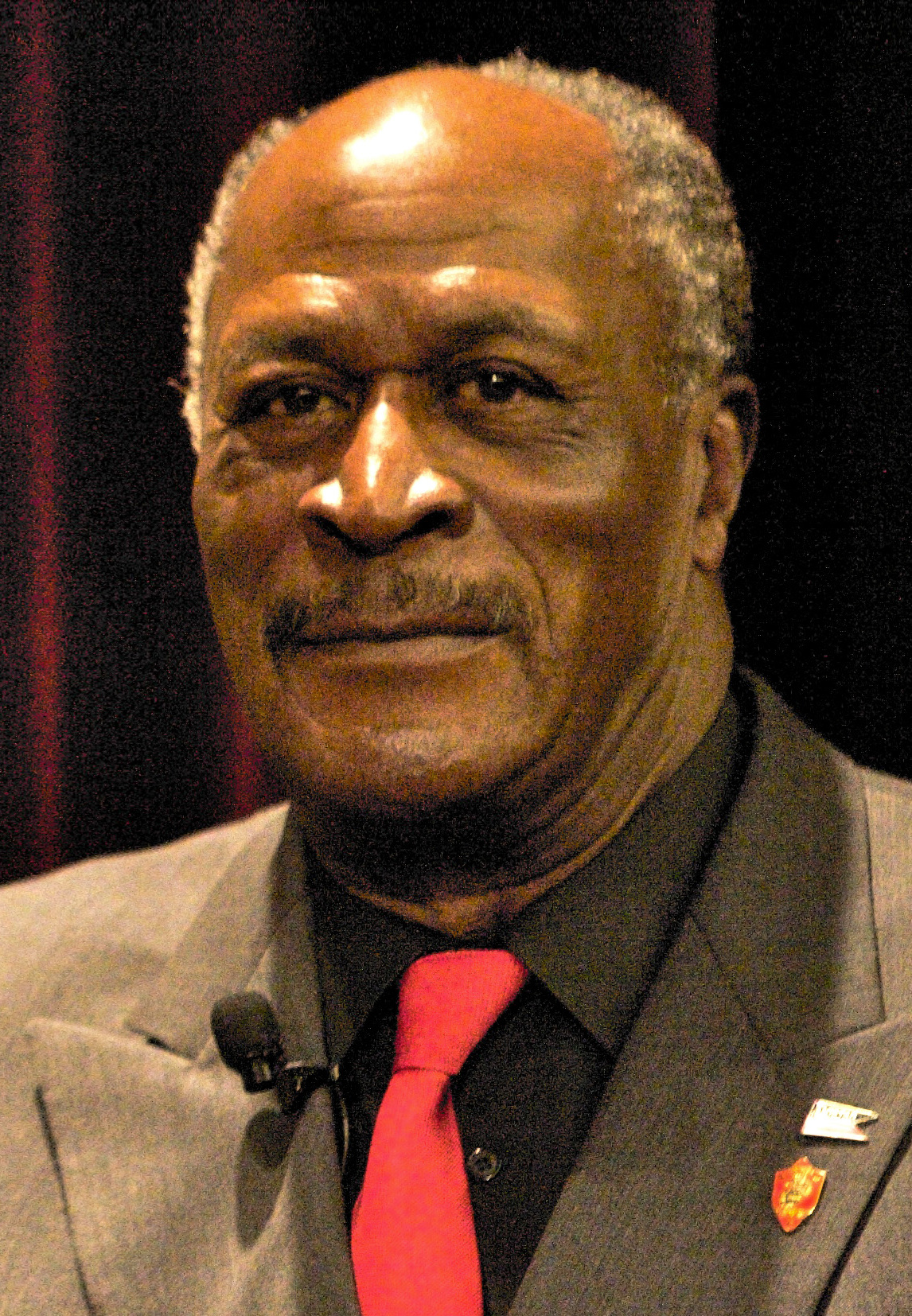
Джон Эймос

- Абелев, Марк Юрьевич (89) — советский и российский учёный в области строительных технологий[105].
- Бландон, Ракель[исп.] (81) — первая леди Гватемалы (1986—1991)[106].
- Верестников, Владислав Аркадьевич (77) — советский и российский оперный певец (баритон) и педагог, народный артист Российской Федерации (1994)[107].
- Голсон, Бенни (95) — американский джазовый музыкант, композитор и аранжировщик[108].
- Жэнь Цзяньсинь (99) — китайский юрист, председатель Верховного народного суда (1988—1998)[109].
- Лоуренс, М. М.[англ.] (95) — индийский политик, депутат Лок сабхи (1980—1984)[110].
- Марелла, Паола[итал.] (61) — итальянская телеведущая[111].
- Папастефанакис, Манолис[греч.] (84) — греческий юрист и политик, депутат Парламента (1981—1990, 1993—1996), министр внутренних дел (1987)[112].
- Сапиро, Евгений Саулович (90) — российский экономист и политик, министр региональной и национальной политики (1998)[113].
- Тоуриньо, Марио Дженивал[порт.] (91) — бразильский политик, депутат Палаты депутатов (1975—1983)[114].
- Эймос, Джон (84) — американский актёр[115].

## 20 сентября

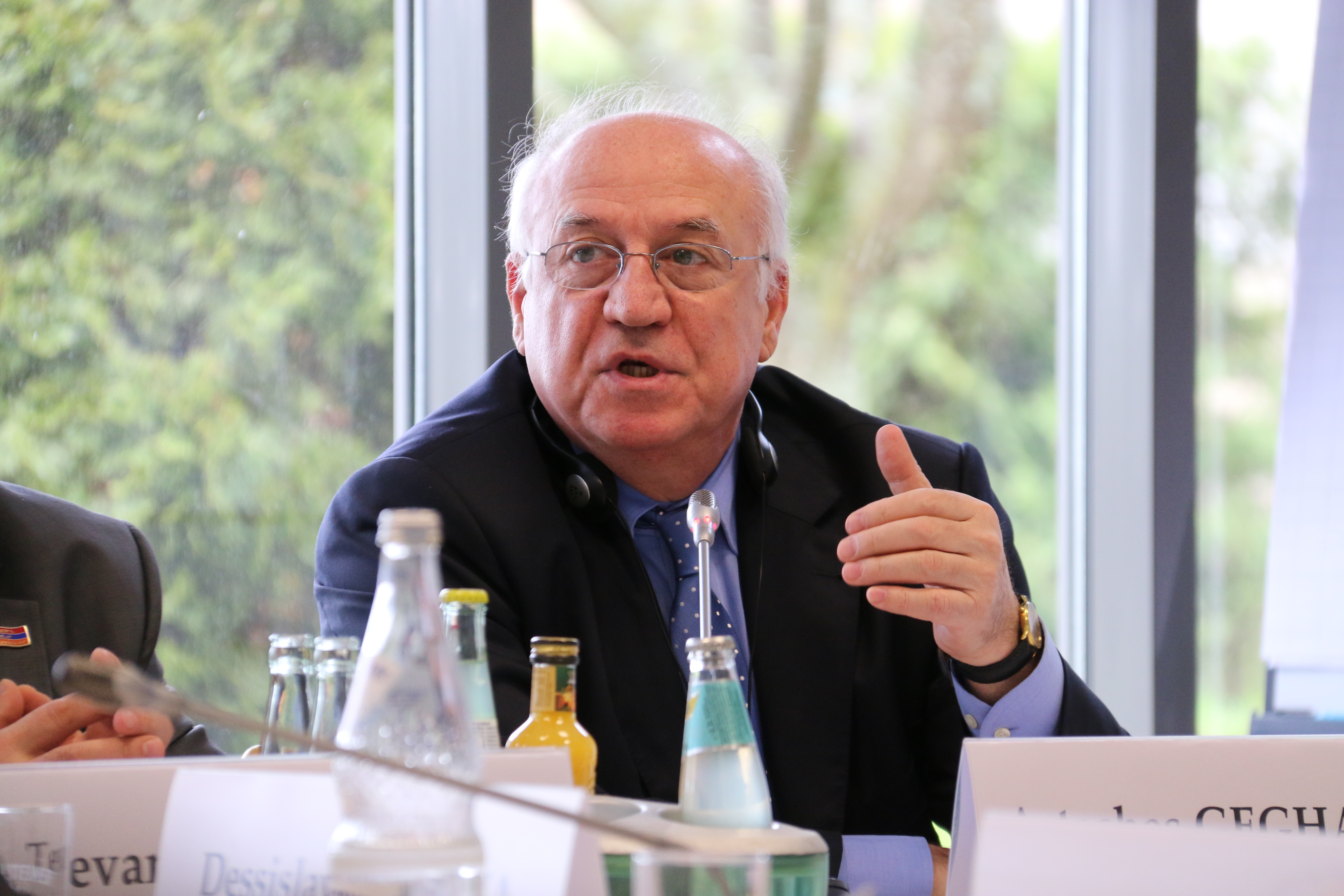
Арташес Гегамян

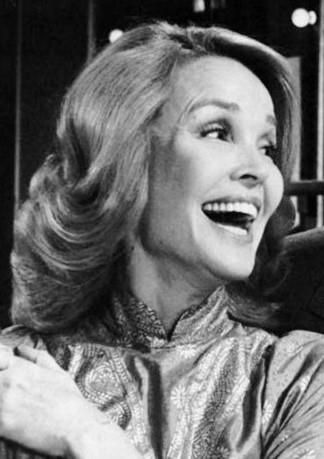
Кэтрин Кросби

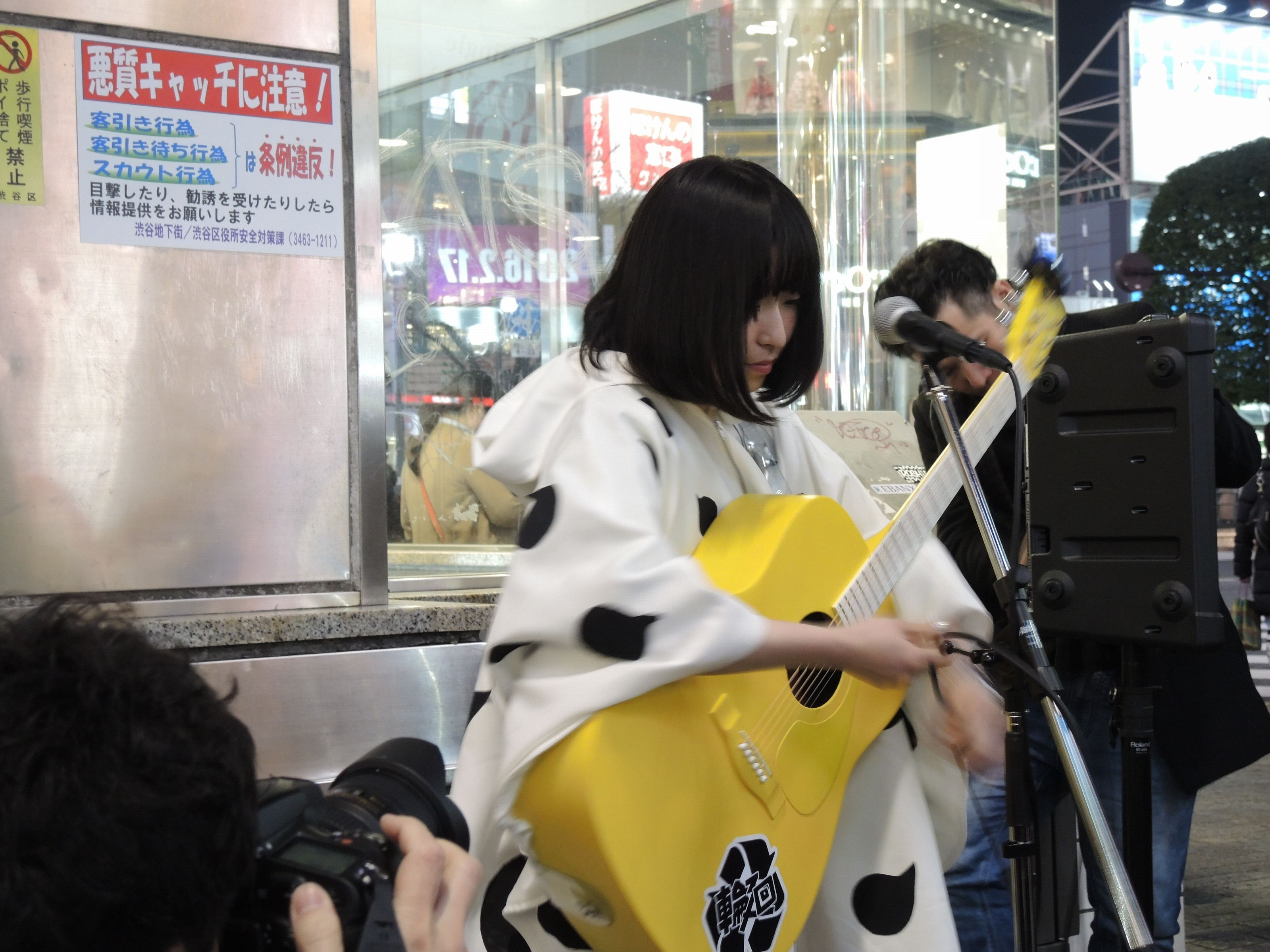
Саюри

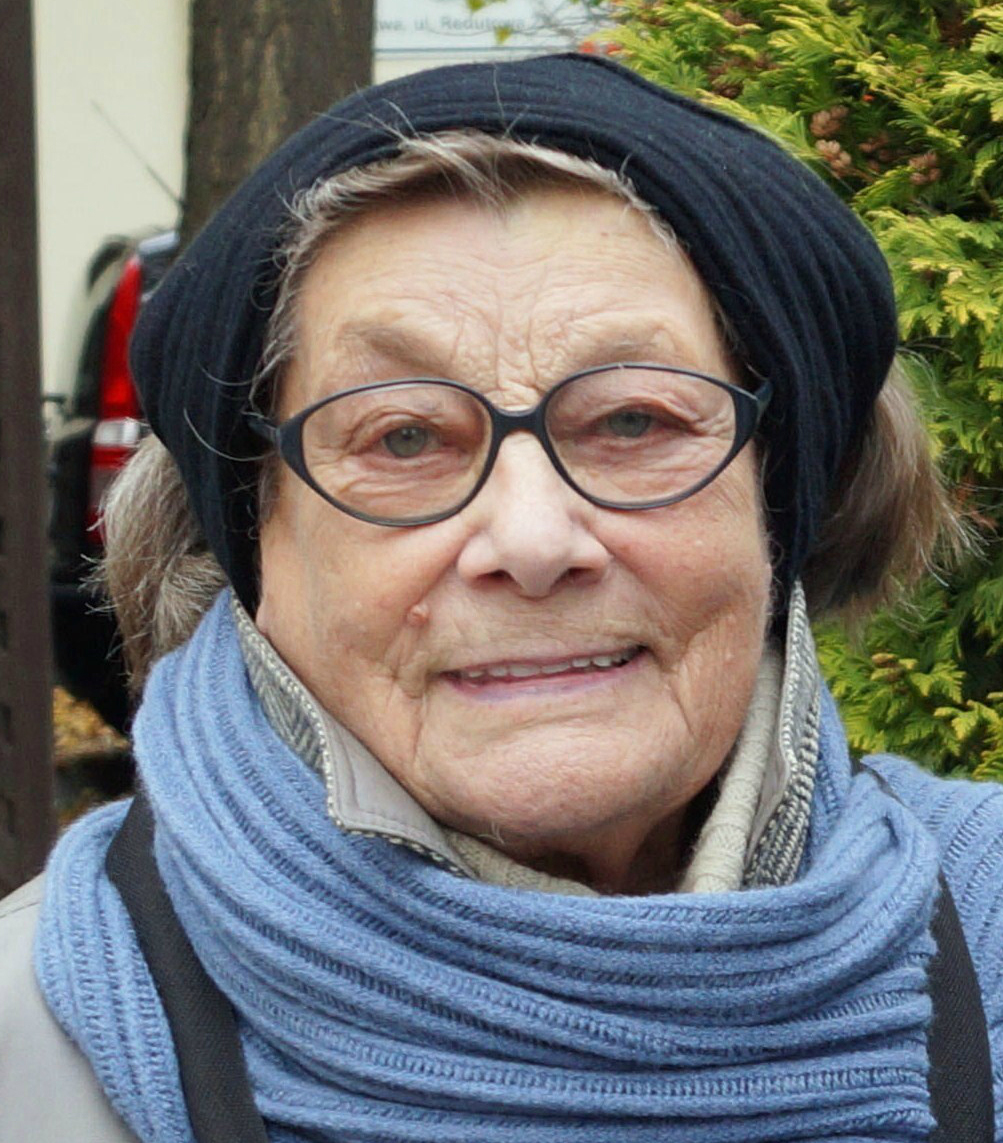
Барбара Хоравянка

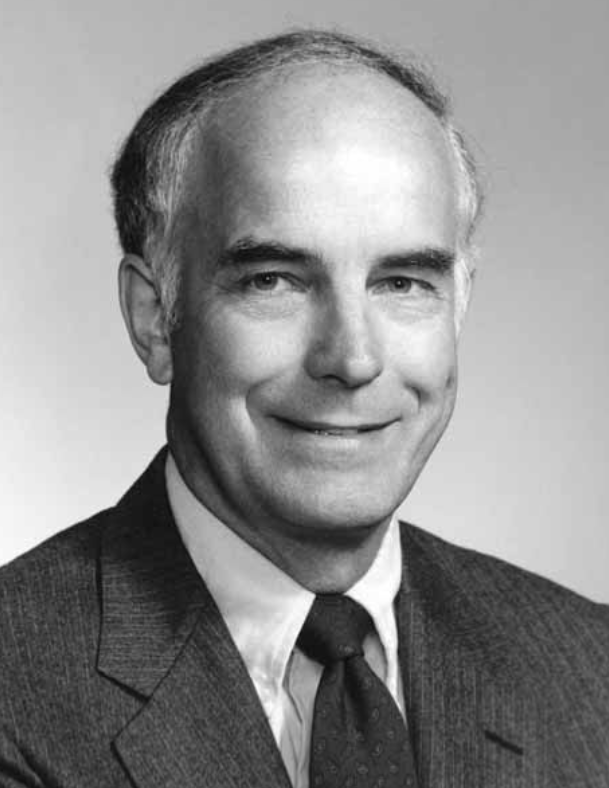
Дэниел Джексон Эванс

- Акил, Ибрагим (61) — ливанский военный, один из лидеров организации «Хезболла»; убит[116].
- Антанавичюс, Валентинас[лит.] (88) — литовский художник[117].
- Аролат, Метин[тур.] (52) — турецкий певец[118].
- Бахуж, Юзеф[пол.] (90) — польский филолог[119].
- Гегамян, Арташес Мамиконович (74) — советский и армянский политик, председатель Ереванского горисполкома (1989—1990)[120].
- Грэм, Дэвид[англ.] (99) — британский актёр[121].
- Живкович, Радмила[серб.] (71) — югославская и сербская актриса[122].
- Йиндрова, Милена[чеш.] (80) — чехословацкая баскетболистка[123].
- Кленер, Павел (87) — чешский онколог и политик[124].
- Костин, Виктор Константинович (90) — советский и российский испытатель авиакосмической техники, Герой Российской Федерации (1997)[125].
- Креля, Петар[хорв.] (84) — югославский и хорватский кинорежиссёр[126].
- Кросби, Кэтрин (90) — американская актриса и певица[127].
- Морван, Ян[фр.] (70) — французский фотограф[128].
- Норман, Виктор[норв.] (78) — норвежский экономист, министр труда и государственного управления (2001—2004)[129].
- Придворный, Владимир Фёдорович (86) — советский партийный деятель, депутат Верховного Совета СССР (1974—1979)[130].
- Саюри (28) — японская певица и автор песен[131].
- Свендсен, Йон[англ.] (70) — американский ватерполист, серебряный призёр Олимпийских игр (1984)[132].
- Тарасов, Евгений Фёдорович (89) — советский и российский языковед[133].
- Рэнди Уэст (76) — американский порноактёр[134].
- Хоравянка, Барбара (94) — польская актриса[135].
- Шит, Эддин Сязли[англ.] (50) — малайзийский политик, депутат Парламента (2018—2022)[136].
- Эванс, Дэниел Джексон (98) — американский политический и государственный деятель, губернатор Вашингтона (1965—1977), сенатор (1983—1989)[137].

## 19 сентября

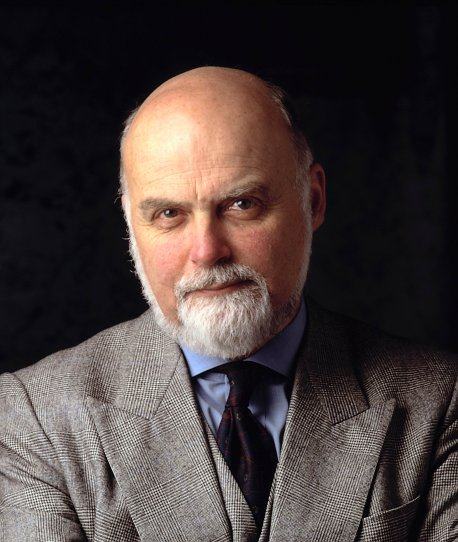
Бруно Сакко

- Антоний (Орлов) (92) — иерарх неканонической РосПЦ[138].
- Вогт, Кари (85) — норвежский историк религии[139].
- Мартинес, Лоредана[итал.] (77) — итальянская актриса[140].
- Полищук, Дмитрий Вадимович (59) — русский поэт[141].
- Пучек, Эвер[словац.] (92) — словацкий художник[142].
- Рамос, Иван[англ.] — белизский политик, депутат Палаты представителей (2012—2015) (о смерти было объявлено в этот день)[143].
- Сакко, Бруно (90) — итальянский автомобильный дизайнер[144].
- Уэллс, Джонатан (82) — американский теолог, биолог и писатель[145].
- Фанего, Даниель[исп.] (69) — аргентинский актёр[146].
- Шарапов, Евгений Дмитриевич (76) — советский и российский боксёр и тренер по боксу, заслуженный тренер РСФСР[147].

## 18 сентября

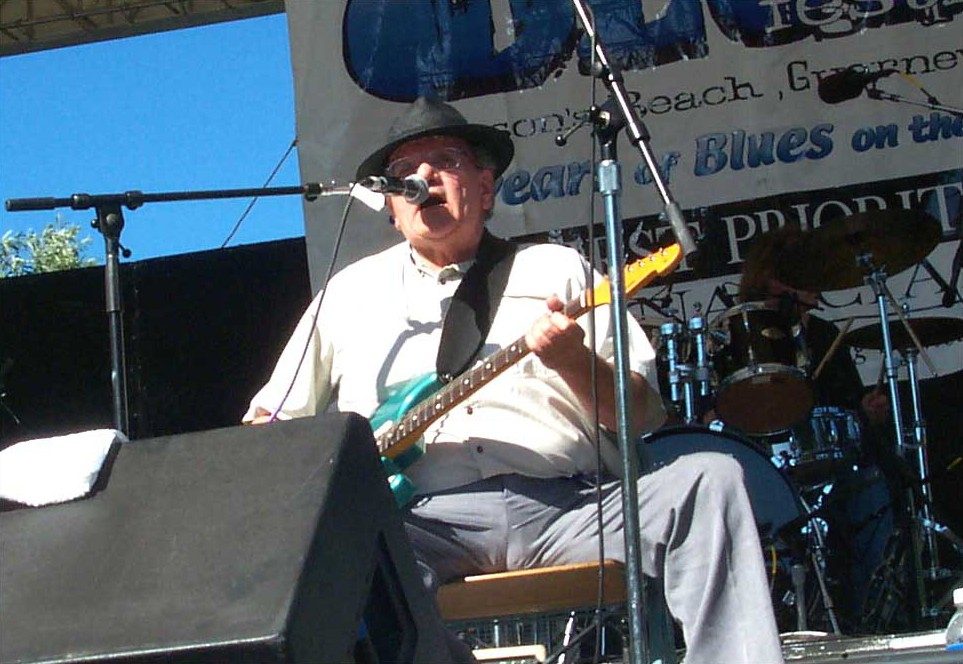
Ник Гравенитес

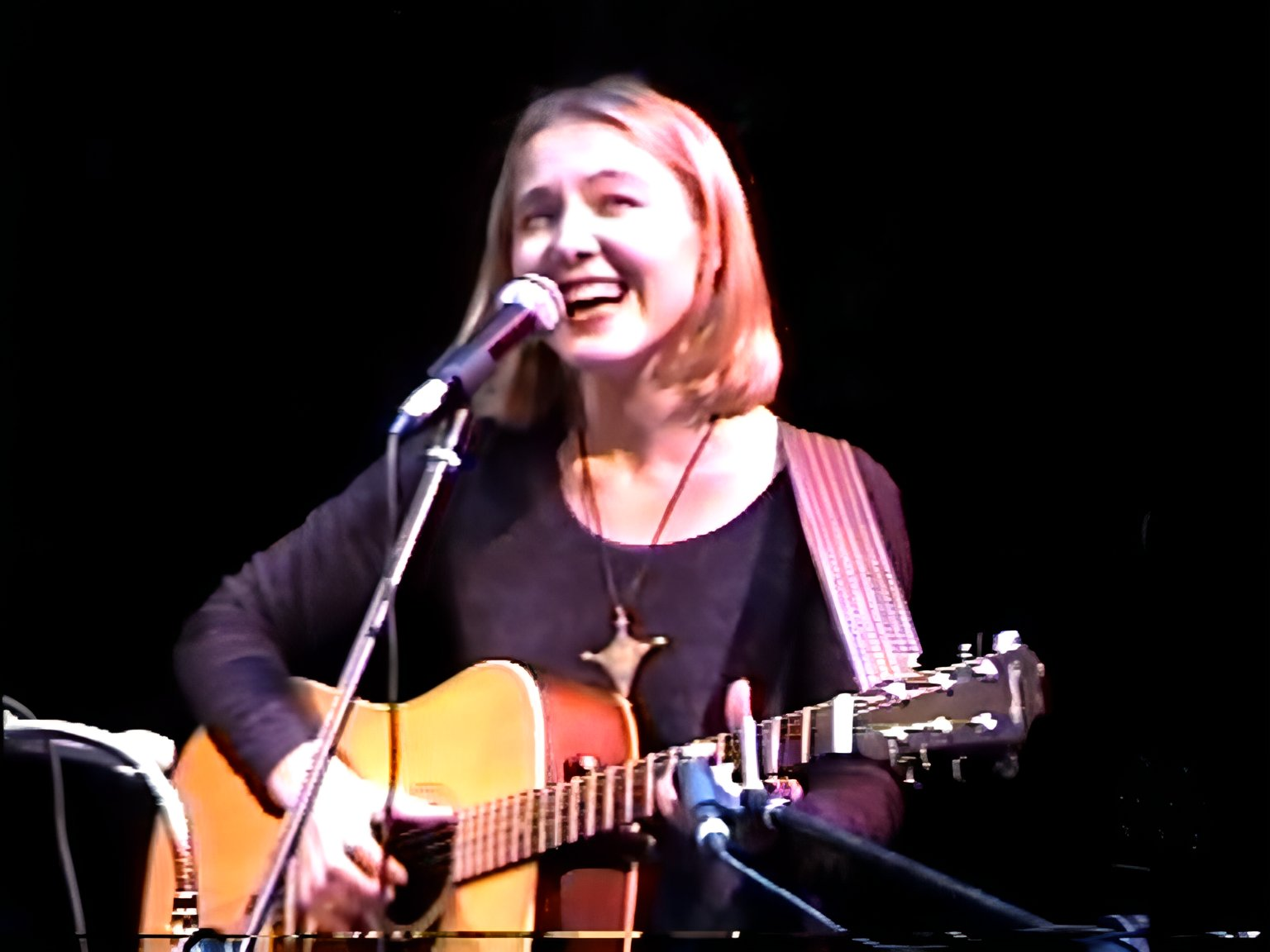
Зуля Камалова

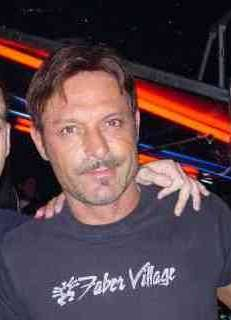
Сальваторе Скиллачи

- Абрамидзе, Кесария (37) — грузинская модель; убийство[148].
- Алонсо, Пьер[фр.] (84) — французский футболист и тренер[149].
- Богдани, Герти[алб.] (44) — албанский политический деятель, депутат Парламента (2009—2017)[150].
- Буллери, Луиджи[итал.] (90) — итальянский политик, член Палаты депутатов (1983—1992)[151].
- Вадон, Андре[фр.] (90) — французский регбист, игрок национальной сборной[152].
- Вала, Войцех[пол.] (59) — польский борец вольного стиля, участник Олимпийских игр (1988)[153].
- Вольфсхоль, Рольф[нем.] (85) — немецкий велогонщик, трёхкратный чемпион мира по велокроссу (1960, 1961, 1963)[154].
- Вуттке, Ежи[пол.] (79) — польский политик, депутат Сейма (1989—1991, 1993—1997)[155].
- Гравенитес, Ник (85) — американский музыкант[156].
- Даймонд, Дик[англ.] (76) — австралийский бас-гитарист (The Easybeats)[157].
- Имьела, Поль (81) — французский футболист[158].
- Камалова, Зуля (55) — австралийская певица[159].
- Малколмсон, Сэм[англ.] (77) — новозеландский футболист, игрок национальной сборной[160].
- Скиллачи, Сальваторе (59) — итальянский футболист, бронзовый призёр и лучший игрок чемпионата мира (1990)[161].
- Солуба, Лех[пол.] (76) — польский актёр[162].
- Сутарджа, Сихат (63) — американский бизнесмен-миллиардер, соучредитель и генеральный директор Marvell[163].
- Шостак, Александр Петрович (75) — советский и латвийский математик, действительный член АН Латвии (2017)[164].

## 17 сентября
- Ахмад Мохд Дон[англ.] (77) — малайзийский банкир, президент Национального банка (1994—1998)[165].
- Батагов, Таймураз Джетагазович (84) — советский и российский военный деятель, генерал-майор МВД, депутат Верховного Совета РСФСР/Российской Федерации (1990—1993)[166].
- Демиль, Нельсон[англ.] (81) — американский писатель[167].
- Загянская, Галина Аврамовна (87) — советский и российский искусствовед, почётный член РАХ (2018)[168].
- Карцан, Аркадий Русланович[укр.] (25) — украинский боксёр, чемпион Украины (2023)[укр.][169].
- Кинг, Нил (65) — американский журналист, лауреат Пулитцеровской премии за выдающуюся подачу сенсационного материала (2002)[170].
- Лебедникас, Юозас[лит.] (77) — советский и литовский художник и скульптор[171].
- Мартинс де Оливейра, Сезар[порт.] (68) — бразильский футболист[172].
- Менегатти, Беппе[итал.] (95) — итальянский режиссёр[173].
- Мирзоев, Мусарза Огул оглы (66) — азербайджанский историк-этнограф[174].
- Павел (Лаиос) (86) — архиерей Константинопольской православной церкви, епископ Христианопольский (1984—1994, с 2019)[175].
- Петрос, Бейене[англ.] (74) — эфиопский политический деятель, депутат Парламента (2000—2005)[176].
- Робертс, Джин[англ.] (81) — австралийский дискобол и метатель молота, участник Олимпийских игр (1968)[177].
- Сааведра, Итлер[исп.] (46) — перуанский политический деятель, депутат Парламента (с 2021)[178].
- Сакунтала, Си Ай Ди[там.] (84) — индийская актриса[179].
- Саузер, Джей Ди[англ.] (78) — американский певец и автор песен[180].
- Ульд Мухаммеду, Мухаммед Махмуд[араб.] (56) — мавританский политический деятель, министр иностранных дел (2008—2009)[181].
- Чехановер, Иосиф (90) — израильский дипломат[182].

## 16 сентября

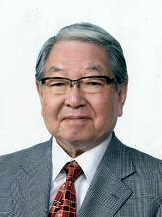
Эйко Хосоэ

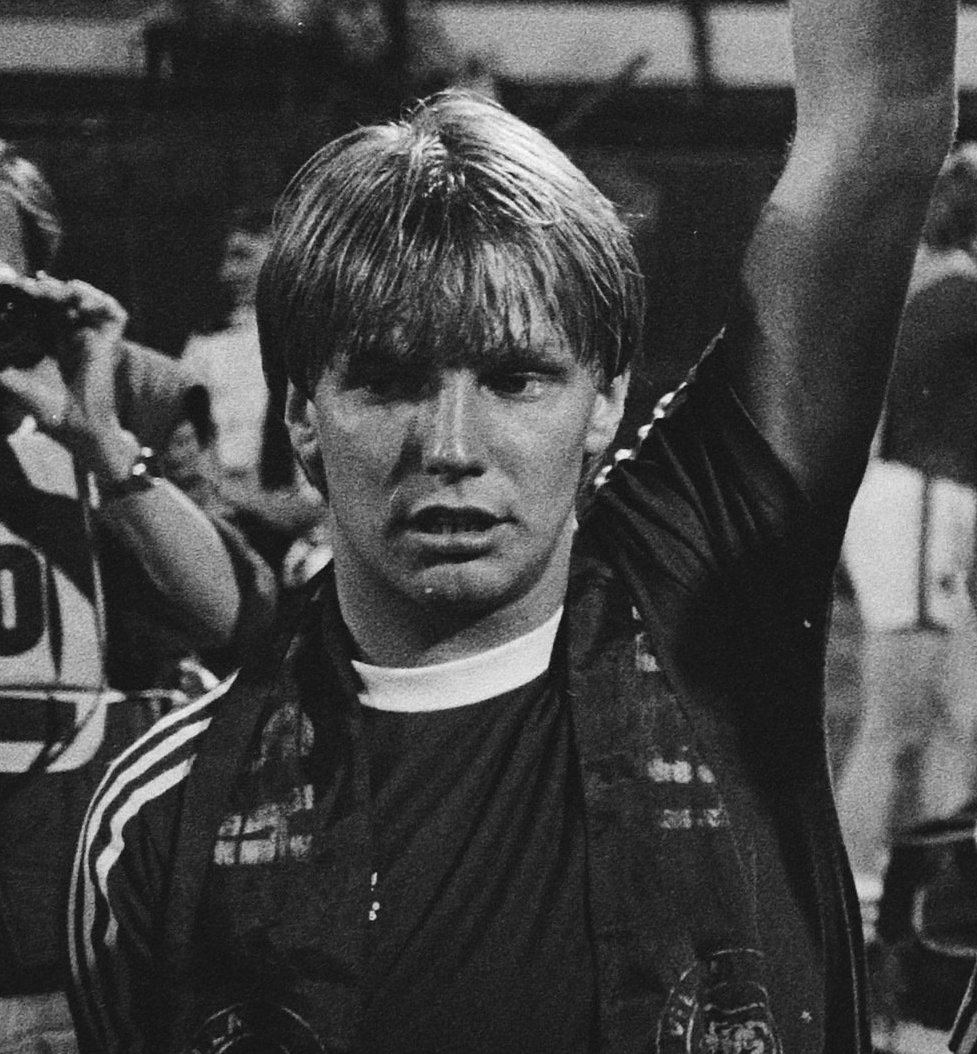
Гэри Шоу

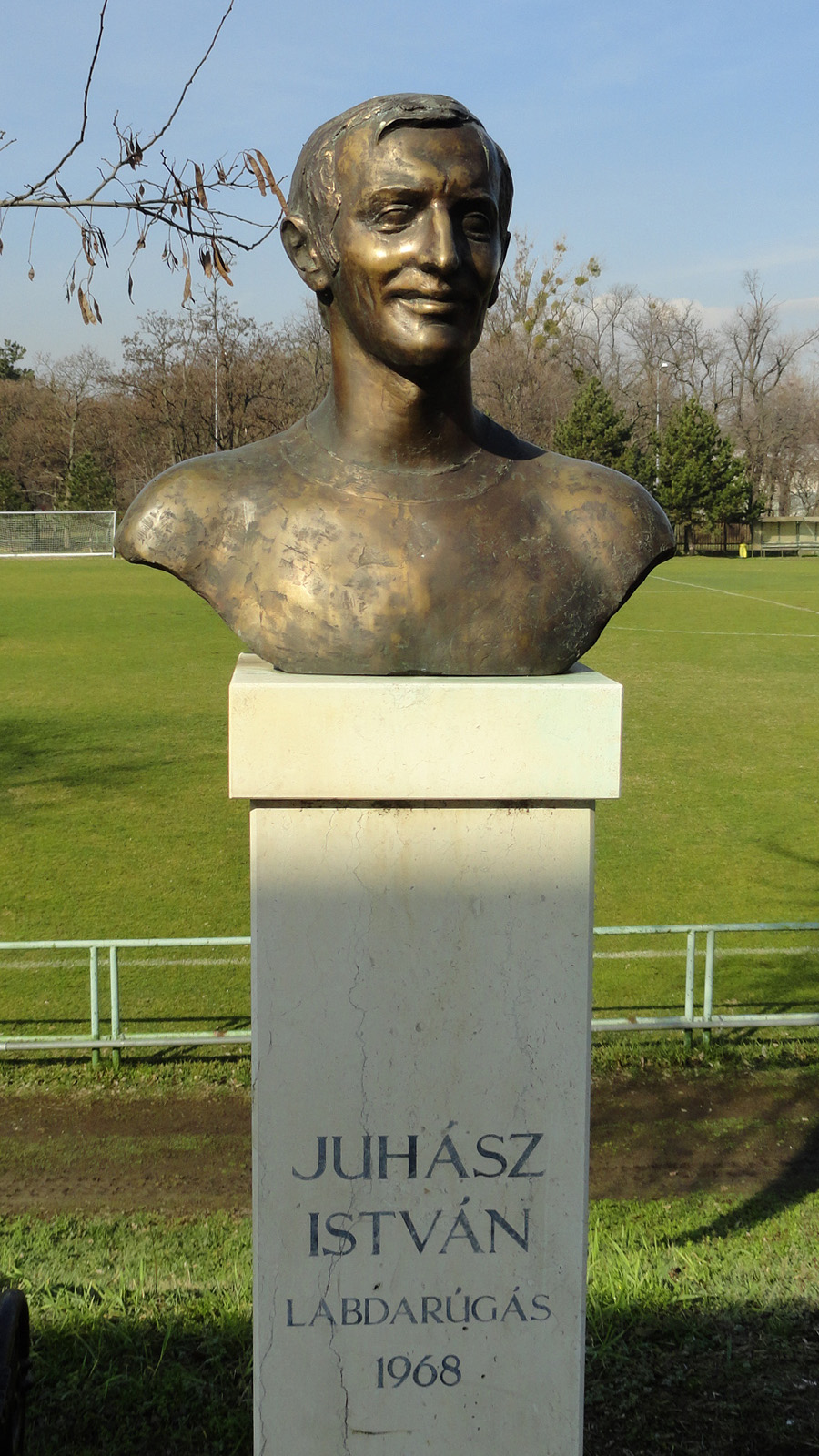
Иштван Юхас

- Аракида, Юко (70) — японская волейболистка, олимпийская чемпионка (1976), чемпионка мира (1974)[183].
- Грин, Питер Моррис (99) — британский историк и писатель[184].
- Джассам, Анвар[англ.] (77) — иракский футбольный тренер, тренер национальной сборной[185].
- Дилль-Бунди, Роберт (65) — швейцарский трековый велогонщик, олимпийский чемпион (1980)[186].
- Кордье, Даниэль[фр.] (82) — французский футболист (о смерти объявлено в этот день)[187].
- Корнеев, Иван Борисович (71) — российский скульптор, член-корреспондент РАХ (2007)[188].
- Лэнсдорп, Роберт (85) — американский теннисный тренер (о смерти объявлено в этот день)[189].
- Ли-Хант, Барбара (88) — британская актриса[190].
- Скрипник, Анна Аркадьевна (75) — советский и украинский этнолог, академик НАНУ (2006)[191].
- Уитфорд, Тони (83) — канадский политик, комиссар Северо-Западных территорий (2005—2010)[192].
- Хардвик, Стив[англ.] (68) — английский футболист[193].
- Хосоэ, Эйко (91) — японский фотограф[194].
- Шоу, Гэри (63) — английский футболист[195].
- Юхас, Иштван (79) — венгерский футболист, олимпийский чемпион в составе национальной сборной (1968) (о смерти объявлено в этот день)[196].

## 15 сентября

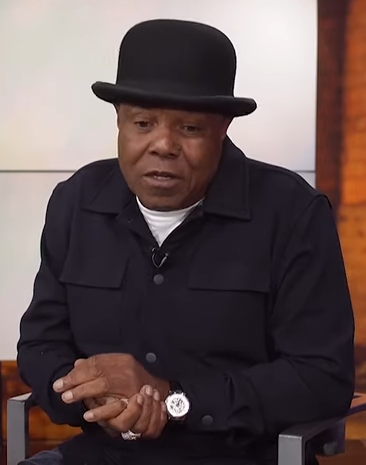
Тито Джексон

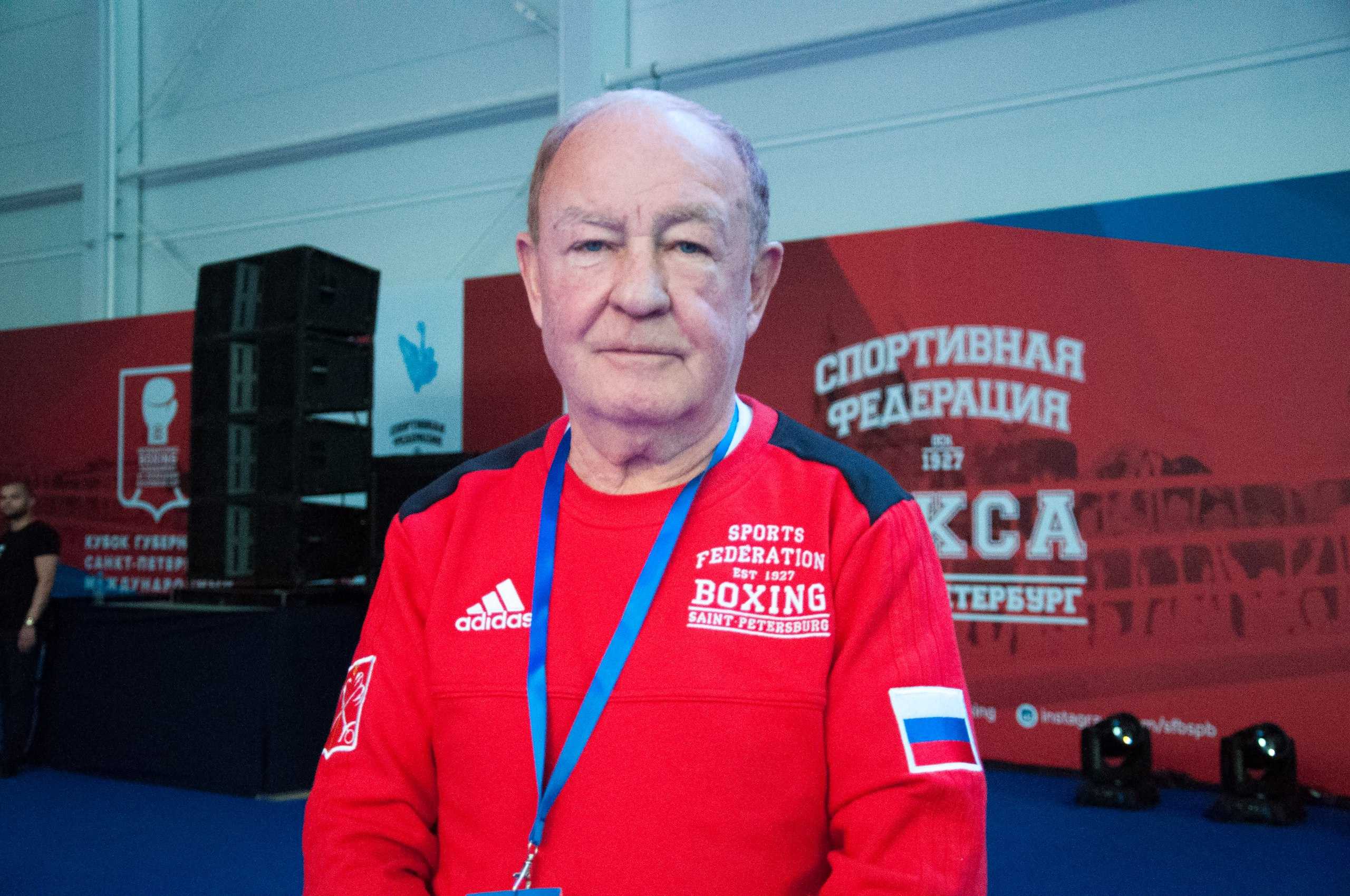
Олег Кузьмин

- Барышников, Александр Георгиевич (75) — советский толкатель ядра, призёр Олимпийских игр (1976, 1980)[197].
- Бурлака, Леонид Антонович (85) — советский и украинский кинооператор, заслуженный деятель искусств Украины (1994)[198].
- Василий (Лостен) (94) — иерарх УГКЦ, епископ Стемфордский (1977—2006)[199].
- Джексон, Тито (70) — американский певец и музыкант, участник группы The Jackson 5, брат Майкла Джексона[200].
- Каридис, Динос[греч.] (85) — греческий актёр[201].
- Королёв, Виктор Валентинович (67) — советский хоккеист, российский хоккейный тренер[202].
- Кузьмин, Олег Петрович (79) — советский и российский тренер по боксу, заслуженный тренер РСФСР (1992)[203].
- Митчелл-Томсон, Малкольм, 3-й барон Селсдон[англ.] (86) — британский пэр, барон Селсдон (с 1963), член Палатаы лордов (1963—2021)[204].
- Мулцеску, Георге[рум.] (72) — румынский футболист и тренер, игрок национальной сборной[205].
- Нам Чжэ Хи[кор.] (90) — южнокорейский политик, депутат Национального собрания (1979—1992), министр труда (1993—1994)[206].
- Ричардсон, Брайан[англ.] (77) — австралийский гребец, участник Олимпийских игр (1976, 1980)[207].
- Самунджи, Валентин[рум.] (82) — румынский гандболист, бронзовый призёр Олимпийских игр (1972), чемпион мира (1970)[208].
- Хинслифф, Джеффри[англ.] (86) — британский актёр[209].
- Хири, Элиас[араб.] (76) — ливанский прсатель[210].
- Чо Ген-мок[кор.] (87) — южнокорейский политик, депутат Национального собрания (1985—1992)[211].

## 14 сентября

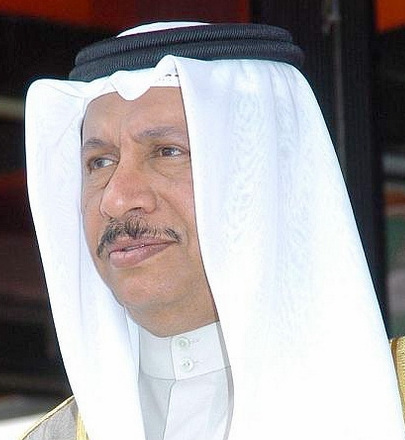
Джабер аль-Мубарак аль-Хамад ас-Сабах

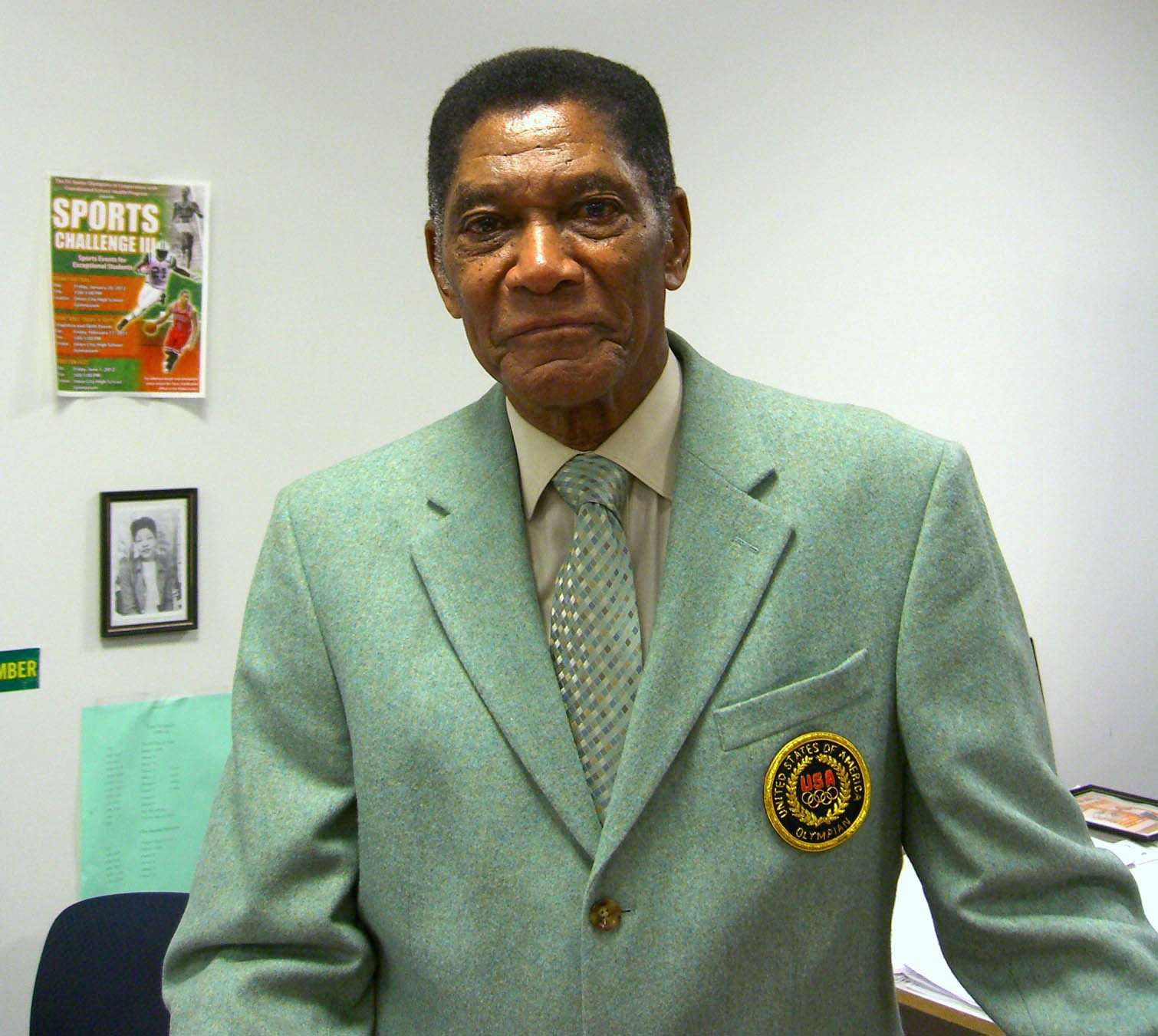
Отис Дэвис

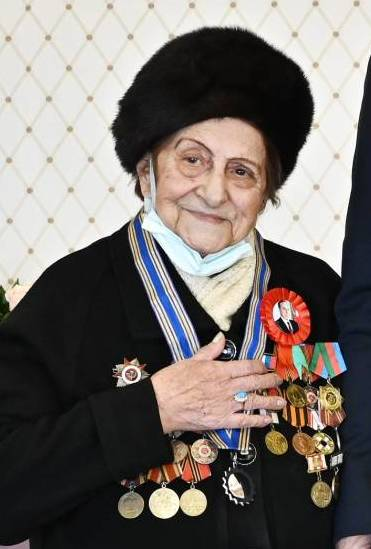
Фатьма Саттарова

- Беккер-Шмидт, Регина[нем.] (87) — немецкий психолог и социолог[212].
- Бора, Тошен[англ.] (74) — индийский футболист, игрок национальной сборной[213].
- Джабер аль-Мубарак аль-Хамад ас-Сабах (82) — кувейтский государственный деятель, премьер-министр (2011—2019)[214].
- Дэвис, Отис (92) — американский спринтер, двукратный олимпийский чемпион (1960)[215].
- Дюпюи, Жан-Мишель[фр.] (69) — французский актёр[216].
- Едынак, Анджей[пол.] (92) — польский инженер, политик и дипломат, министр (1980—1981), вице-премьер (1981—1982), посол в Австрии (1978—1980) и в Чехословакии (1982—1988)[217].
- Зелинский, Анджей (89) — польский политик, министр связи (1993—1997)[218].
- Мулцеску, Георге[рум.] (72) — румынский футболист, игрок национальной сборной[205].
- Ос, Берит[норв.] (96) — норвежский социальный психолог и политик, депутат Стортинга (1973—1977)[219].
- Саттарова, Фатьма Гусейн кызы (102) — азербайджанская общественная деятельница, ветеран Великой Отечественной войны[220].

## 13 сентября

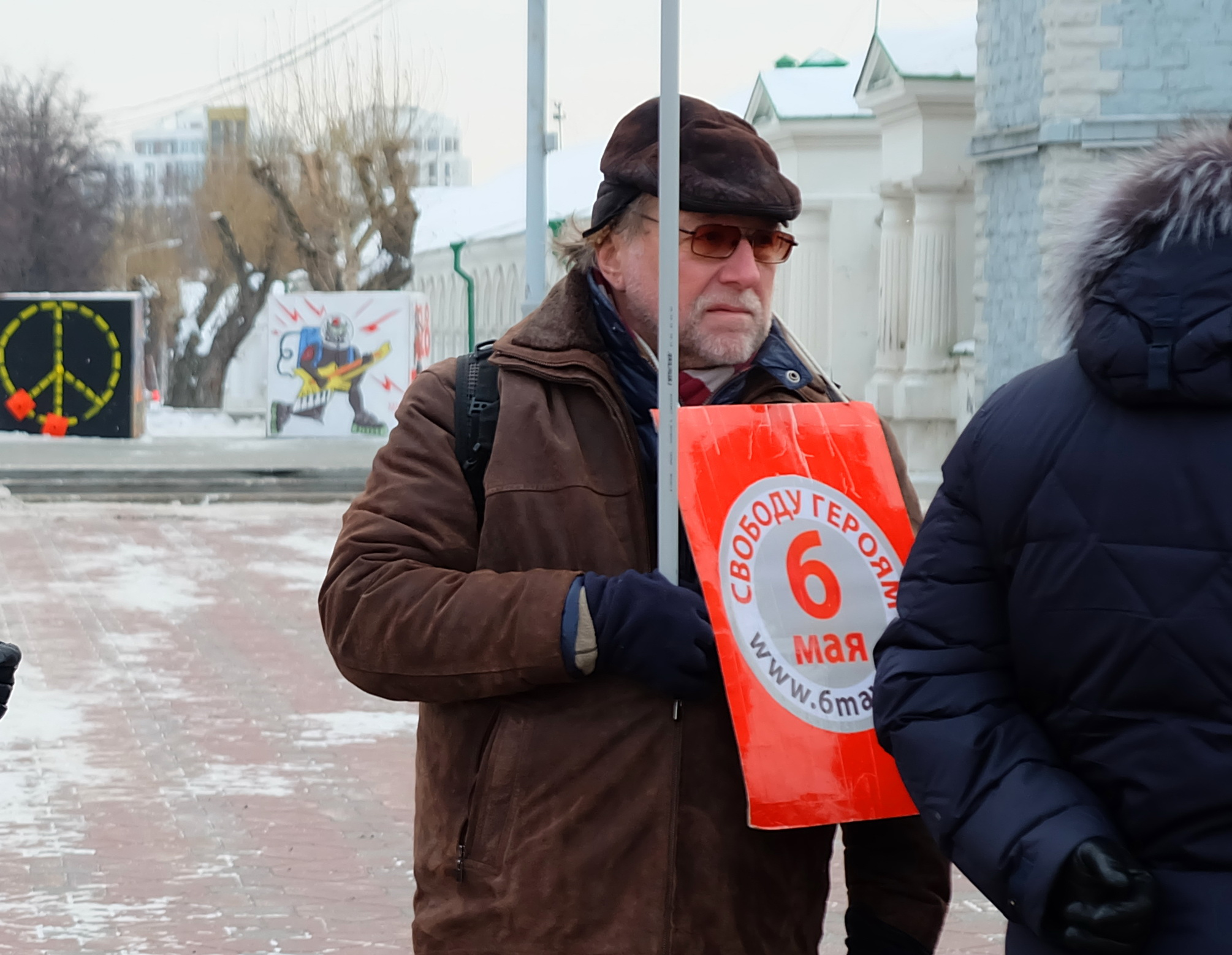
Сергей Белоглазов

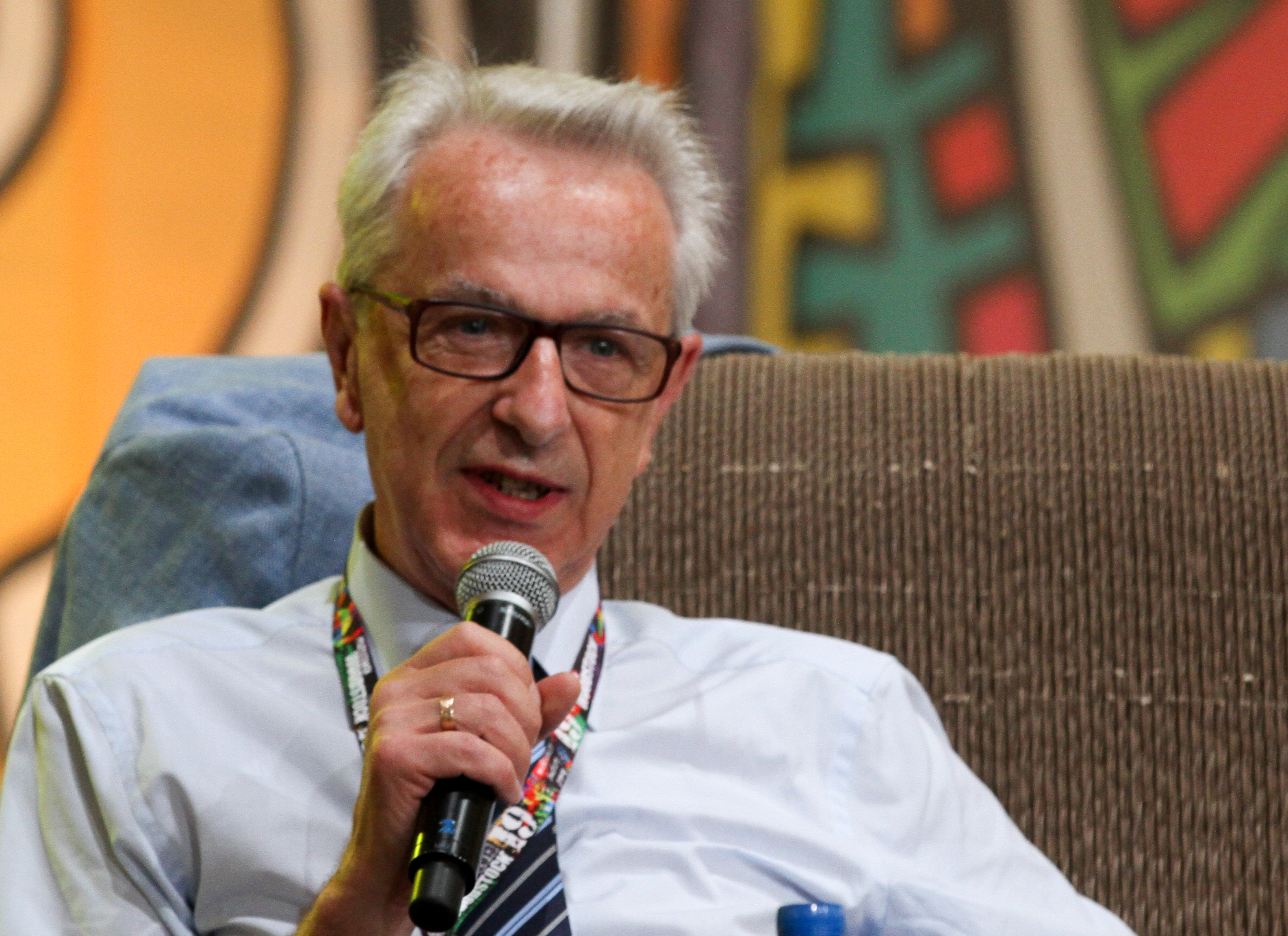
Збигнев Лев-Старович

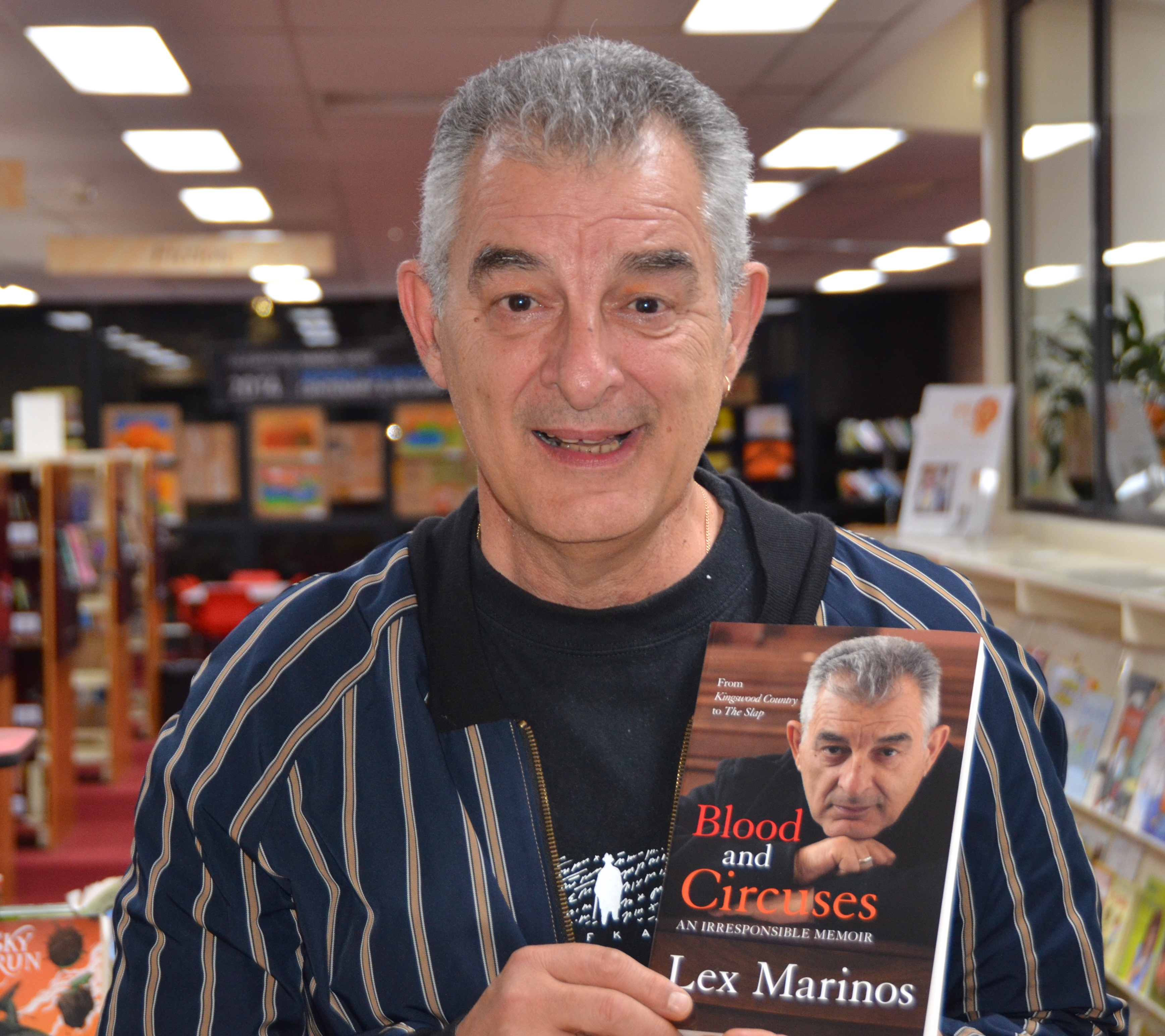
Лекс Маринос

- Белоглазов, Сергей Григорьевич (77) — советский и российский пианист и педагог, заслуженный деятель искусств Российской Федерации[221].
- Беттойя, Франка[итал.] (88) — итальянская актриса[222].
- Вайнюте, Милда[лит.] (61) — литовский юрист, министр юстиции (2016—2018)[223].
- Герхардт, Вольфганг[нем.] (80) — немецкий политический деятель, депутат Бундестага (1994—2013), председатель СвДП (1995—2001)[224].
- Гордхэн, Прэвин[англ.] (75) — южноафриканский политический деятель, министр финансов (2009—2014, 2015—2017)[225].
- Лев-Старович, Збигнев (80) — польский психиатр, психотерапевт, сексолог[226].
- Макфадден, Мэри[англ.] (85) — американский дизайнер[227].
- Маринос, Лекс (75) — австралийский актёр и радиоведущий[228].
- Непесов, Арслан Сакоевич (61/62) — туркменский государственный деятель и дипломат, министр (2000—2001), посол на Украине (2007—2008)[229].
- Подвал, Марк[англ.] (79) — американский художник, писатель и кинорежиссёр[230].
- Сюй Юн[кит.] (65) — китайский генерал и политик, депутат Всекитайского собрания народных представителей (2013—2018)[231].
- Уилсон, Лоис[англ.] (97) — канадская политическая деятельница, сенатор (1998—2002)[232].

## 12 сентября

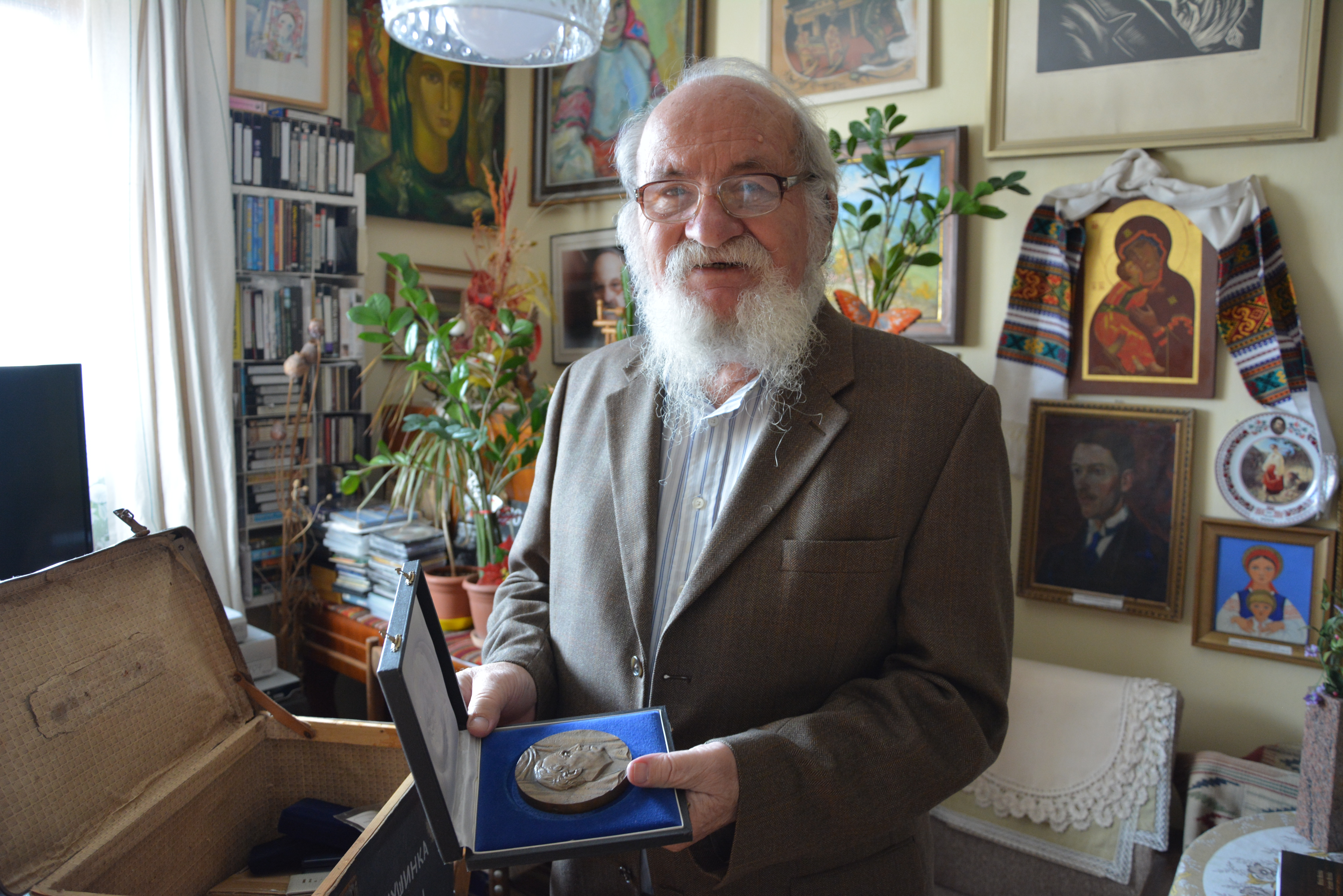
Николай Мушинка

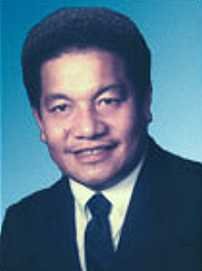
Джон Хэглелгэм

- Василий (Медвит)[укр.] (75) — иерарх УГКЦ, епископ-помощник Львовский (1994—1996) и Донецко-Харьковский (2009—2013)[233].
- Галл, Джозеф (96) — американский клеточный биолог, член НАН США (1972)[234].
- Дягилева, Галина Алексеевна[бел.] (77) — советская и белорусская актриса и режиссёр, основатель, художественный руководитель и директор театра «Знич» (1989—2023)[235].
- Йечури, Ситарам[англ.] (72) — индийский политик, генеральный секретарь Коммунистической партии Индии (марксистской) (с 2015), член Раджья сабхи (2005—2017)[236].
- Кажгалиева, Куляш Кажгалиевна (82) — советская и казахстанская актриса, заслуженная артистка Казахстана (1998)[237].
- Ковалёв, Андрей Алексеевич (66) — российский искусствовед и художественный критик (о смерти объявлено в этот день)[238].
- Кросби, Гарри[англ.] (98) — американский историк и фотограф[239].
- Мушинка, Микулаш (88) — словацкий фольклорист, иностранный член НАН Украины (1997)[240].
- Оберле, Пит[англ.] (92) — канадский политик, депутат Парламента (1972—1993), министр лесного хозяйства (1990—1993)[241].
- Пит, Стивен (44) — канадский хоккеист («Вашингтон Кэпиталз»)[242].
- Порто, Авелино[исп.] (88) — аргентинский политический деятель, министр здравоохранения (1990—1991)[243].
- Русаков, Эдуард Иванович (81) — советский и российский писатель и журналист, лауреат Международной премии им. Фазиля Искандера (2017)[244].
- Хэглелгэм, Джон (75) — микронезийский политик, президент (1987—1991)[245].

## 11 сентября

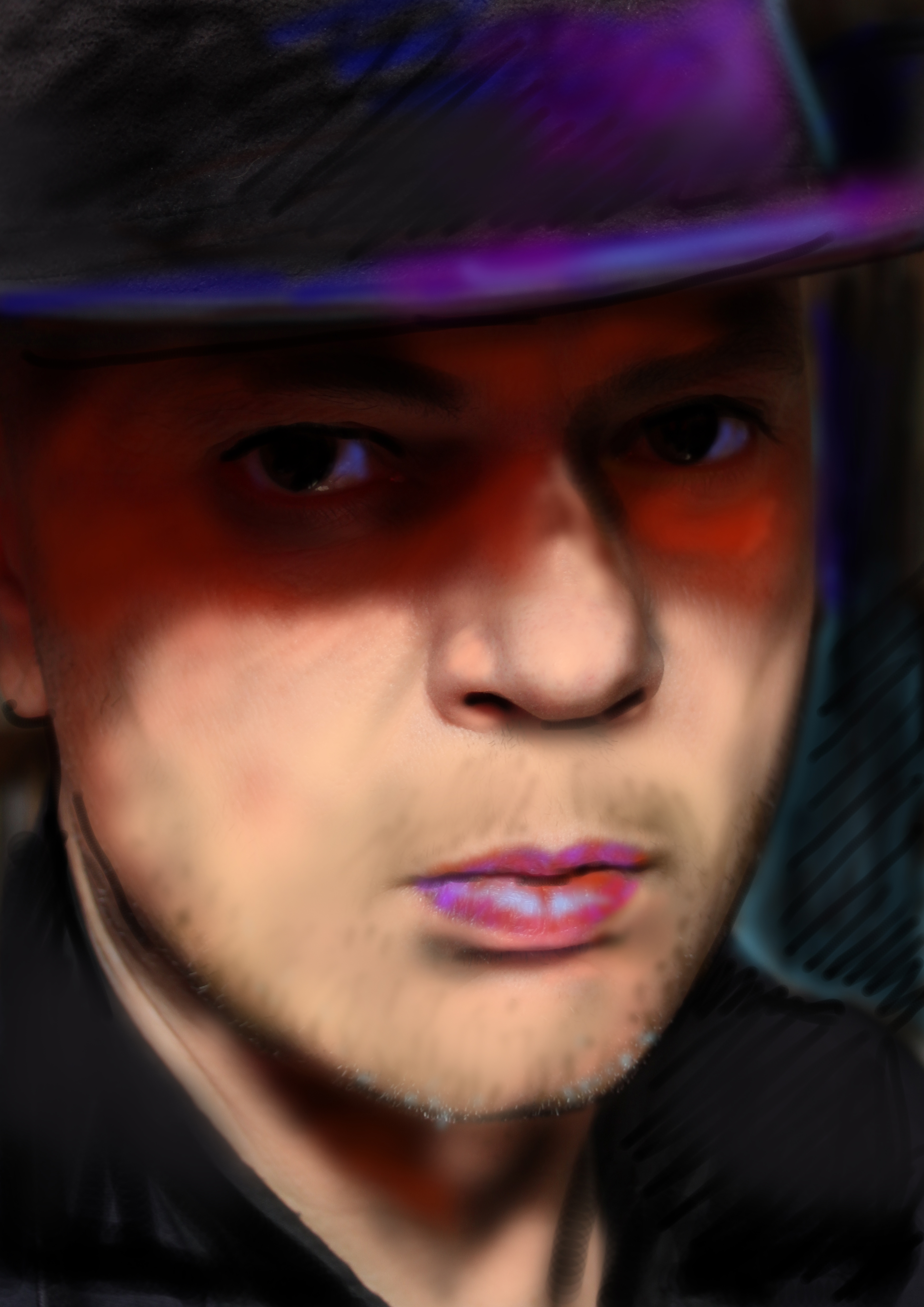
Петер Класхорст

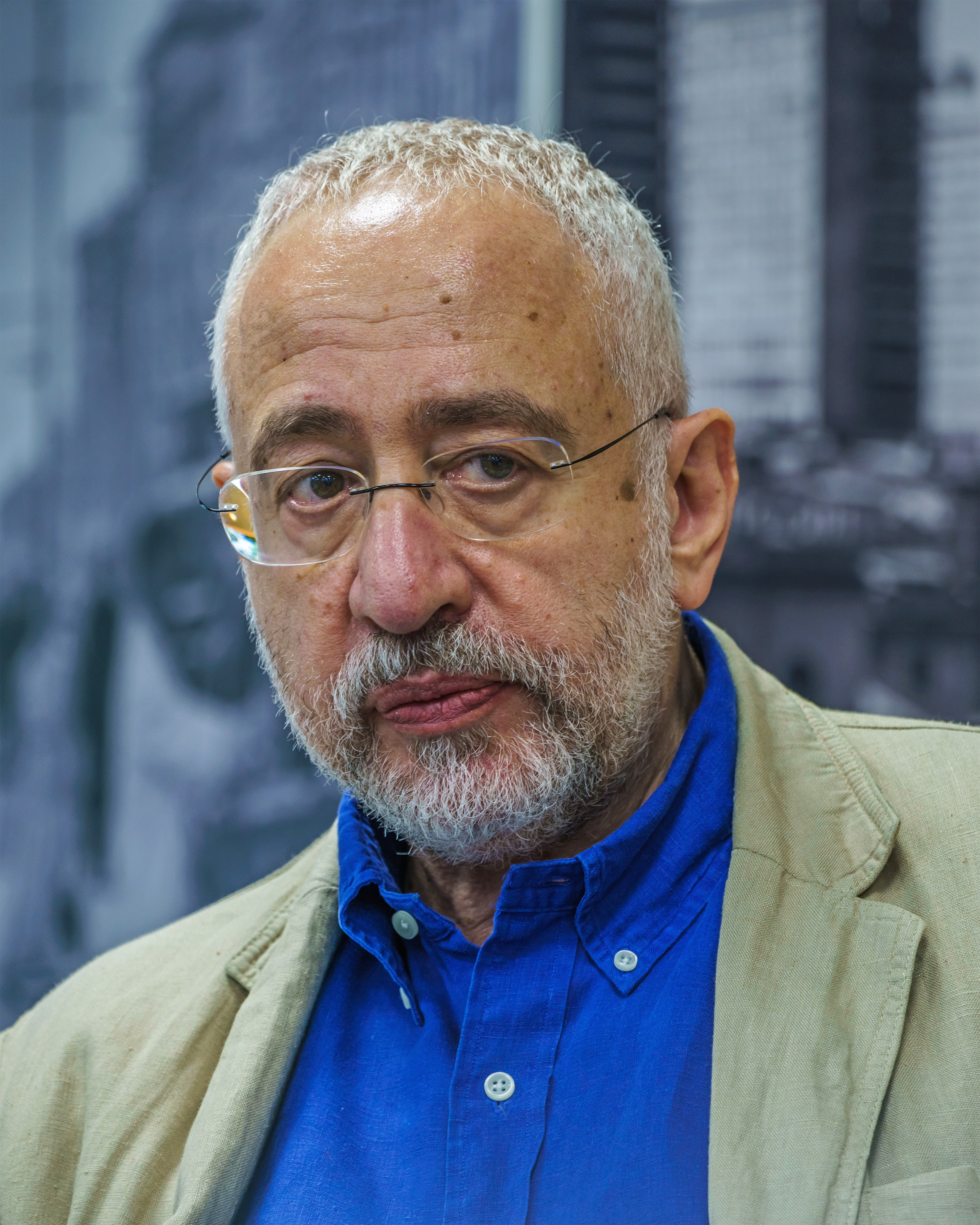
Николай Сванидзе

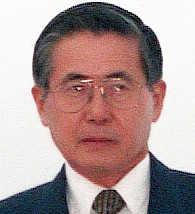
Альберто Фухимори

- Галаль, Эхаб[араб. егип.] (57) — египетский футболист и футбольный тренер[246]
- Грегг, Стив[англ.] (68) — американский пловец, серебряный призёр Олимпийских игр (1976) и чемпионатов мира (1973, 1978)[247].
- Инджян, Хорен Симонович (67) — советский боксёр, бронзовый призёр чемпионата Европы (1979)[248].
- Класхорст, Петер (67) — нидерландский художник, фотограф и скульптор[249].
- Кличюс, Галюс[лит.] (74) — советский и литовский художник, лауреат премии «Серебряный журавль» (2008)[250].
- Коуп, Кеннет[англ.] (93) — британский актёр[251].
- Малкольм, Энтони Джордж[англ.] (83) — новозеландский политик, депутат Парламента (1975—1984), министр иммтиграции(1981—1984) и здравоохранения (1981—1984)[252].
- Маккуин, Чэд[англ.] (63) — американский актёр[253].
- Мартин Диас, Сильверия (114) — испанская супердолгожительница[254].
- Мюнье, Жан-Анри[фр.] (74) — французский актёр, режиссёр и сценарист[255].
- Рустан, Дидье (66) — французский спортивный журналист[256].
- Сванидзе, Николай Карлович (69) — советский и российский журналист и общественный деятель[257].
- Фухимори, Альберто (86) — перуанский политик, президент (1990—2000)[258].
- Хельблинг, Йозеф[нем.] (89) — швейцарский велогонщик, участник Олимпийских игр (1960)[259].
- Чон Чже Мун[кор.] (87) — южнокорейский политик, депутат Национального собрания (1985—2004)[260].

## 10 сентября

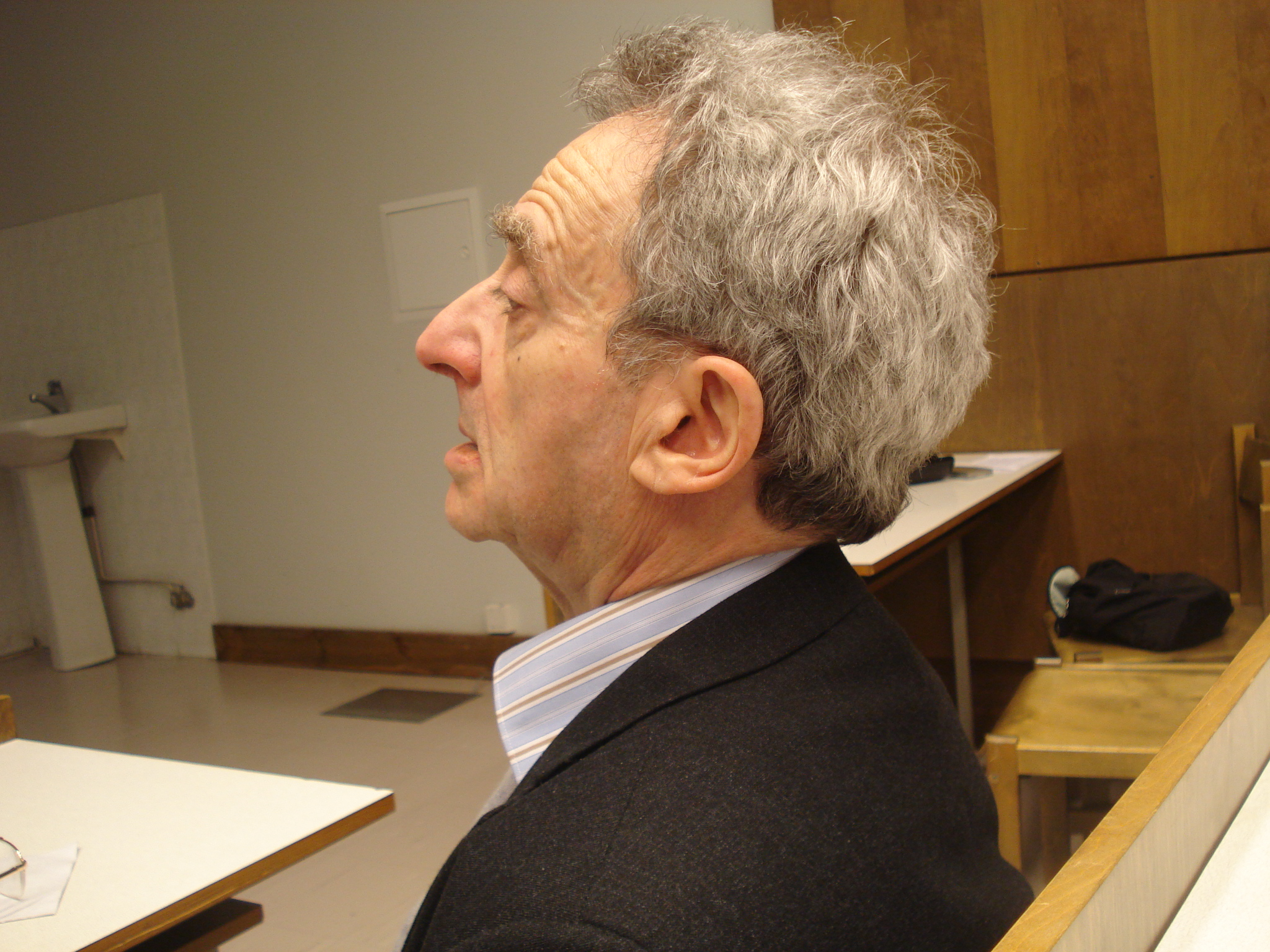
Сергей Гиндин

- Базилевский, Иван Иванович (88) — советский и украинский художник[261].
- Беверли, Фрэнки[англ.] (77) — американский певец, автор песен и продюсер[262].
- Биттони, Клио Мария[итал.] (89) — итальянский юрист, первая леди (2006—2015)[263].
- Болджер, Патрик[англ.] (76) — канадский любительский борец и каратист, участник Олимпийских игр (1968, 1972)[264].
- Гаудер, Карл[англ.] (45) — мальтийский политик, депутат Палаты представителей (2010—2013, 2015—2022)[265].
- Гиндин, Сергей Иосифович (78) — советский и российский лингвист, литературовед[266].
- Депринс, Микаэла[англ.] (29) — американская балерина[267].
- Додер, Душко (87) — американский журналист, руководитель московского бюро The Washington Post (1981—1985)[268].
- Лопера, Франсиско (73) — колумбийский невролог[269].
- Мартинес, Элихио[исп.] (69) — боливийский футболист, игрок национальной сборной[270].
- Полицеймако, Марина Витальевна (86) — советская и российская актриса, заслуженная артистка РСФСР (1988)[271].
- Сассер, Джим (87) — американский политик и дипломат, сенатор от штата Теннесси (1977—1995), посол в Китае (1996—1999)[272].
- Франко, Эрнесто[англ.] (68) — итальянский писатель, лауреат Премии Виареджо (1999)[273].
- Хикмет, Ричард[англ.] (76) — британский политик, депутат Палаты общин[274].
- Чале, Роберто[исп.] (77) — перуанский футболист и тренер, игрок национальной сборной, участник чемпионата мира (1970)[275].

## 9 сентября

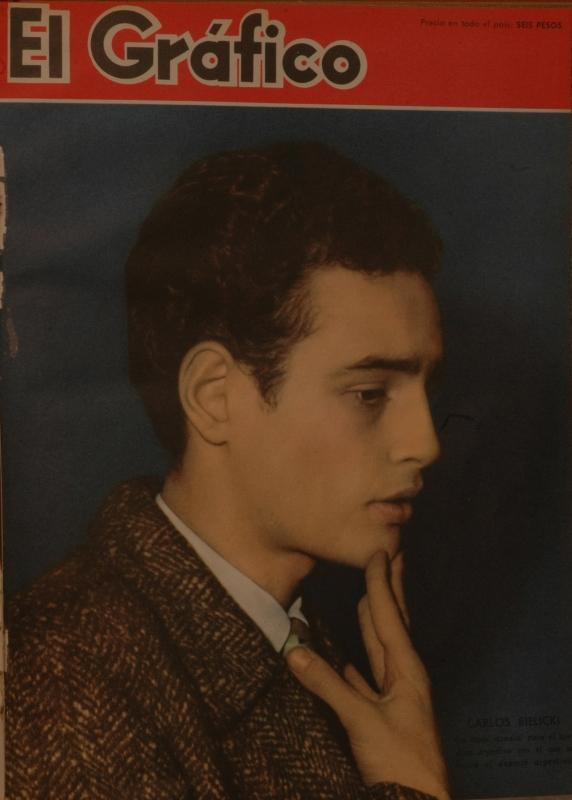
Карлос Белицкий

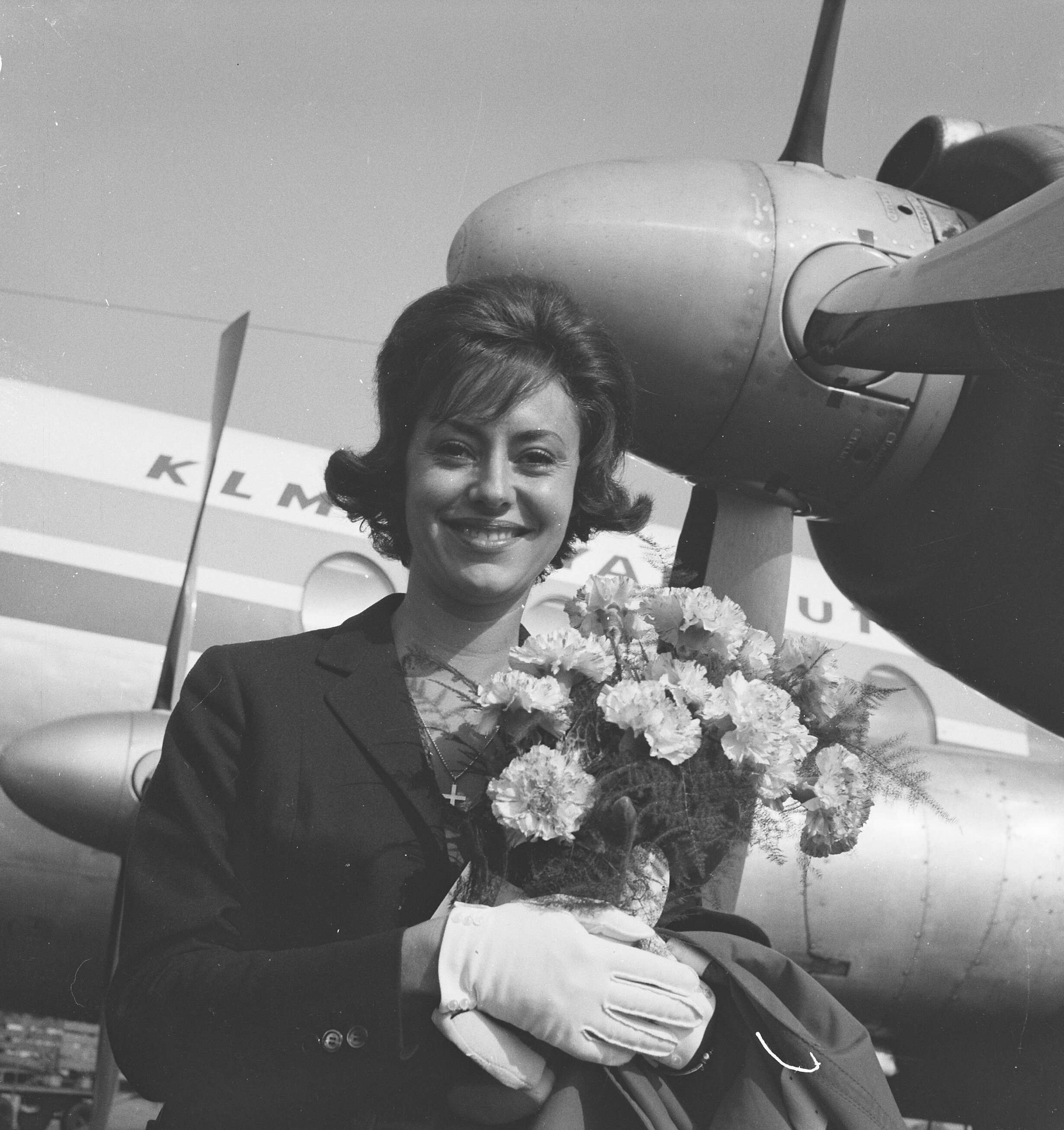
Катерина Валенте

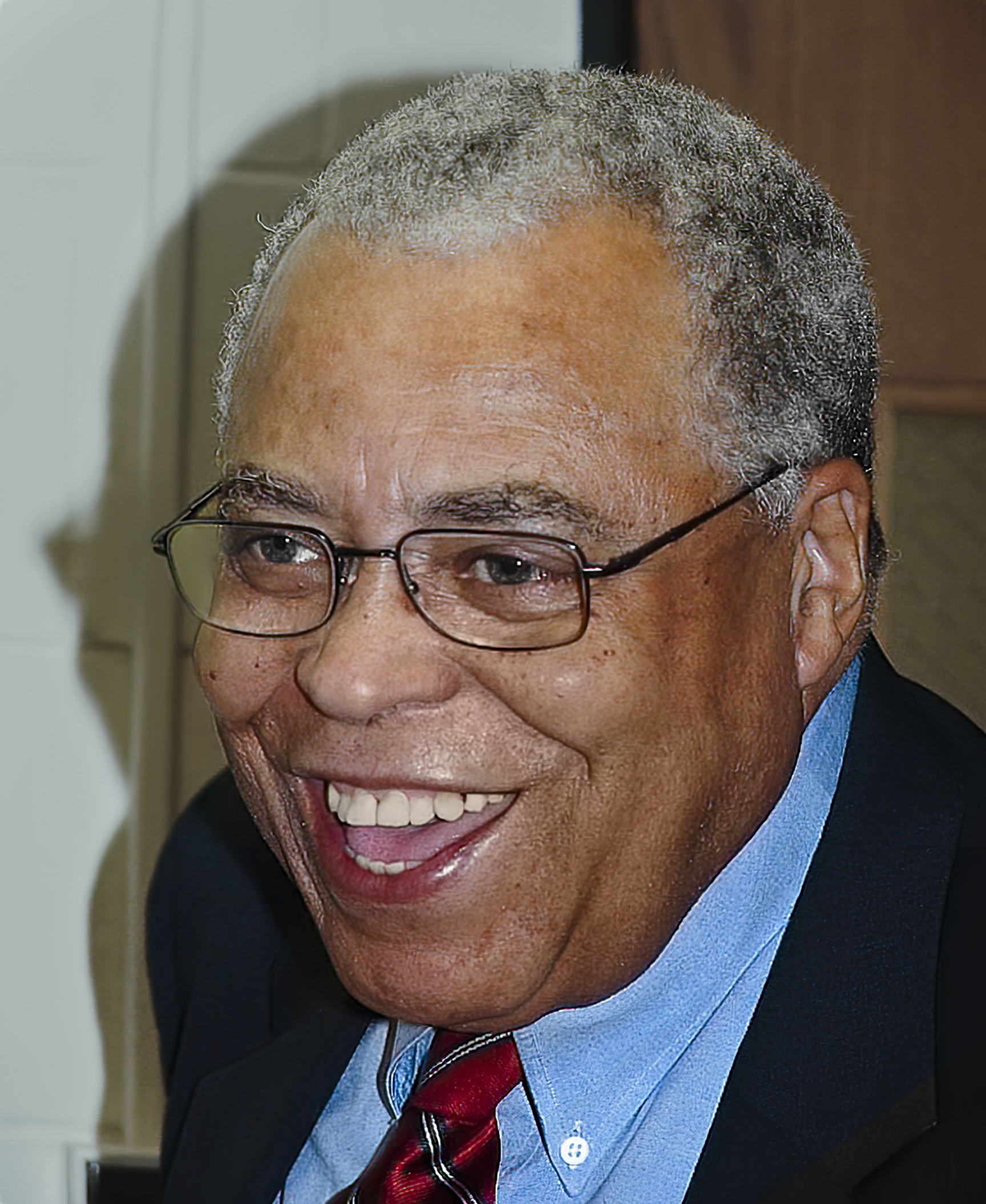
Джеймс Эрл Джонс

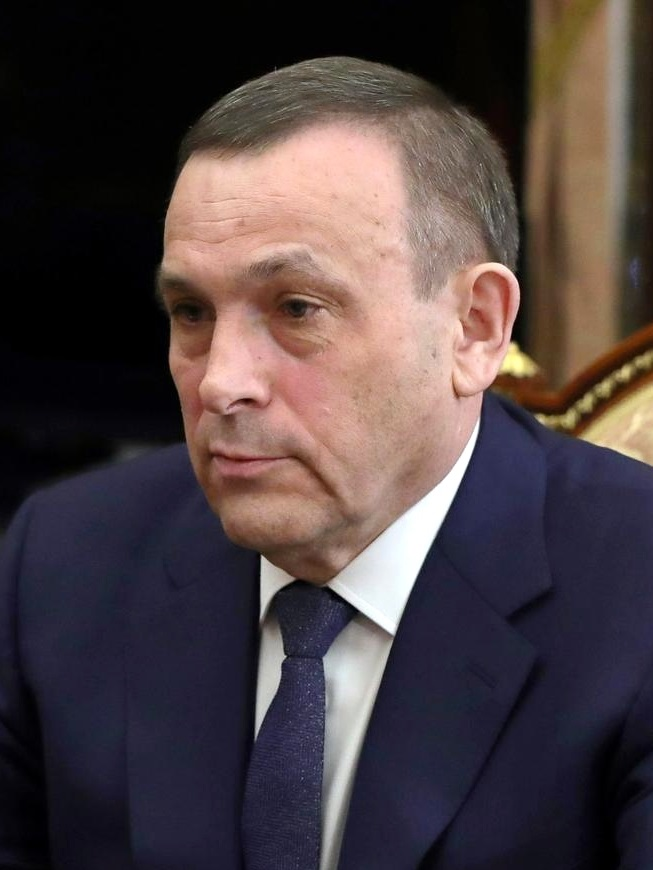
Александр Евстифеев

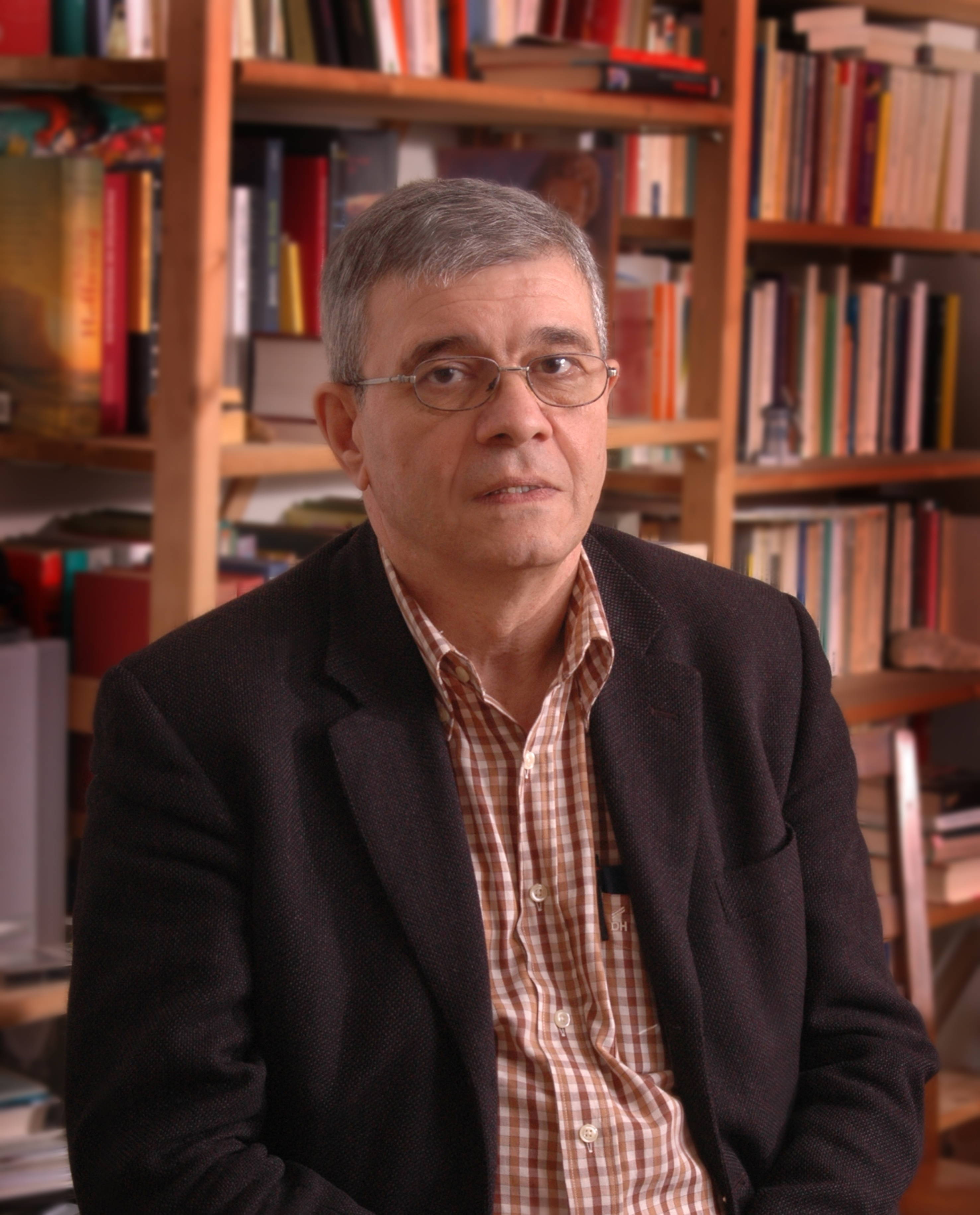
Карен Свасьян

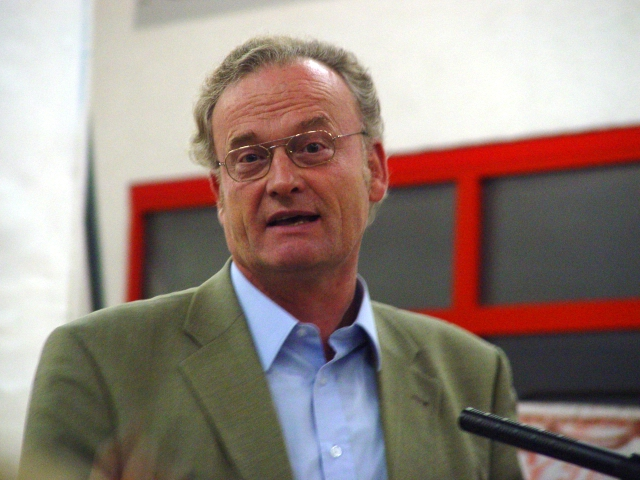
Фридрих Шорлеммер

- Ауэрбах, Григорий Львович (73) — российский композитор, профессор ГИТИСа[276].
- Белицкий, Карлос (84) — аргентинский шахматист[277].
- Бережной, Ван-Клод[фр.] (85) — французский регбист, игрок национальной сборной[278].
- Валенте, Катерина (93) — итальянская певица[279].
- Винклер, Иво[чеш.] (84) — чехословацкий хоккеист, семикратный чемпион страны[280].
- Гарсия-Арресиадо, Хенаро[исп.] (77) — испанский политик, член Конгресса депутатов (1982—1998)[281].
- Гашпар, Цецилия (39) — венгерская футболистка, игрок и капитан национальной сборной[282].
- Голубев, Александр Алексеевич (57) — актёр Московского театра оперетты (с 1995), актёр мюзиклов и кино, заслуженный артист Российской Федерации (2008)[283].
- Де Дориго, Марчелло[итал.] (87) — итальянский лыжник, участник зимних Олимпийских игр (1960, 1964)[284].
- Джонс, Джеймс Эрл (93) — американский актёр, лауреат премий «Тони» (1969, 1987), «Золотой глобус» (1971) и «Оскар» (2011)[285].
- Евстифеев, Александр Александрович (66) — российский государственный деятель, глава Республики Марий Эл (2017—2022)[286].
- Ли Хой-Сан[англ.] (83)— гонконгский актёр[287].
- Малек, Абдул[англ.] (77) — бангладешский политик, депутат Национальной ассамблеи (2013—2019)[288].
- Рыбицкий, Яцек[пол.] (65) — польский политический деятель, депутат Сейма (1997—2001)[289].
- Свасьян, Карен Араевич (76) — советский и армянский философ, историк культуры, литературовед, переводчик, антропософ[290].
- Смоктунович, Роберт[пол.] (62) — польский политик, сенатор (2001—2007)[291].
- Титфорд, Джеффри[англ.] (90) — британский политик, глава Партии независимости Соединённого Королевства (2000—2002), депутат Европейского парламента (1999—2009)[292].
- Уиггинс, Митчелл[англ.] (64) — американский баскетболист («Чикаго Буллз», «Хьюстон Рокетс», «Филадельфия Севенти Сиксерс»[293].
- Христофориду, Лила[греч.] (84-85) — греческий политик, депутат парламента (1961—1965)[294].
- Шорлеммер, Фридрих (80) — немецкий лютеранский богослов и правозащитник[295].

## 8 сентября

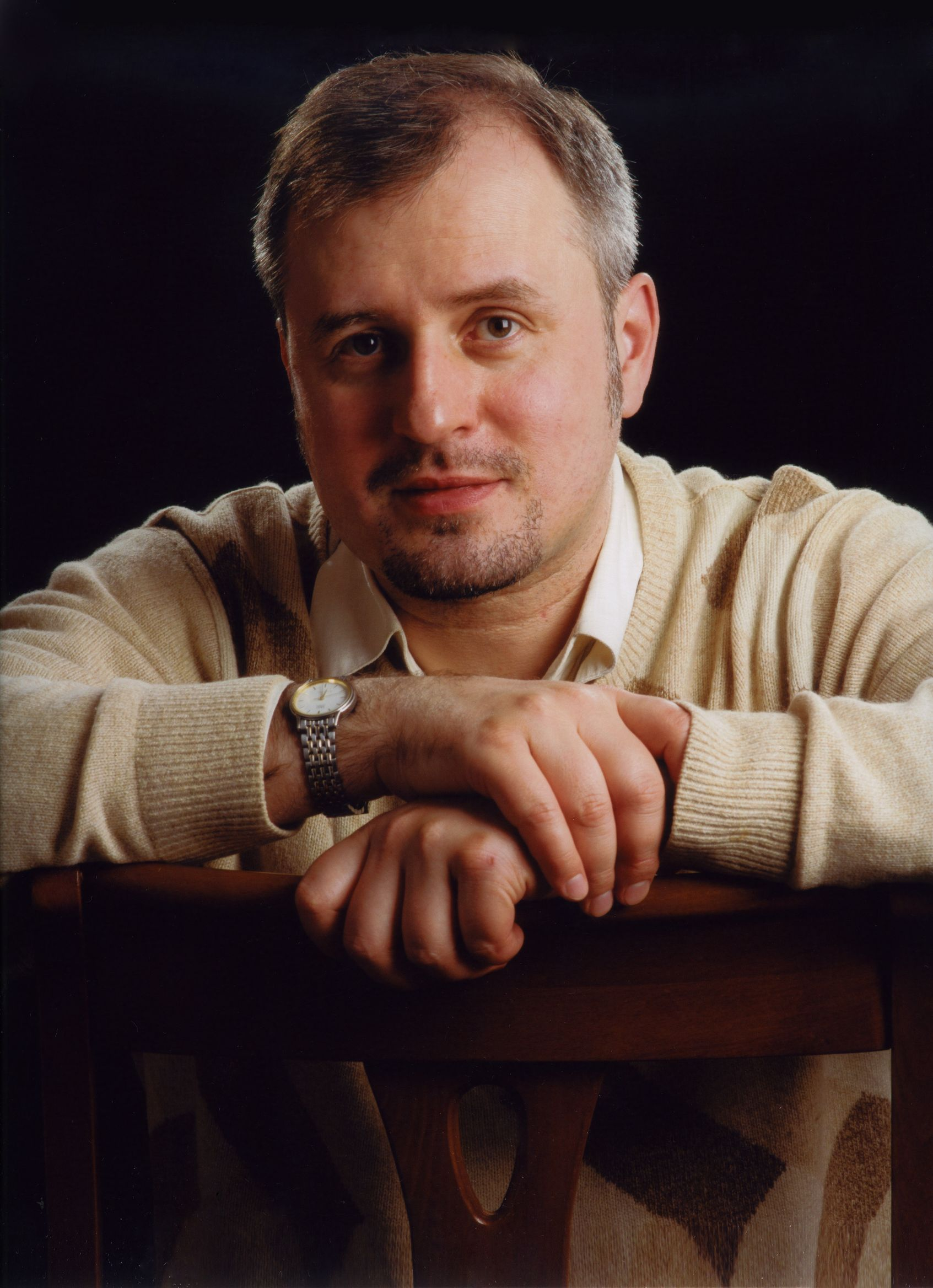
Виктор Лядов

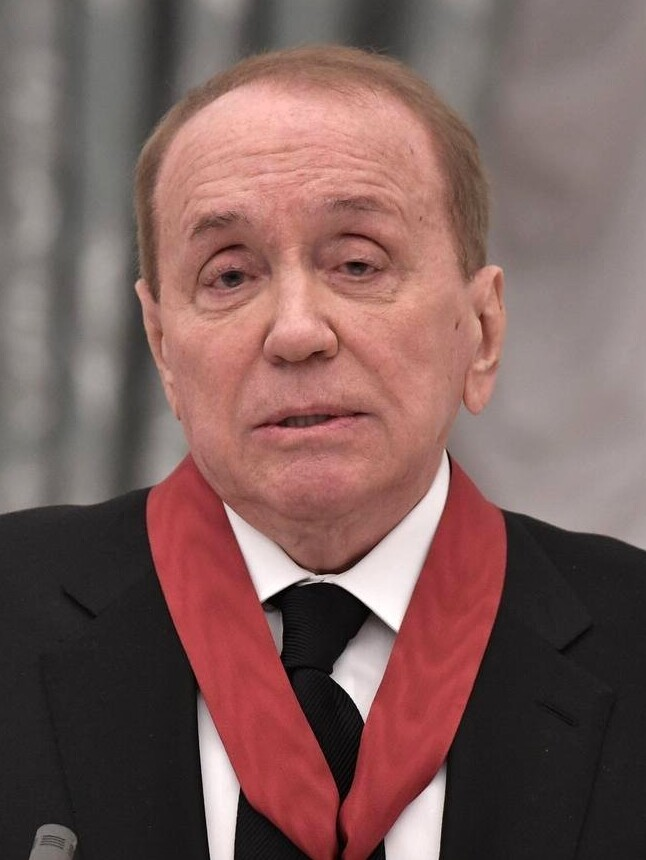
Александр Масляков

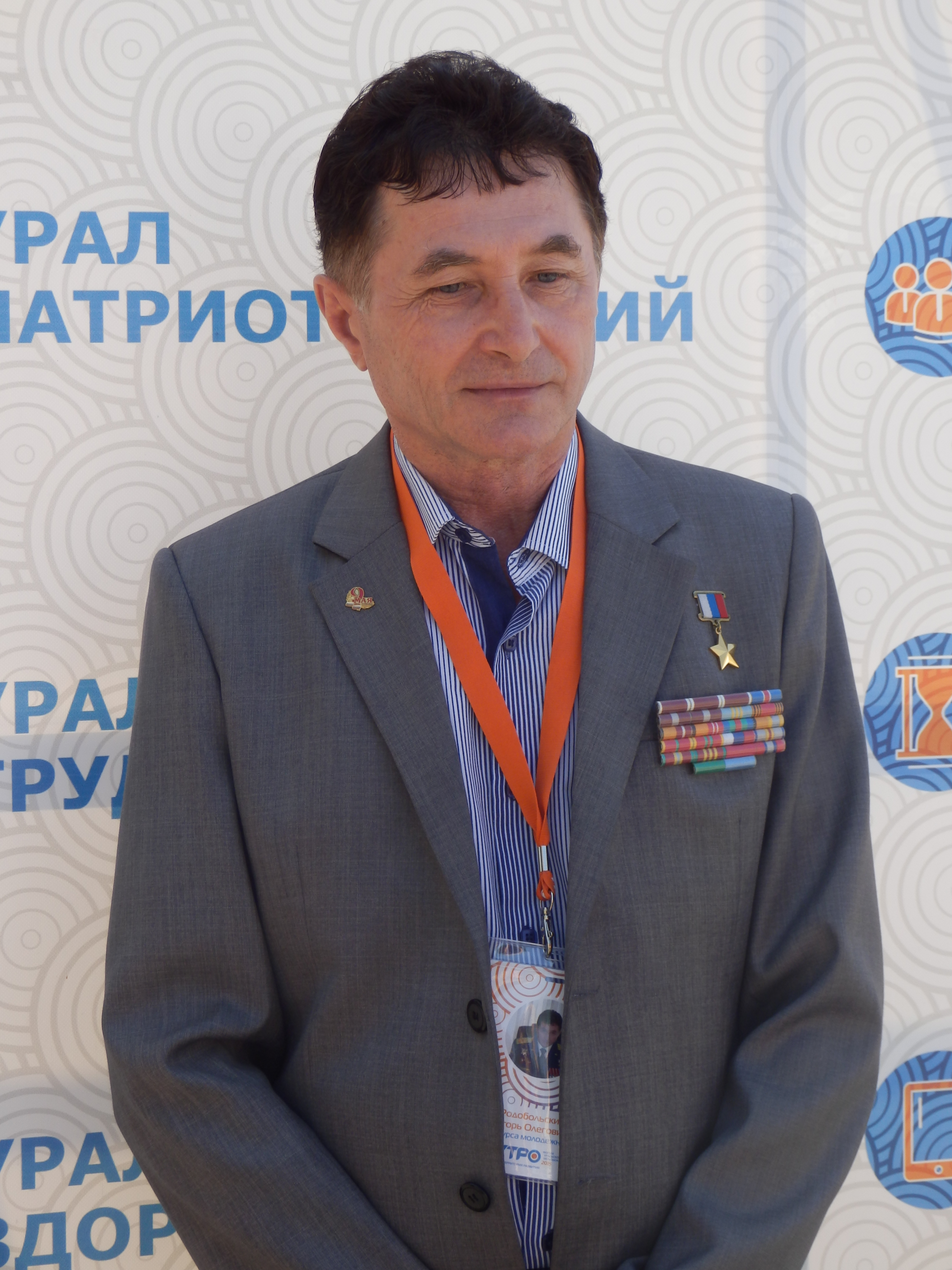
Игорь Родобольский

- Бассэль, Валерий Михайлович (85) — советский и украинский актёр и режиссёр, заслуженный артист Украинской ССР (1989)[296].
- Вавилов, Генрих Дмитриевич (89) — советский и российский театральный актёр, заслуженный артист РСФСР (1984)[297].
- Занин, Юрий Григорьевич (86) — советский и российский режиссёр, оператор и сценарист документального кино, заслуженный деятель искусств РСФСР (1985)[298].
- Караман, Илкан[англ.] (34) — турецкий баскетболист, игрок национальной сборной; ДТП[299]
- Лядов, Виктор Иванович (58) — российский пианист[300].
- Малавенда, Мара[итал.] (79) — итальянский политик, член Палаты депутатов (1996—2001)[301].
- Мани, Зут (82) — британский клавишник и вокалист[302].
- Марси, Робер[фр.] (104) — французский актёр[303].
- Масляков, Александр Васильевич (82) — советский и российский телеведущий, заслуженный деятель искусств Российской Федерации (1994), полный кавалер ордена «За заслуги перед Отечеством»[304].
- Мацумаэ, Тацуро[яп.] (97) — японский инженер и политик, член Палаты советников (1977—2001), иностранный член АН СССР / РАН (1988)[305].
- Моан, Хенни[норв.] (88) — норвежская актриса[306].
- Окунев, Леонид Григорьевич (75) — российский актёр, заслуженный артист Российской Федерации (2004)[307].
- Пупут Новель[индон.] (50) — индонезийская певица, актриса и телеведущая[308].
- Ренадей, Питер[англ.] (89) — американский актёр[309].
- Родобольский, Игорь Олегович (64) — советский и российский военный лётчик, Герой Российской Федерации (2003)[310].
- Симоэнс, Ив (82) — бельгийский священник-иезуит, учёный-библеист[311].
- Синохара, Эми (61) — японская сэйю[312].
- Стамеска, Снежана[макед.] (78) — северомакедонская актриса[313].
- Херваси, Ана[исп.] (57) — перуанский государственный деятель, министр иностранных дел (2022—2023) (о смерти объявлено в этот день)[314].

## 7 сентября

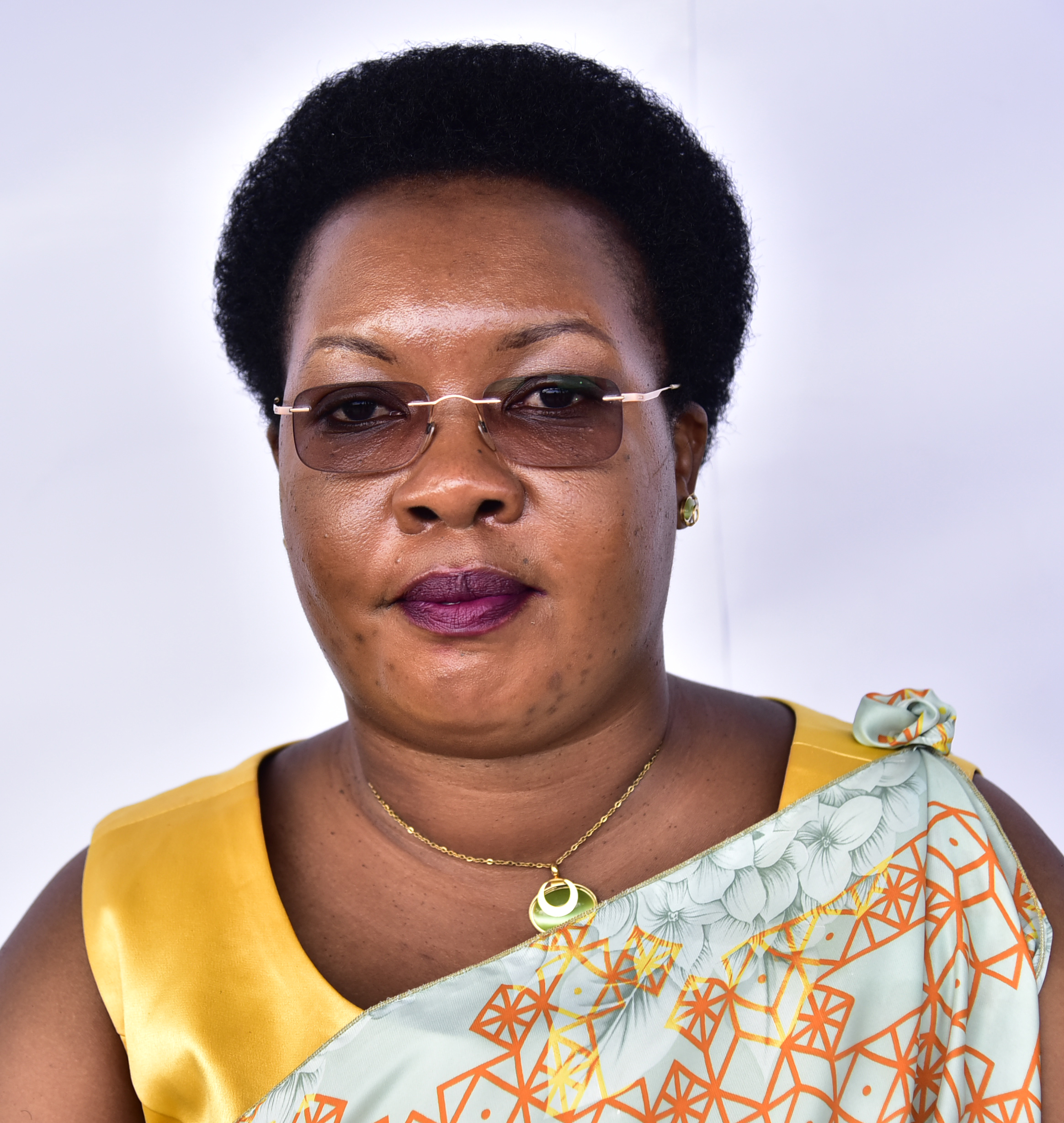
Сара Матеке Ньирабашици

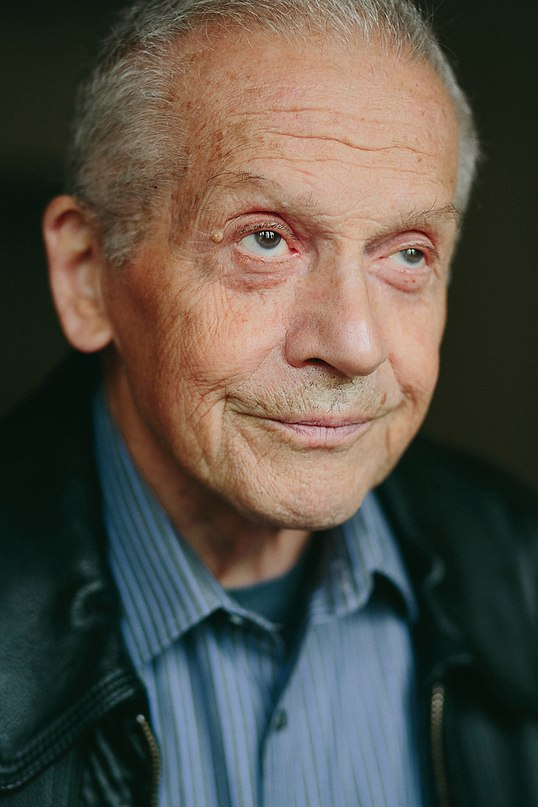
Павел Рахшмимр

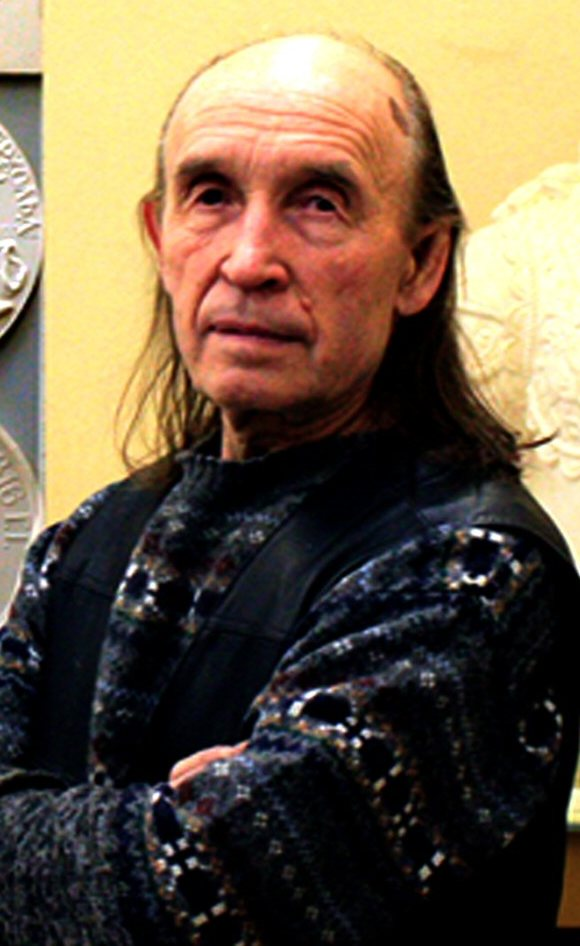
Вениамин Сидоренко

- Жилис, Юозас[лит.] (82) — литовский юрист, председатель Конституционного суда (1999—2000)[315].
- Кукич, Славо[хорв.] (70) — боснийский социолог, член Академии наук и искусств Боснии и Герцеговины (2018)[316].
- Молдован, Йоан[рум.] (72) — румынский поэт и эссеист[317].
- Моргенштерн, Дан (94) — американский музыковед, восьмикратный лауреат премии «Грэмми»[318].
- Мэтьюз, Джеймс[англ.] (95) — южноафриканский поэт, писатель и издатель[319].
- Неклюдов, Иван Матвеевич (89) — советский и украинский физик, академик НАН Украины (2004)[320].
- Ньирабашици, Сара Матеке (50) — угандийский политик, депутат Парламента (с 2021 года)[321].
- Поли, Чезаре (79) — итальянский футболист[322].
- Попов, Юрий Васильевич (78) — советский и российский психиатр, заслуженный деятель науки Российской Федерации (2001)[323].
- Рахшмир, Павел Юхимович (89) — советский и российский историк[324].
- Сидоренко, Вениамин Георгиевич (85) — российский художник и скульптор, заслуженный художник Российской Федерации (2005)[325].
- Хайкин, Валерий Леонидович (66) — российский психолог, член-корреспондент РАО (2011)[326].
- Чернушенко, Владимир Константинович (84) — советский и российский учёный в области селекции, генетики и разведения молочного скота, член-корреспондент РАСХН (1999—2014), член-корреспондент РАН (2014)[327].

## 6 сентября

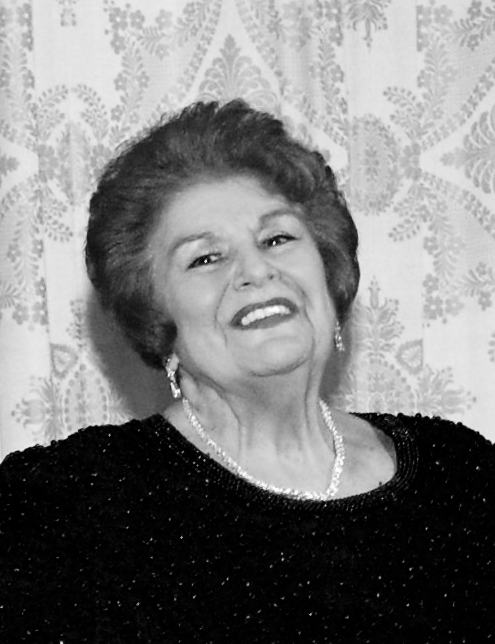
Лусине Амара

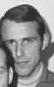
Хорст Вайганг

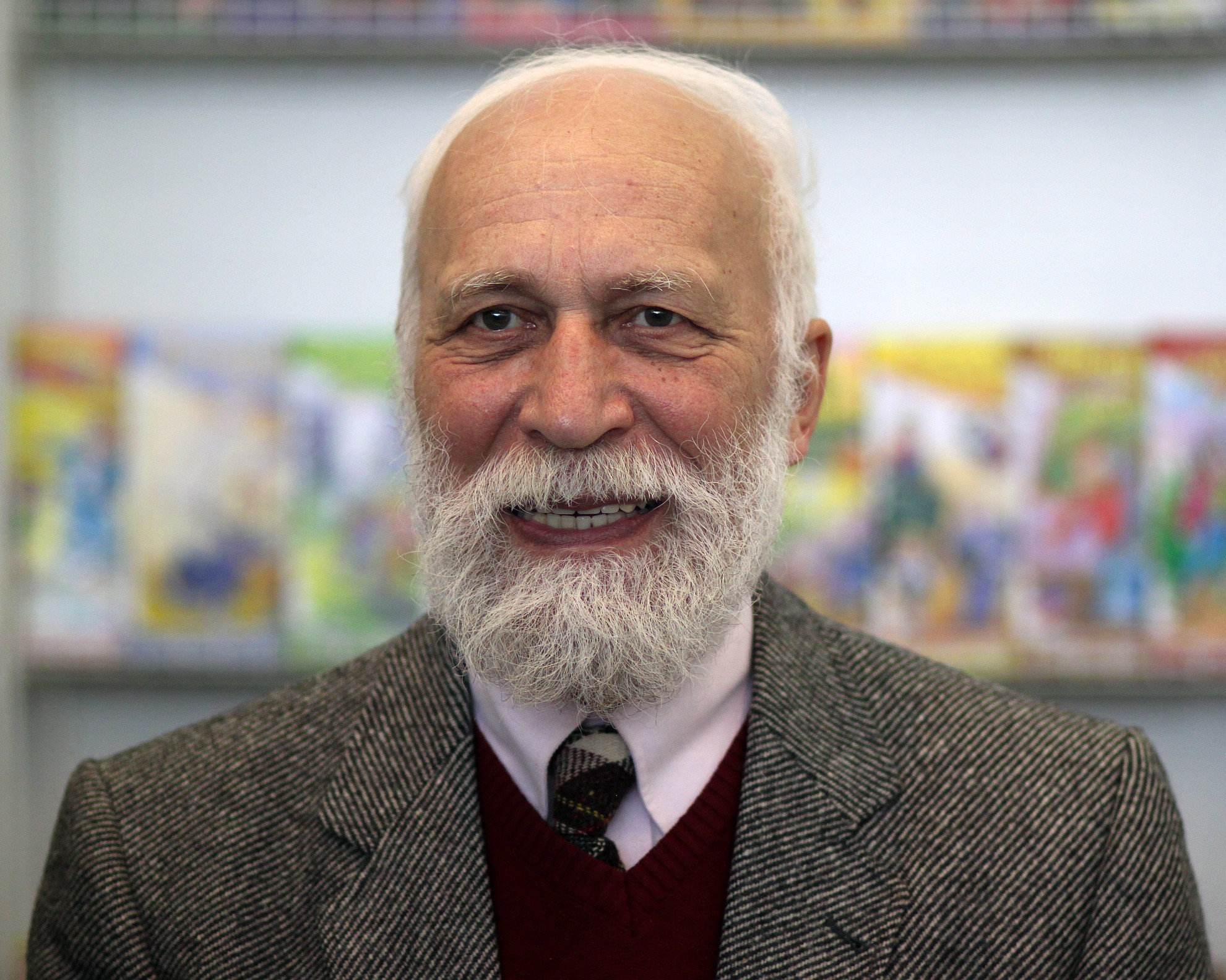
Валерий Воскобойников

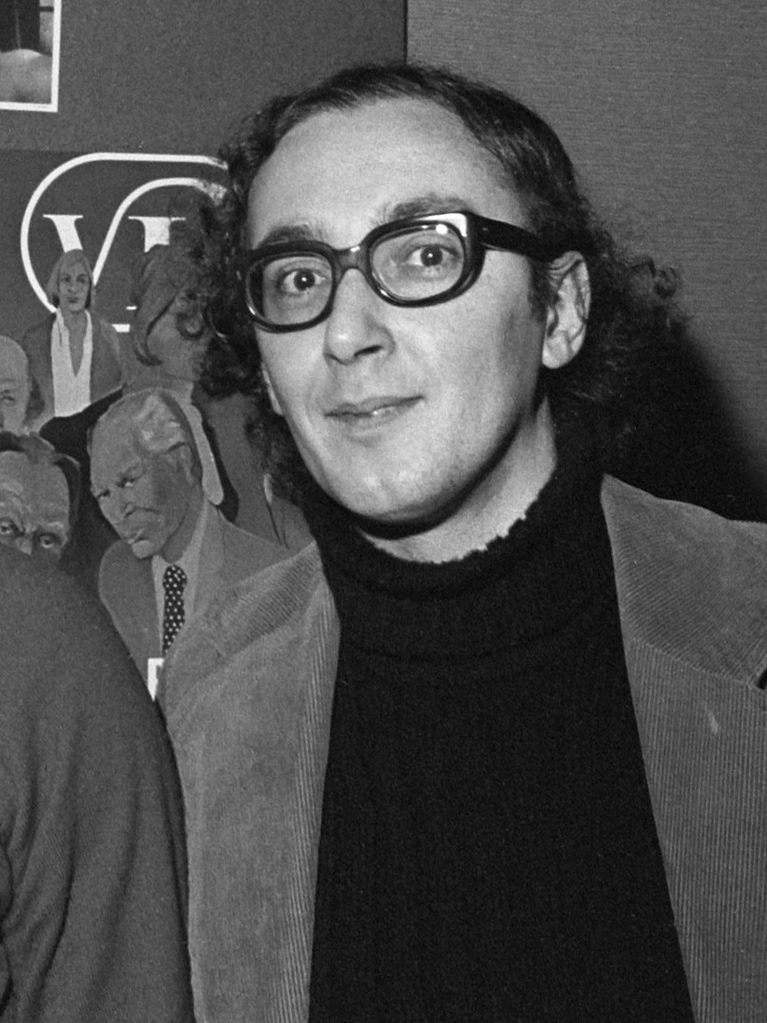
Пим де ла Парра

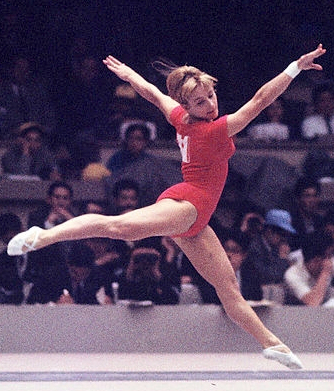
Сония Йован-Инован

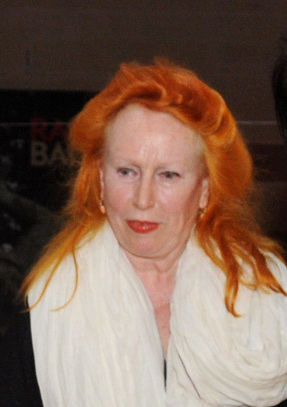
Ребекка Хорн

- Амара, Лусине (99) — американская оперная певица (сопрано)[328].
- Вайганг, Хорст (83) — восточногерманский футболист, бронзовый призёр Олимпийских игр (1964)[329].
- Вольмар, Бент (87) — датский футболист, игрок национальной сборной[330].
- Воскобойников, Валерий Михайлович (85) — русский детский писатель и публицист[331].
- Гарсия де Паредес, Густаво[исп.] (85) — панамский деятель образования, ректор Университета Панамы (1997—2016)[332].
- Голдсмит, Пол[англ.] (98) — американский автогонщик[333].
- Грин, Дэвид Хедли (88) — австралийский геохимик, иностранный член РАН (2003)[334].
- Де Кастро, Эдсон[англ.] (85) — американский компьютерный инженер и бизнесмен, генеральный директор Data General, руководитель разработки PDP-8[335].
- Де ла Парра, Пим (84) — нидерландский кинорежиссёр[336].
- Дженнингс, Уилл (80) — американский поэт, автор текстов песен, лауреат кинопремии «Оскар» (1983, 1998)[337].
- Жайчыбеков, Бекбосун[кирг.] (75) — киргизский художник, соавтор государственного флага Киргизии, народный художник Киргизии (2022)[338].
- Йейтс, Рон (86) — шотландский футболист, игрок национальной сборной[339].
- Йован-Инован, Сония (88) — румынская гимнастка, бронзовый призёр Олимпийских игр (1956, 1960)[340].
- Карам, Альфредо[порт.] (99) — бразильский военный деятель, командующий военно-морским флотом (1984—1985)[341].
- Коган, Виктор Ильич (75) — советский и российский переводчик[342].
- Макмиллан, Чарльз[англ.] (69) — американский физик-ядерщик[343].
- Молинари, Ренато[итал.] (78) — итальянский гонщик водно-моторной Формулы-1, трёхкратный чемпион мира (1981, 1983, 1984) (о смерти объявлено в этот день)[344].
- Петрицкий, Анатолий Анатольевич (92) — советский и российский кинооператор, заслуженный деятель искусств РСФСР (1969)[345].
- Риз, Алан[англ.] (86) — британский автогонщик[346].
- Сальвемини, Гаэтано (82) — итальянский футболист и футбольный тренер[347].
- Сен-Луи, Мари Мишель[англ.] (55) — мальтийская дзюдоистка, участница Олимпийских игр (1996)[348].
- Скоко, Драгутин[хорв.] (94) — хорватский геофизик, академик HAZU (1990)[349].
- Терлецкас, Владас[лит.] (84) — советский и литовский политик, депутат Верховного Совета Литовской ССР/Литвы (1990—1992)[350].
- Хорн, Ребекка (80) — немецкая художница[351].

## 5 сентября

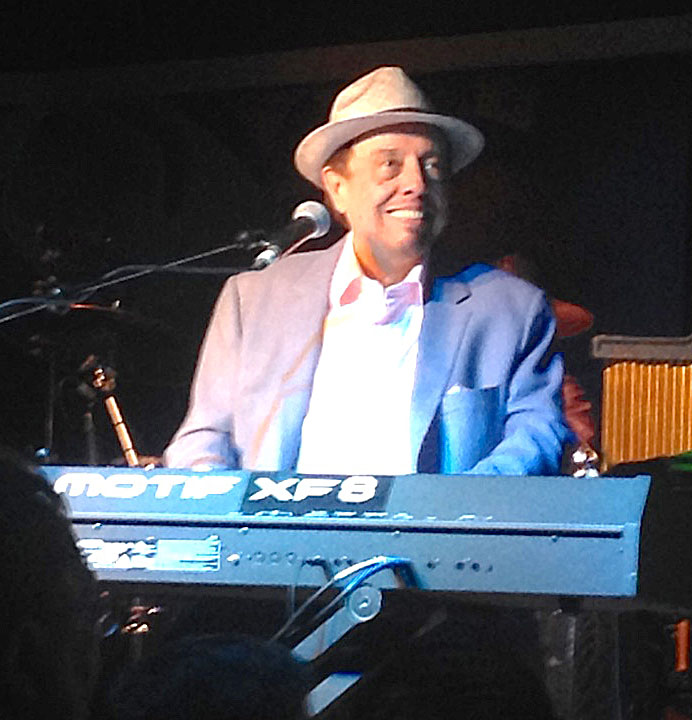
Сержиу Мендес

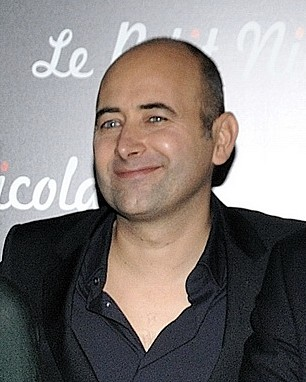
Лоран Тирар

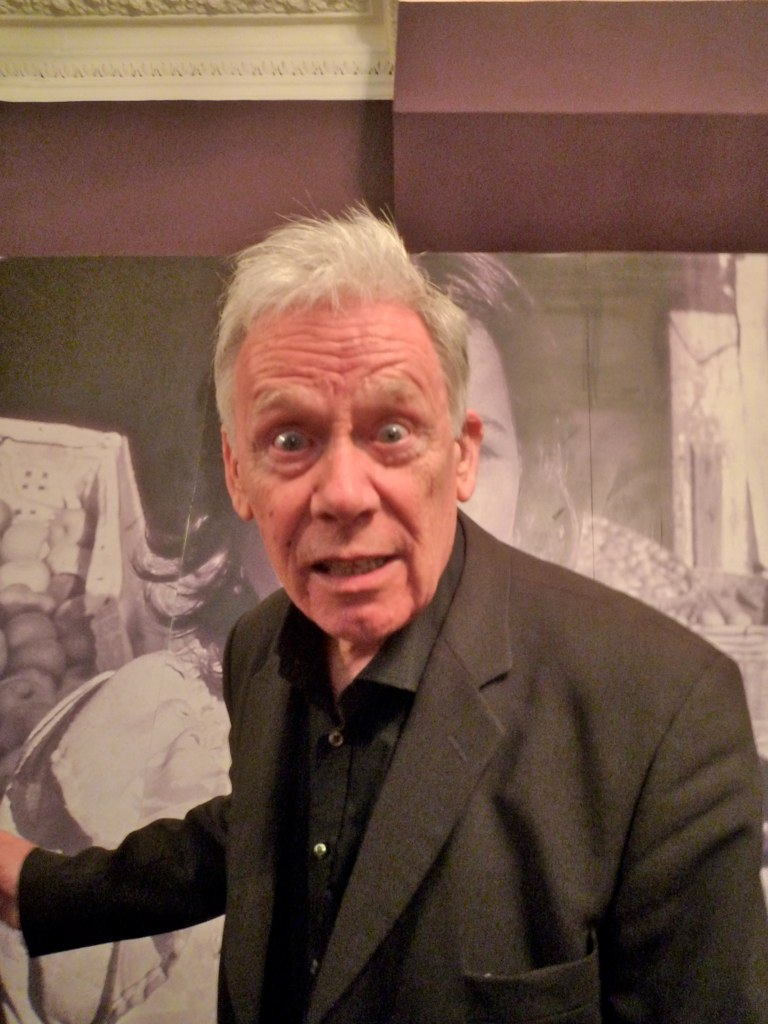
Херби Флауэрс

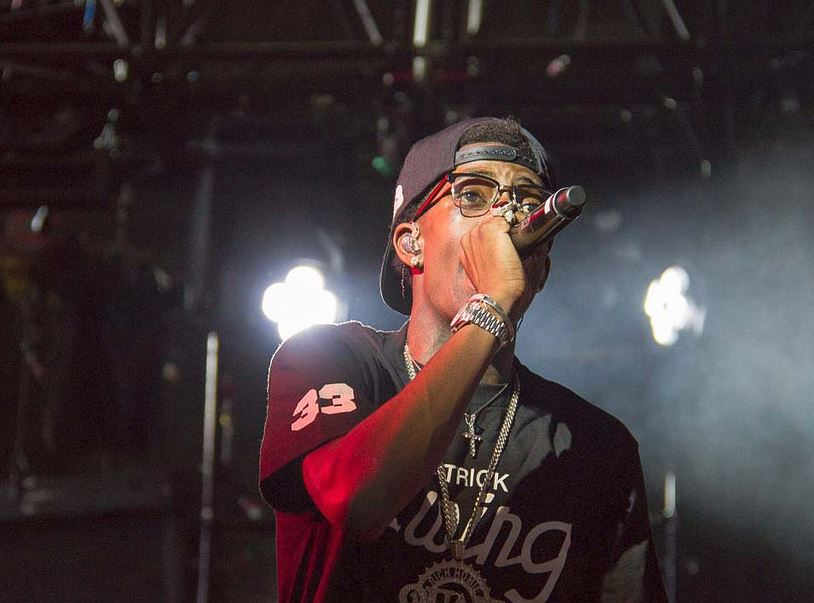
Rich Homie Quan

- Антин, Мануэль[исп.] (98) — аргентинский кинорежиссёр и сценарист[352].
- Бройер, Жак[нем.] (67) — австрийский актёр[353].
- Васудев, Аруна[англ.] (87) — индийская кинематографистка, основательница Сети продвижения азиатского кино[354].
- Гупта, Радха Чаран[англ.] (89) — индийский историк математики, член Национальной академии наук (1991)[355].
- Люцко, Игорь Сергеевич (62) — белорусский шахматист, гроссмейстер (2004) (о смерти объявлено в этот день)[356].
- Мендес, Сержиу (83) — бразильский пианист и аранжировщик[357].
- Нахтигалль, Вернер[англ.] (90) — немецкий зоолог и биолог[358].
- Резанов, Александр Геннадьевич (75) — советский гандболист, олимпийский чемпион (1976)[359].
- Ривера Лопес, Хорхе[исп.] (94) — аргентинский актёр[360].
- Словиньский, Владислав (94) — польский композитор и дирижёр[361].
- Тирар, Лоран (57) — французский кинорежиссёр и сценарист[362].
- Флауэрс, Херби (86) — британский музыкант[363].
- Фонтана, Элио[итал.] (83) — итальянский политик, член Палаты депутатов (1979—1983), сенатор (1983—1984)[364].
- Чептегеи, Ребекка[англ.] (33) — угандийская бегунья, участница Олимпийских игр (2024); убийство[365].
- Rich Homie Quan (34) — американский рэпер[366].

## 4 сентября

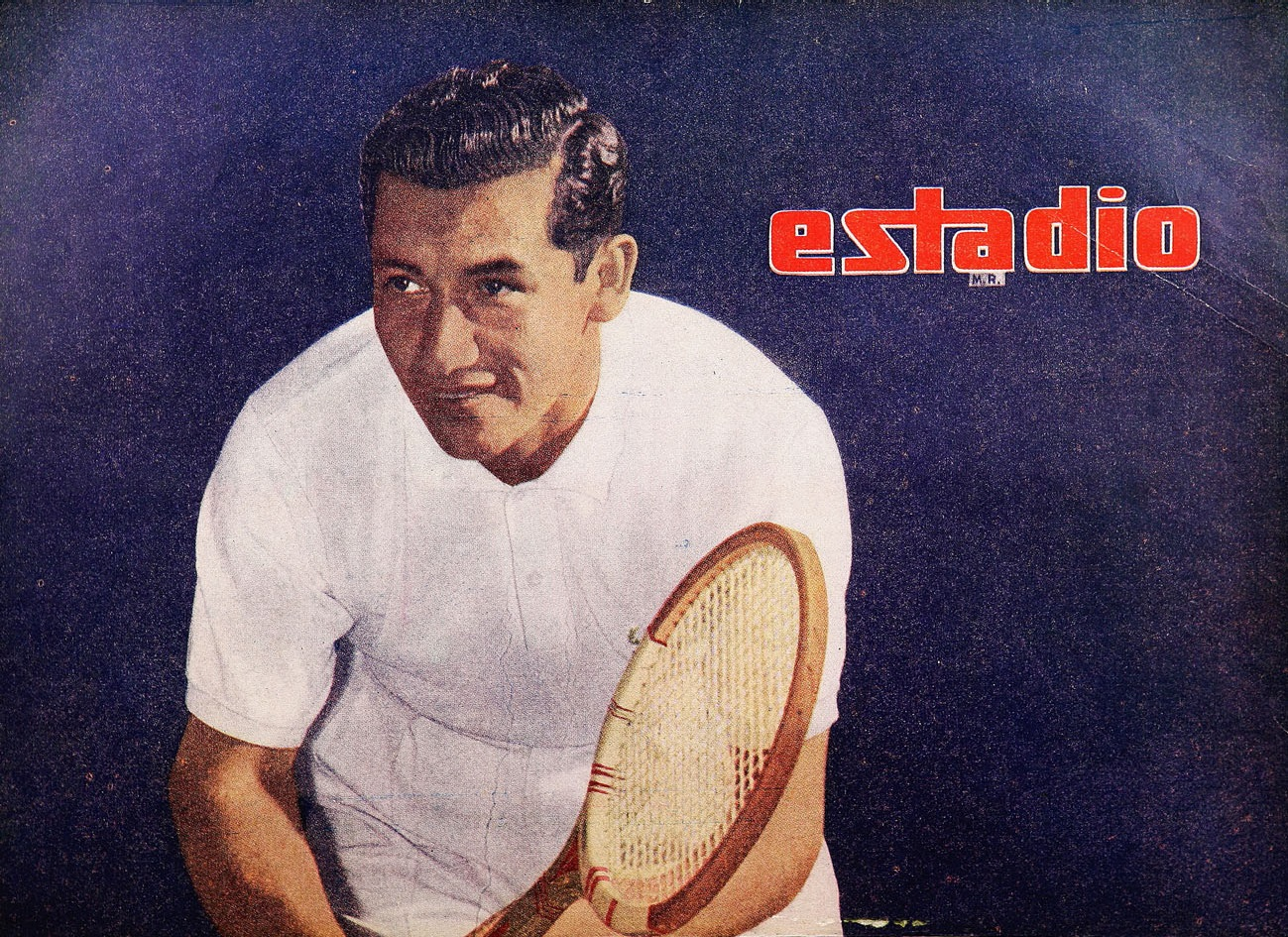
Луис Айяла

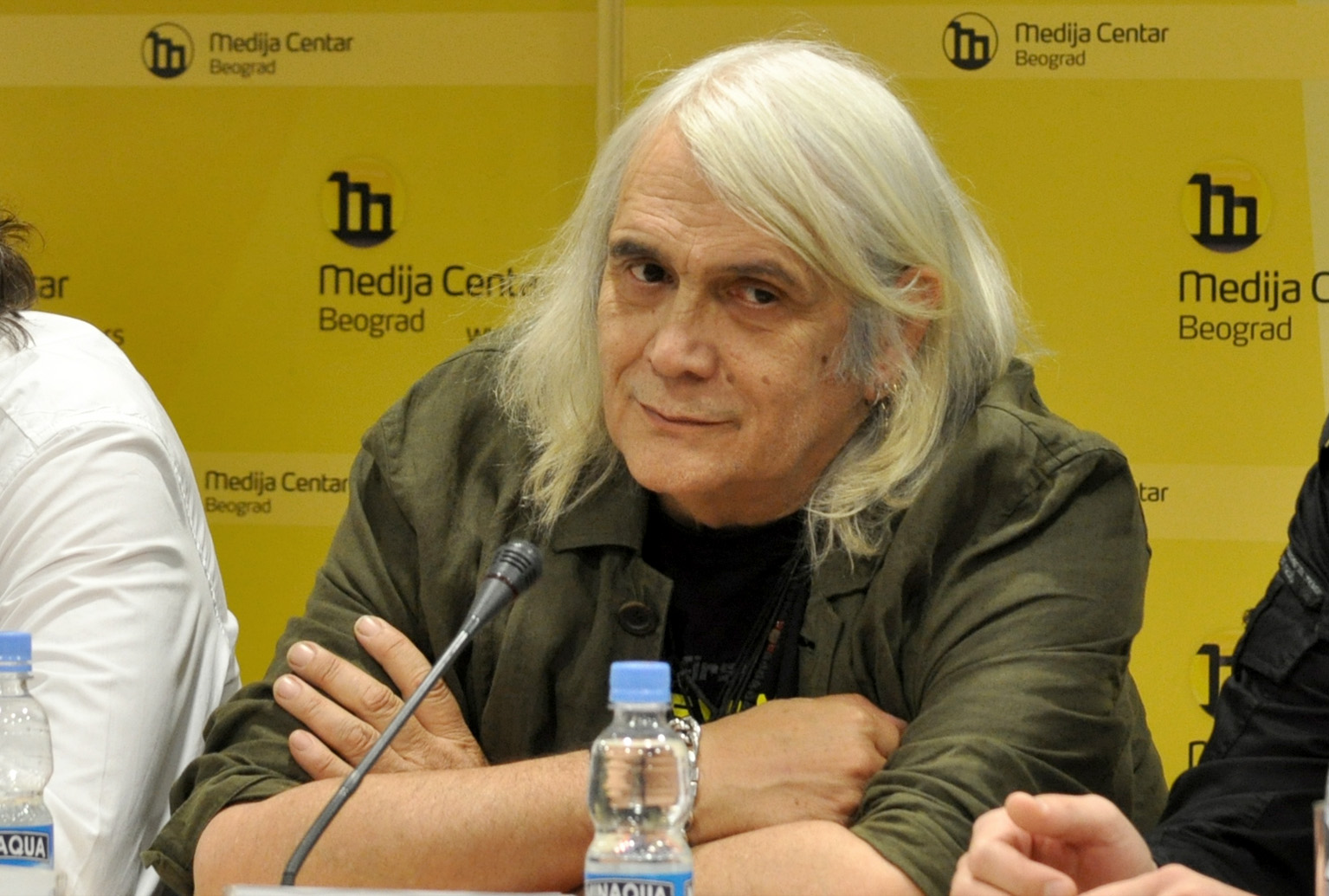
Борисав Джорджевич

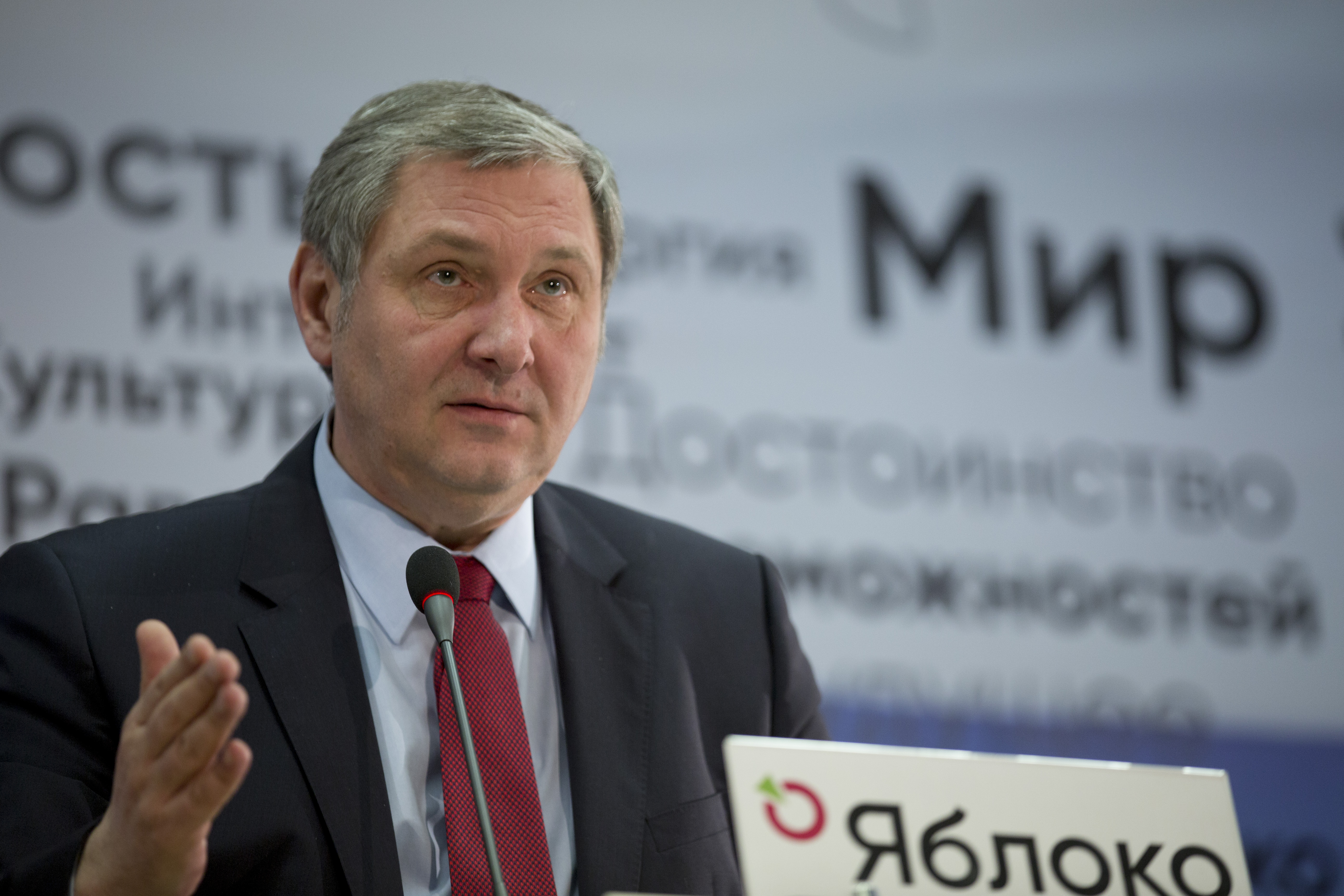
Сергей Иваненко

- Айяла, Луис (91) — чилийский теннисист и теннисный тренер[367].
- Д’Андреа, Освальд[фр.] (90) — французский композитор[368].
- Джорджевич, Борисав (71) — югославский и сербский рок-музыкант[369].
- Иваненко, Сергей Викторович (65) — российский политик, депутат Государственной думы (1993—2003)[370].
- Кеннеди, Кит (33) — североирландский футбольный судья[371].
- Рамирес, Эрмес[исп.] (76) — кубинский спринтер, серебряный призёр Олимпийских игр (1968)[372].
- Резников, Сергей Моисеевич (87) — протоиерей Русской православной церкви, художник-график[373].
- Тополян, Альберт Гаспарович (89) — советский и абхазский политический деятель, Герой Абхазии[374].
- Трейдер, Лэрри[англ.] (61) — канадский хоккеист («Детройт Ред Уингз», «Сент-Луис Блюз», «Монреаль Канадиенс»)[375].
- Трубицин, Виктор Ильич (90) — советский и российский партийный и государственный деятель, первый секретарь Калининградского (Королёв) горкома КПСС (1975—1980)[376].
- Халидов, Айса Идрисович (69) — российский языковед-русист[377].
- Хейнонен, Олави[фин.] (85) — финский судья, председатель Верховного суда (1989—2001)[378].
- Ян Дженфу[кит.] (82) — тайваньский политик, депутат Законодательного Юаня (1999—2012)[379].

## 3 сентября

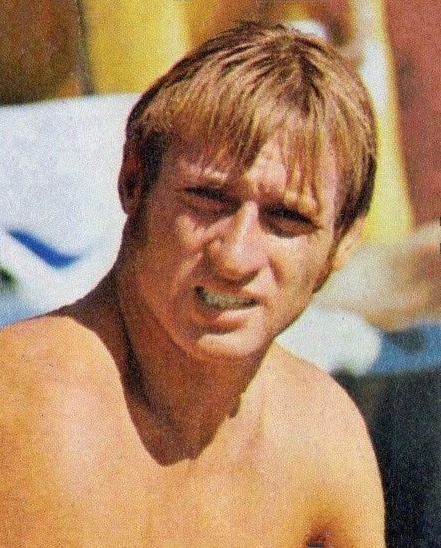
Владимир Буре

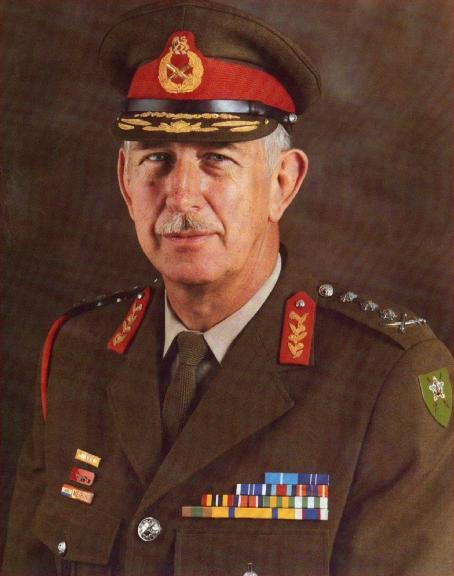
Георг Мейринг

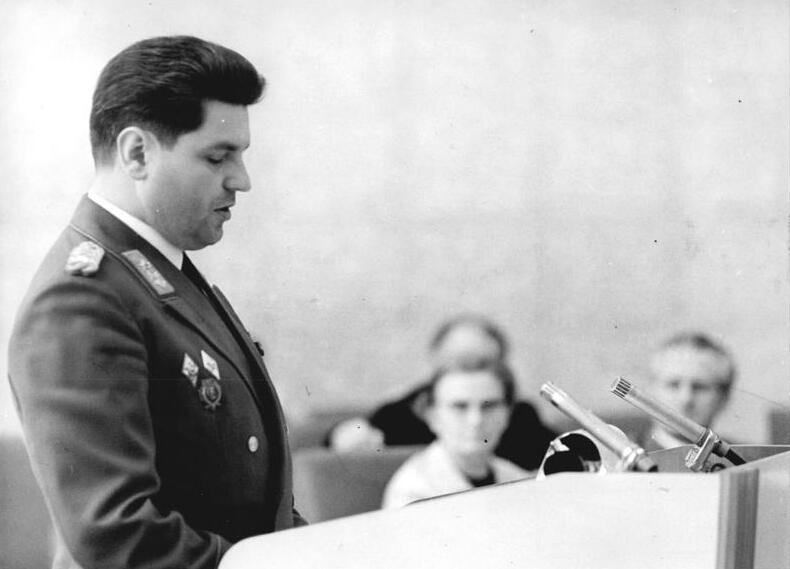
Хорст Скерра

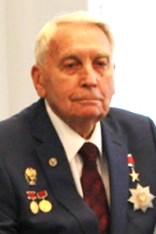
Игорь Спасский

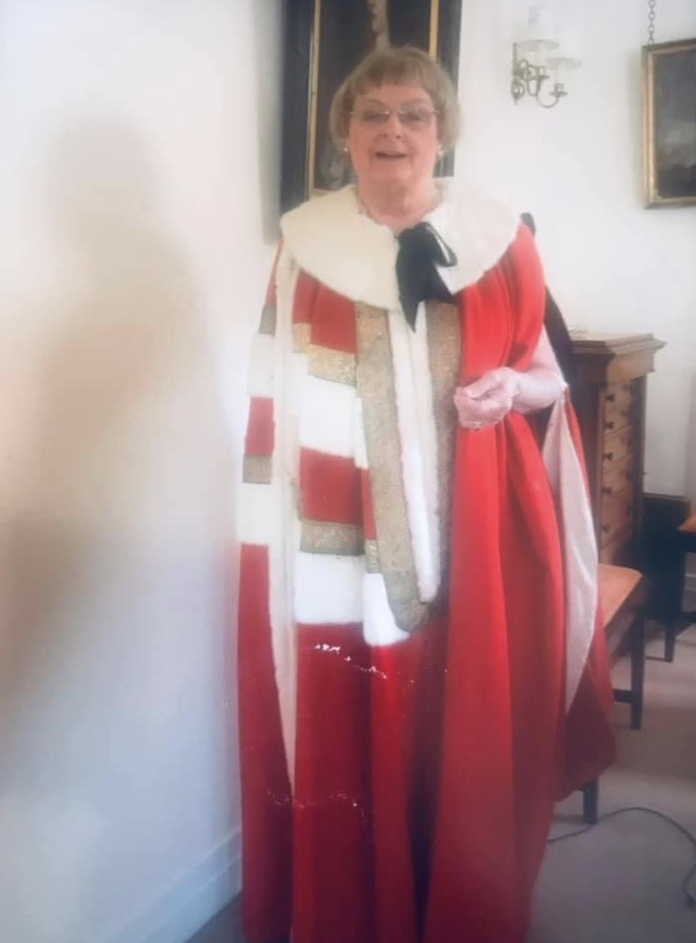
Марджори Флора Фрейзер, 21-я леди Салтон

- Алеман, Сельва[исп.] (80) — аргентинская актриса[380].
- Буре, Владимир Валерьевич (73) — советский пловец, призёр Олимпийских игр (1968, 1972), чемпионатов мира (1973, 1975) и Европы (1970, 1974, 1977); отец Валерия и Павла Буре[381].
- Винзор, Жаклин[англ.] (82) — американский скульптор[382].
- Гарелов, Иван (81) — болгарский журналист и телеведущий[383].
- Гатти, Гвидо Карло[англ.] (86) — итальянский баскетболист, участник Олимпийских игр (1968)[384].
- Григорьев, Юрий Николаевич (72) — российский художник-график[385].
- Дзялоха, Казимеж[пол.] (92) — польский судья и политик, судья Конституционного трибунала Польши (1985—1993), сенатор (1995—1997), депутат Сейма (1997—2001)[386].
- Клементс, Джон Аллен[англ.] (101) — американский врач и физиолог, открывший лёгочный сурфактант[387].
- Мейринг, Георг (84) — южноафриканский генерал, главнокомандующий Сухопутными войсками (1990—1993) и Национальными силами обороны (1993—1998)[388].
- Рубанова, Ирина Ивановна (91) — советский и российский киновед и кинокритик[389].
- Рылих, Зденек[чеш.] (93) — чехословацкий баскетболист, призёр чемпионатов Европы в составе национальной сборной (1951, 1955, 1957, 1959)[390].
- Скерра, Хорст (94) — военный деятель ГДР, командующий сухопутными войсками ННА (1990)[391].
- Спасский, Игорь Дмитриевич (98) — советский и российский конструктор подводных лодок, главный (1974—1983) и генеральный (1983—2007) конструктор ЦКБ «Рубин», академик РАН (1991; академик АН СССР с 1987), Герой Социалистического Труда (1978), Герой Российской Федерации (2018)[392].
- Фрейзер, Марджори Флора, 21-я леди Салтон (93) — шотландская аристократка, член Палаты лордов (1979—2014)[393].
- Хардинг, Стефан (70) — британский зоолог и эколог[394].
- Хорхе, Альберто[исп.] (74) — аргентинский футболист и тренер[395].
- Шумейко, Григорий Григорьевич[укр.] (73) — советский и украинский актёр, народный артист Украины (2009)[396].

## 2 сентября

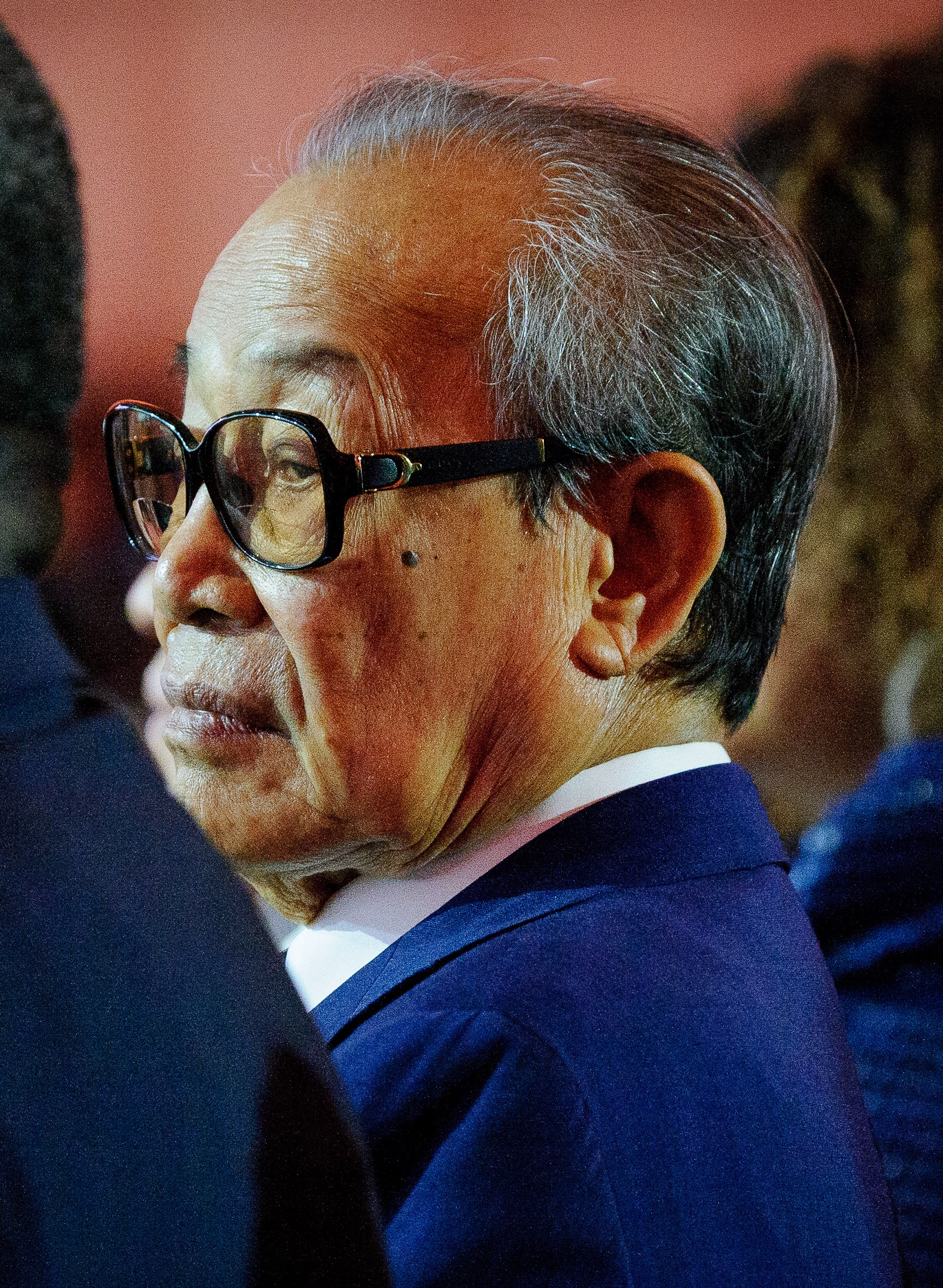
Конг Самол

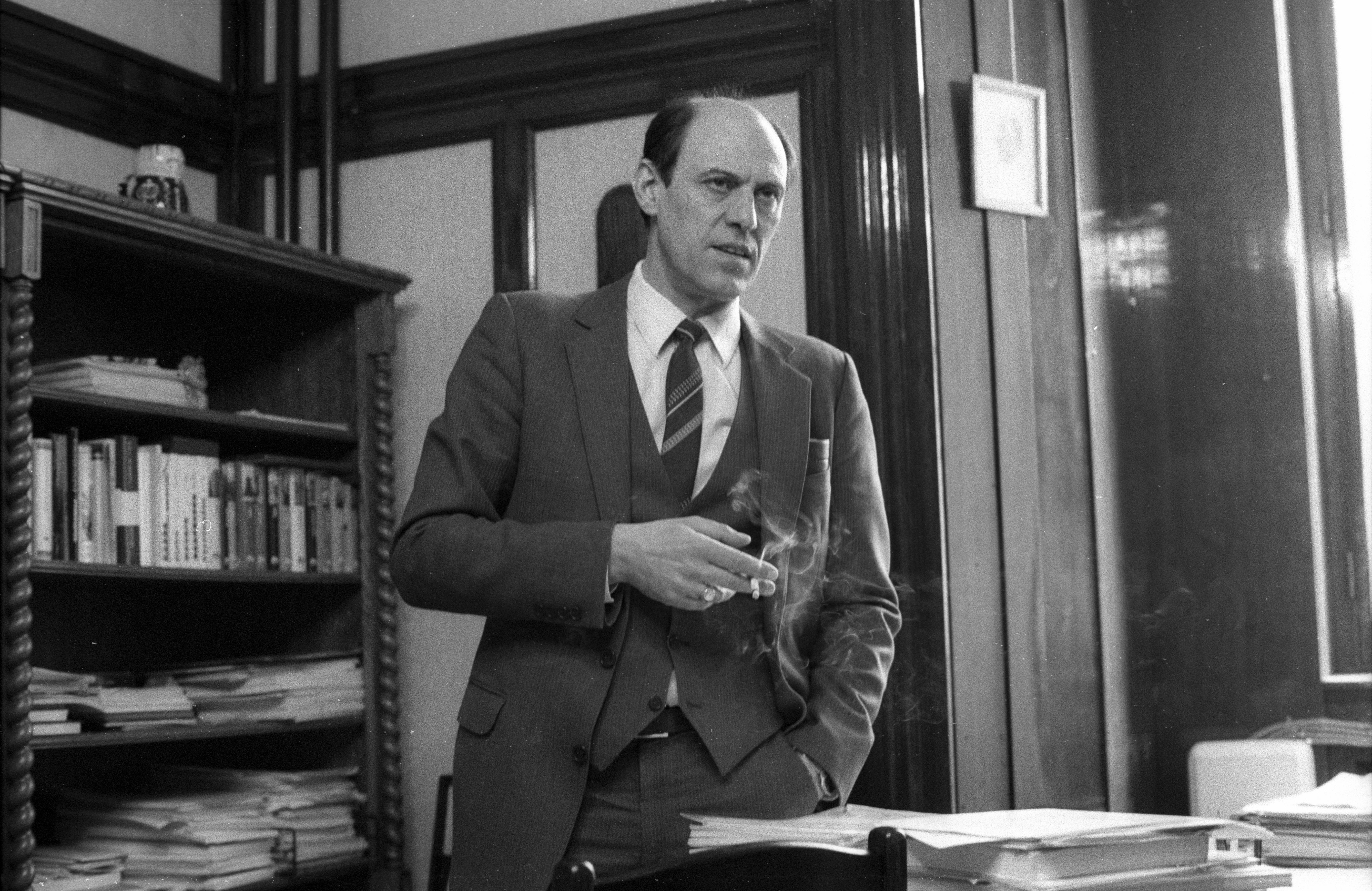
Михай Купа

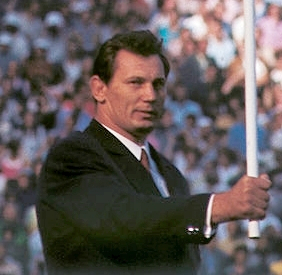
Александр Медведь

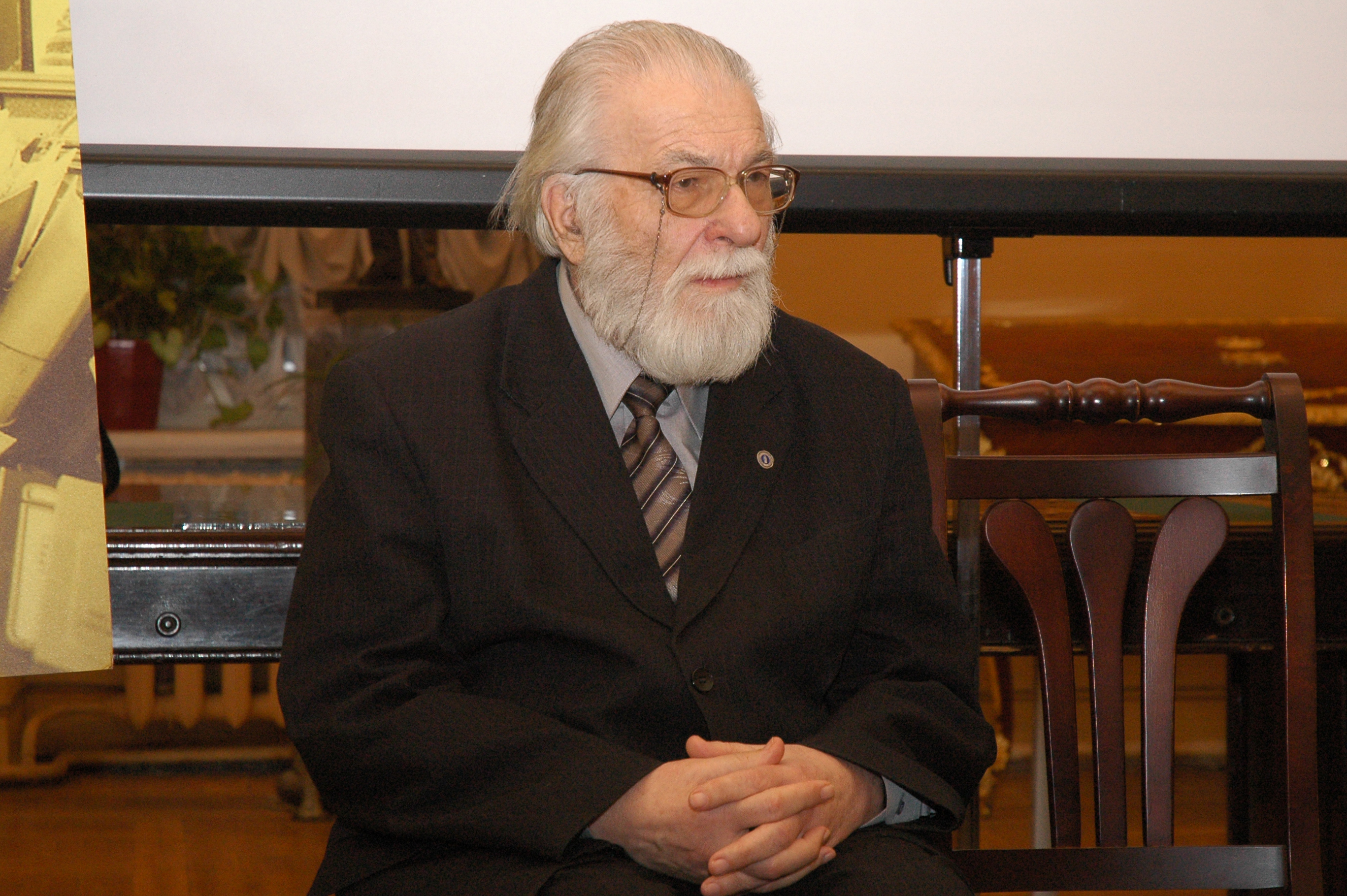
Вячеслав Орфинский

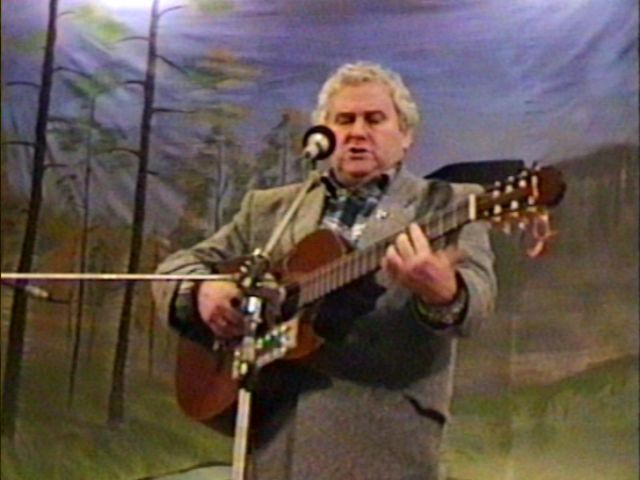
Владимир Туриянский

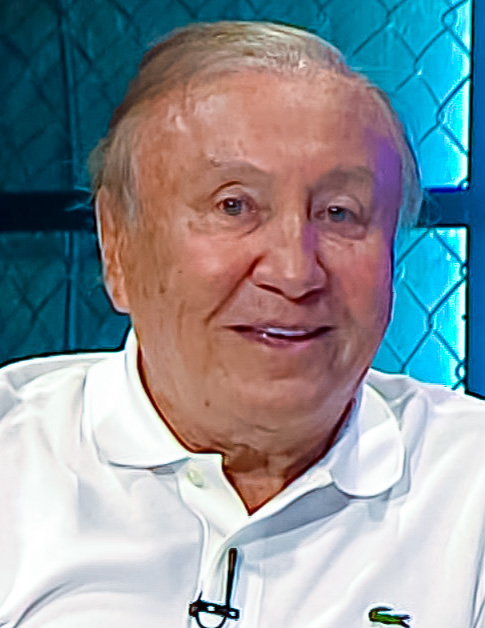
Родольфо Эрнандес

- Бацазов, Юрий Азмадиевич (83) — советский и российский оперный певец (баритон), народный артист Российской Федерации (1997)[397].
- Даррен, Джеймс (88) — американский актёр и певец[398].
- Каллен, Мик (93) — шотландский футболист, игрок национальной сборной[399].
- Кимбл, Гарри Джеф (76) — американский физик, член Национальной академии наук США, лауреат Премии имени Макса Борна (1996)[400].
- Конг Самол (87) — камбоджийский политик, министр сельского и лесного хозяйств (1986—1989), министр Королевского дворца (с 1998)[401].
- Крстанович, Здравко (74) — сербский поэт, прозаик, драматург, журналист[402].
- Кубик, Петер (49) — австрийский мультиинструменталист, основатель блэк-метал-группы Abigor; самоубийство (о смерти объявлено в этот день)[403]
- Купа, Михай (83) — венгерский политик, министр финансов[англ.] (1990—1993) (о смерти объявлено в этот день)[404].
- Марсили, Санте[англ.] (73) — итальянский ватерполист, серебряный призёр Олимпийских игр (1976), чемпион мира (1978)[405].
- Медведь, Александр Васильевич (86) — советский борец вольного стиля, трёхкратный олимпийский чемпион (1964, 1968, 1972)[406].
- Мтимкхулу, Думезвени[англ.] (45) — ботсванский политик, министр туризма (с 2024)[407].
- Орфинский, Вячеслав Петрович (95) — советский и российский архитектор, академик РААСН (1992)[408].
- Скородед, Людмила Петровна (76) — советская и российская актриса, заслуженная артистка Российской Федерации (1994)[409].
- Туриянский, Владимир Львович (89) — советский и российский поэт, бард, радиоэлектромеханик, геолог[410].
- Хамдамов, Бобомурод (84) — советский узбекский и туркменский певец, народный артист Узбекской ССР и Туркменской ССР[411].
- Шабанова, Ирина Николаевна (85) — советский и российский физик[412].
- Эрнандес, Родольфо (79) — колумбийский предприниматель и политик[413].

## 1 сентября

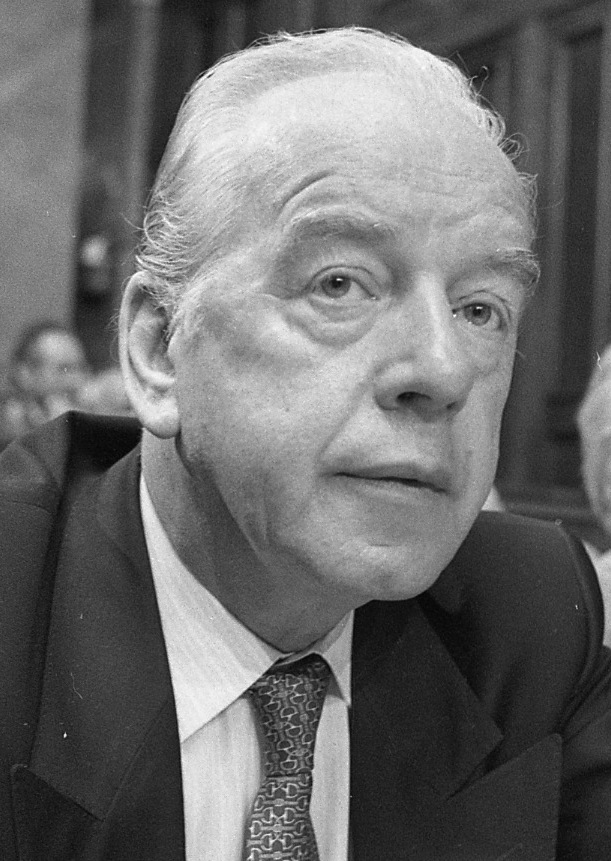
Будимир Лончар

- Аху Тугба (69) — турецкая актриса[414].
- Боуден, Тим (87) — австралийский историк и телеведущий[415].
- Дойч, Линда (80) — американская журналистка[416].
- Катранидис, Данис[греч.] (75) — греческий актёр[417].
- Кудинович, Алексей Сергеевич (73) — советский и российский актёр, народный артист Российской Федерации (2007)[418].
- Лончар, Будимир (100) — югославский и хорватский дипломат и государственный деятель, министр иностранных дел Югославии (1987—1991)[419].
- Пятало, Ким Егорович (86) — советский и российский лыжник и тренер по лыжным гонкам и биатлону, заслуженный тренер СССР (1977)[420].
- Поливяный, Виктор Витальевич (42) — украинский военнослужащий, полковник, участник российско-украинской войны, Герой Украины (2025, посмертно); погиб в бою.
- Риверо Кун, Серхио (60) — боливийский футболист, игрок национальной сборной[421].
- Свенссон, Эверт[швед.] (99) — шведский социолог и политик, депутат Риксдага (1957—1991)[422].
- Сотомайор Гарсия, Ромарико[исп.] (85) — кубинский военнослужащий и политик, депутат Национальной ассамблеи народной власти (2008—2013)[423].
- Херштик, Нафтали[ивр.] (77) — израильский хаззан, главный кантор Иерусалимской Большой синагоги, основатель, художественный руководитель и генеральный директор Тель-Авивского канториального института[424].
- Чу, Норман[кит.] (73) — гонконгский актёр[425].